# Relazioni bilaterali tra Israele e Stati Uniti d'America
Le relazioni bilaterali tra Stati Uniti d'America e Israele rappresentano un fattore decisamente importante nella politica generale assunta dal governo federale statunitense in tutto il Medio Oriente e lo stesso Congresso USA ha posto una notevole importanza sul mantenimento di una relazione stretta e solidale.
L'espressione principale del supporto congressuale ad Israele è stato fin dall'inizio l'aiuto esterno. A partire dal 1985 esso ha fornito difatti quasi 3 miliardi di dollari statunitensi annuali da devolvere in borse di studio, facendo così di Israele il maggior beneficiario annuale degli aiuti americani dal 1976 al 2004 e il più grande beneficiario di aiuti cumulativi (121 miliardi, non aggiustati ai livelli d'inflazione) dal 1945 in poi.
Il 74% di questi fondi dev'essere speso per acquistare beni e servizi statunitensi. Più recentemente, nell'anno fiscale del 2014, gli USA hanno fornito 3,1 miliardi di aiuti militari stranieri; Israele beneficia anche di 8 miliardi di garanzie sui prestiti concessi.
L'Assemblea congressuale ha monitorato la continuità degli aiuti da vicino, assieme ad altre questioni inerenti alle relazioni bilaterali, tanto che le sue preoccupazioni hanno influenzato le politiche prese dalle diverse Amministrazioni presidenziali, i Dipartimenti esecutivi e il Gabinetti federali che si sono susseguite nel tempo.
Quasi tutti gli aiuti americani sono - all'avvio del XXI secolo - sotto forma di assistenza e finanziamento militare, quando invece in precedenza Israele ricevette anche una significativa assistenza in campo economico. Il forte e costante sostegno parlamentare ha portato Israele a ricevere benefici non disponibili per altri paesi.

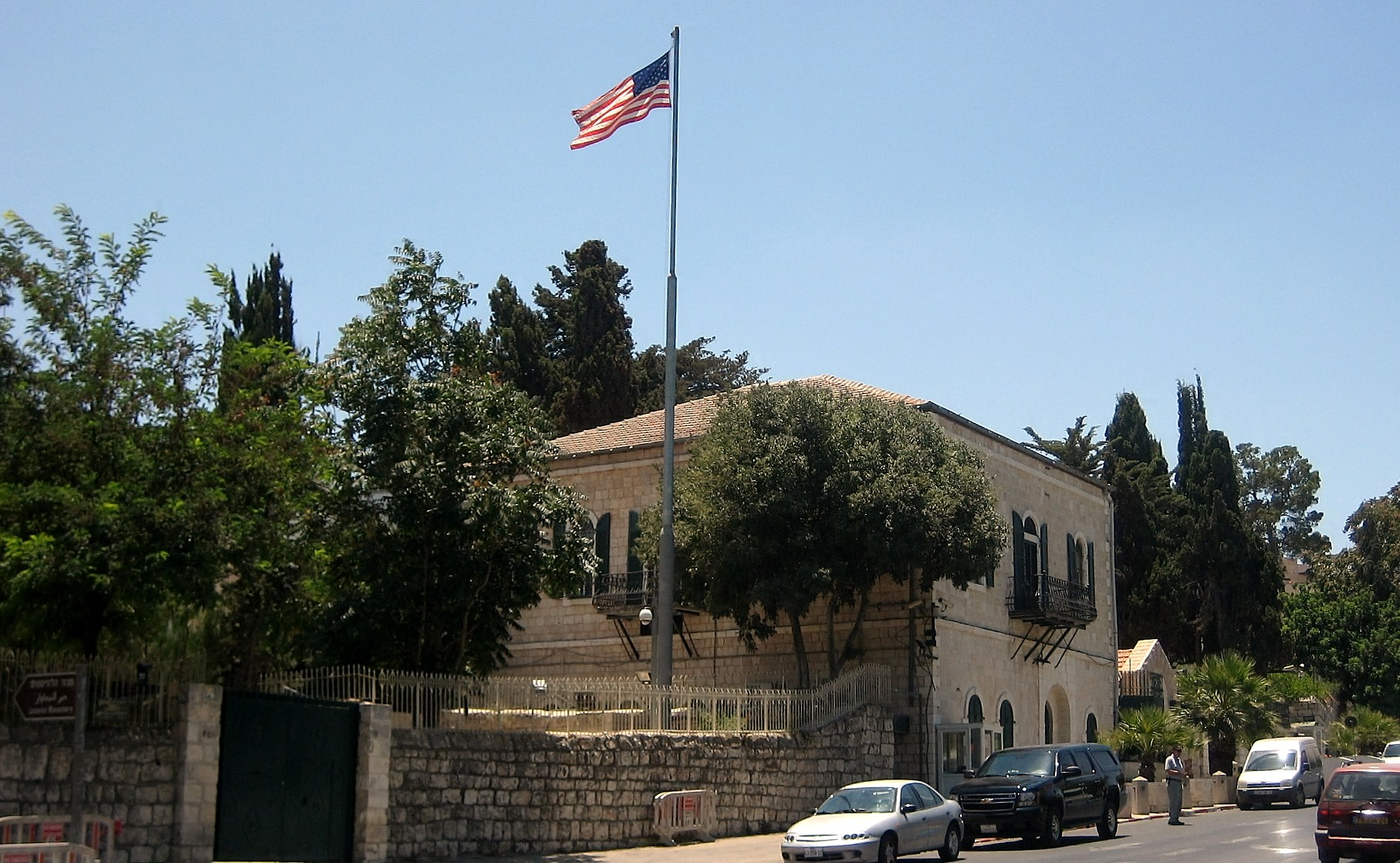
Il consolato statunitense a Gerusalemme.

Oltre agli aiuti finanziari e militari gli Stati Uniti forniscono anche un cospicuo sostegno politico, avendo ripetutamente utilizzato il proprio diritto di veto al Consiglio di sicurezza delle Nazioni Unite per 42 volte nei confronti di risoluzioni concernenti Israele; questo su un totale di 83 volte in cui il veto è stato espresso a partire dal 1946. Tra il 1991 e il 2011 sono stati usati 15 veti (su 24 totale) a protezione di Israele.
L'accordo bilaterale ha subito un'evoluzione, da un'iniziale politica americana di solidarietà e sostegno alla creazione di una patria ebraica nel 1948 ad un quantomai insolito partenariato il quale collega uno Stato relativamente piccolo ma militarmente potente - dipendente in larga parte dagli USA per il mantenimento della sua forza economico-militare - con la superpotenza Americana che cerca di bilanciare altri interessi in competizione nella regione, comprese le intenzioni e i propositi della Russia.

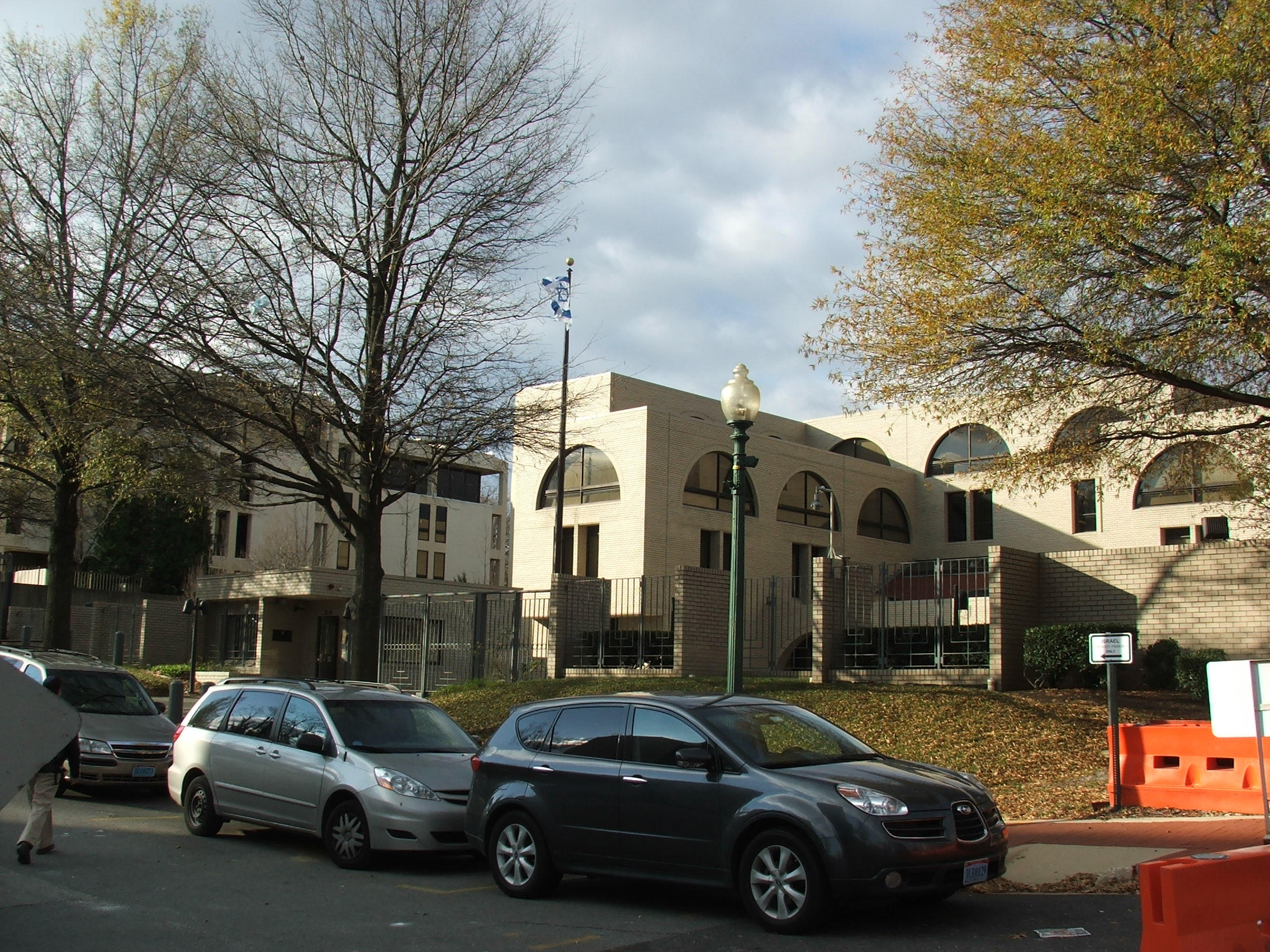
L'ambasciata di Israele a Washington.

Per lo più viene sostenuto che Israele sia un alleato strategico e che le relative relazioni bilaterali rafforzino la presenza effettiva degli USA nello scacchiere Mediorientale. Israele è inoltre dal 1989 uno dei due alleati maggiori non-NATO originari di quella regione geopolitica (l'altro essendo l'Egitto). A tutto il 2015 vi sono sette principali alleati non-NATO nel Grande Medio Oriente: oltre a Israele ed Egitto anche Bahrein, Giordania, Kuwait, Marocco e Tunisia.
Il membro anziano del Senato per il Partito Repubblicano Jesse Helms definiva con estrema chiarezza Israele come la "portaerei dell'America in Medio Oriente", spiegando così il perché gli USA continuavano a considerarlo un alleato strategico di questo tipo, asserendo che il punto d'appoggio militare nella regione offerto dallo Stato ebraico giustificava da solo la totalità degli aiuti concessi annualmente.

## Premesse storiche

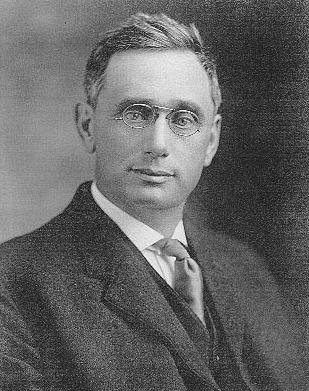
Louis Brandeis in una foto del 1900 circa.

Il sostegno al sionismo da parte degli ebrei americani rimase a un livello minimale fino al coinvolgimento di Louis Brandeis nella Zionist Organization of America (fondata nel 1897) a partire dal 1912 e all'istituzione del "Provisional Executive Committee for General Zionist Affairs" due anni dopo; esso venne autorizzato dall'Organizzazione Sionista Mondiale "ad occuparsi di tutte le questioni sioniste, fino all'avvento di tempi migliori".

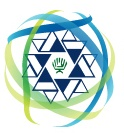
Logo dell'Organizzazione Sionista Mondiale.

Mentre la presidenza di Thomas Woodrow Wilson si dimostrò affermativamente solidale con la situazione degli ebrei in Europa nel 1919 ebbe modo di esplicitare ripetutamente che la politica assunta dagli Stati Uniti d'America in tale questione era quella di "acconsentire" alla Dichiarazione Balfour (1917), seppur non sostenendo ufficialmente il sionismo.
La situazione diplomatica si mantenne su questa linea, tuttavia il Congresso diede la sua approvazione alla Risoluzione di Lodge-Fish il 21 settembre del 1922, la prima decisione presa di comune accordo (risoluzione congiunta) tra Partito Democratico e Partito Repubblicano la quale affermava il proprio sostegno allo "stabilirsi in Palestina di una casa nazionale per il popolo ebraico". In quella stessa giornata il Mandato britannico della Palestina fu approvato dal Consiglio della Società delle Nazioni.
Nel corso della seconda guerra mondiale, mentre le scelte di storia della politica estera statunitense erano spesso mosse e soluzioni prese ad hoc dettate dalle richieste del conflitto, il movimento sionista prese la via di un sostanziale allontanamento dalla sua tradizionale politica e dagli obiettivi fino ad allora dichiarati; questo alla Conferenza Biltmore nel maggio del 1942.

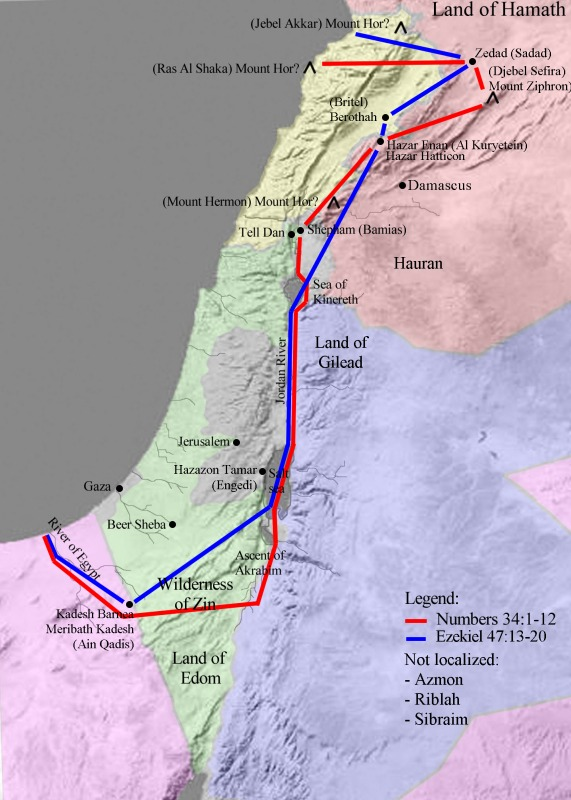
Mappa che mostra una interpretazione dei confini della Terra promessa, basata sulla promessa fatta da Dio a Mosè (Libro dei Numeri 34) e a Ezechiele (Libro di Ezechiele 47).

Le precedenti politiche dirette verso la creazione di una "casa nazionale ebraica" in Eretz Israel erano di fatto scomparse, per essere sostituite dalla nuova linea di condotta: ""che la Palestina si sarebbe stabilita come un Commonwealth ebraico" del tutto similmente ad altre nazioni, in cooperazione con gli USA ma non con l'impero britannico.
Due tentativi congressuali compiuti nel 1944 di far accettare delle risoluzioni le quali dichiarassero il sostegno del Governo federale per l'istituzione di uno Stato ebraico vennero contestati sia dal Dipartimento della Guerra che dal Dipartimento di Stato, a causa delle condizioni belliche e delle considerazioni derivanti dall'apposizione araba alla creazione di uno Stato ebraico. Esse furono presto eliminate definitivamente.
Alla conclusione dell'impegno bellico e dopo la piena vittoria sulla Germania nazista, la:

## Riconoscimento nel 1948
I vari presidenti degli Stati Uniti d'America del tempo, sebbene ufficialmente incoraggiati dal sostegno attivo dei membri delle comunità ebraiche americane e internazionali nonché da tutta una serie di gruppi civili attivi della nazione - sindacati e partiti politici in primis - i quali appoggiarono il concetto di "patria ebraica" già accennato nella Dichiarazione Balfour (1917) stilata dal Regno Unito di Gran Bretagna e Irlanda, proseguirono personalmente con una linea di "acquiescenza" per acconsentire alla richiesta da essa tracciata.
In tutte le amministrazioni susseguitesi nel corso della presidenza di Franklin Delano Roosevelt prima e nella presidenza di Harry Truman poi sia il dipartimento della Guerra che il dipartimento di Stato degli Stati Uniti d'America riconobbero la possibilità di una eventuale connessione sovietico-araba ed un conseguente potenziale rischio dato dalla restrizione sulle forniture di petrolio agli USA, sconsigliando pertanto l'aperto intervento del paese a favore degli ebrei.

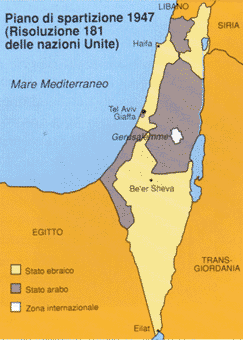
Piano di partizione del 1947 - [http://domino.un.org/maps/m0103_1b.gif Vedere anche la cartina dettagliata (ONU)

Con il protrarsi del conflitto nell'area ed il peggioramento delle condizioni umanitarie tra i sopravvissuti alla Shoah nel continente europeo il 29 novembre del 1947, con il pieno sostegno statunitense, l'Assemblea generale delle Nazioni Unite adottò la risoluzione 181 ovvero il piano di partizione della Palestina ancora per poco tempo sotto il controllo inglese; in essa se ne raccomandò l'attuazione all'interno di un'unione anche economica (Plan of Partition with Economic Union).
Il voto che ne scaturì venne fortemente influenzato dai sostenitori del sionismo, cosa che di lì a poco lo stesso Presidente Harry Truman non mancherà di far notare, ma altresì respinto e pesantemente avversato dallo schieramento del mondo arabo ancora in via di definizione. Con l'approssimarsi delle elezioni presidenziali del 1948 e la fine del mandato britannico della Palestina la decisione di riconoscere lo Stato ebraico rimase altamente controversa, con un notevole disaccordo tra il presidente incumbent, il suo consigliere personale per la campagna elettorale nazionale Clark Clifford ed il Dipartimento di Stato e il Dipartimento della Difesa.
Truman, pur essendo solidale con la causa sionista, rimase molto preoccupato per il compito di alleviare le sofferenze degli sfollati costretti alla migrazione forzata; il Segretario di Stato degli Stati Uniti d'America George Marshall temette che il dichiarato sostegno alla creazione di Israele avrebbe finito con il danneggiare le relazioni con i nuovi paesi musulmani, limitato l'accesso alla fonte energetica petrolifera del Medio Oriente e in larga misura destabilizzato l'intera regione.
Il 12 maggio del 1948 Truman s'incontrò nello Studio Ovale con Marshall, il Sottosegretario di Stato Robert A. Lovett, il consigliere presidenziale Clifford e molti altri per discutere approfonditamente della situazione venutasi a creare. Clifford sostenne il riconoscimento della nuova entità statale schierandosi così a favore della patria ebraica in conformità con la partizione del territorio predisposta dalla risoluzione internazionale.
Marshall invece si oppose a tutti questi argomenti, sostenendo che erano di fatto basati su considerazioni politiche interne nella prospettiva elettorale dell'anno in corso; asserì pertanto che se il presidente avesse finito con il seguire il consiglio di Clifford e quindi riconosciuto lo Stato ebraico egli stesso si sarebbe trovato nella condizione di essere costretto a votare contro la ricandidatura alle imminenti elezioni presidenziali. Durante tutto il corso della riunione Truman non espresse mai del tutto chiaramente le proprie personali opinioni in merito.

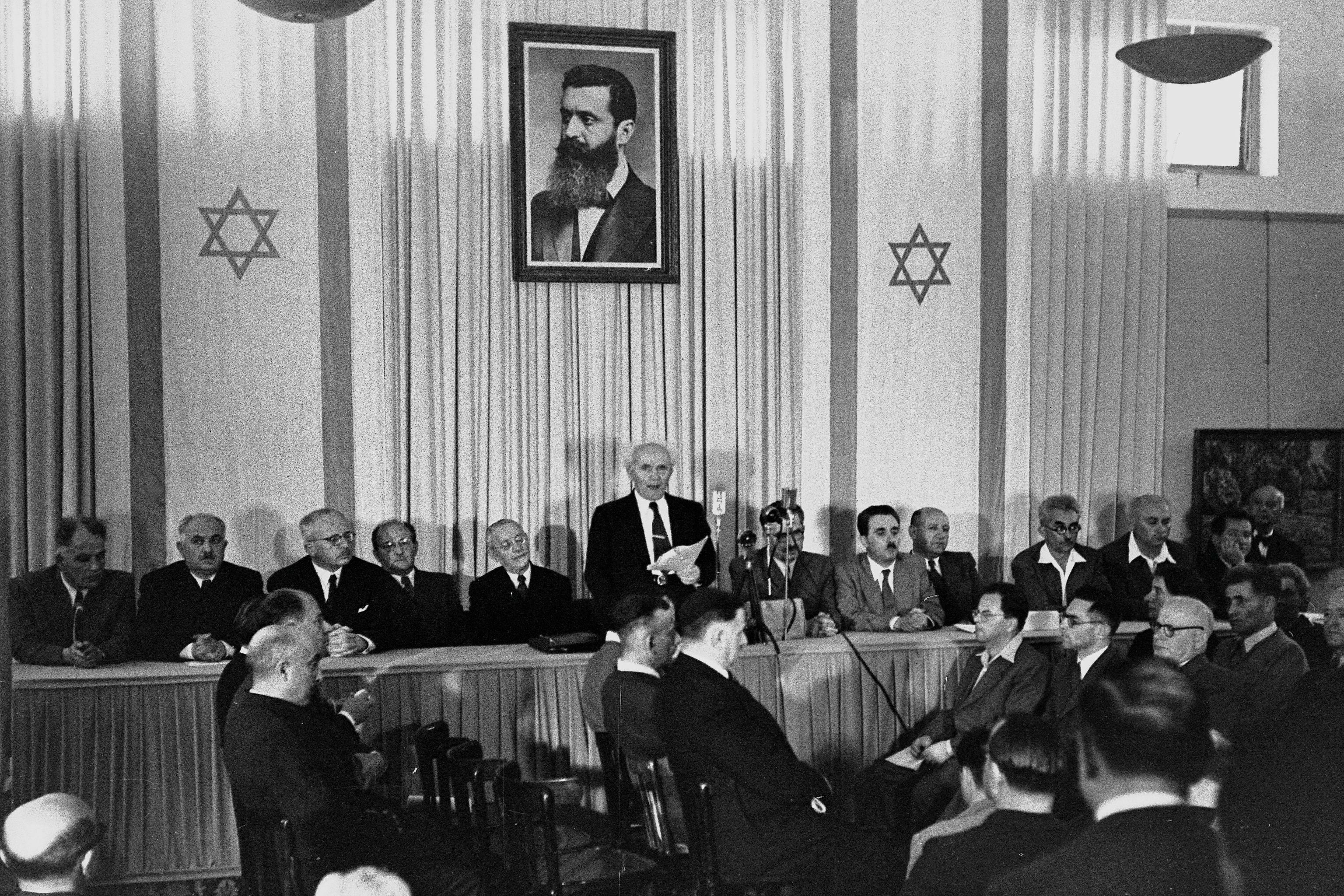
Dichiarazione d'indipendenza israeliana da parte di David Ben Gurion sotto un grande ritratto di Theodor Herzl, fondatore del sionismo moderno.

Due giorni dopo - il 14 maggio - gli Stati Uniti divennero il primo paese ad estendere qualsiasi forma di riconoscimento al neonato Israele. Ciò accadde poche ore dopo l'avvenuta assemblea dello Jewish National Council tenutasi al Museo d'arte di Tel Aviv e la dichiarazione di David Ben Gurion in cui venne affermata "l'istituzione di uno Stato ebraico in Eretz Israel, che sarà conosciuto come lo Stato di Israele". La frase "in Eretz-Israele" è l'unico passaggio nella Dichiarazione d'indipendenza israeliana contenente un qualsiasi riferimento alla posizione che la nuova nazione veniva ad assumere.
Il testo della comunicazione proveniente dal governo provvisorio di Israele a Truman fu il seguente:

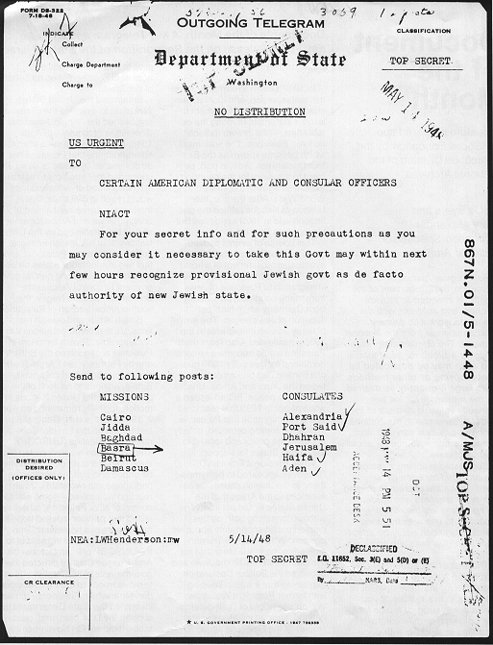
Il telegramma di riconoscimento dello Stato d'Israele inviato dalla presidenza di Harry Truman.

Il testo della risposta fu del tenore che segue:
Subito dopo questa rapida presa di posizione, in larga parte inaspettata, il rappresentante degli USA alle Nazioni Unite Warren Austin, la cui squadra aveva lavorato su una proposta di amministrazione fiduciaria alternativa ("American trusteeship proposal for Palestine"), poco dopo lasciò il suo ufficio all'ONU e se tornò a casa. Il Segretario Marshall inviò allora un funzionario del Dipartimento di Stato all'ONU per impedire all'intera delegazione di dimettersi. Il riconoscimento de iure avvenne il 31 gennaio 1949.

Carta animata d'Israele, indicante l'evoluzione territoriale dal 1947 al 1949

In seguito alla mediazione messa in atto da Ralph Bunche (Premio Nobel per la pace nel 1950), gli accordi dell'armistizio di Rodi del 1949 posero termine alla prima guerra arabo-israeliana del 1948, in relazione alla sua applicazione gli Stati Uniti firmarono la Dichiarazione tripartita del 1950 assieme al Regno Unito e alla Quarta Repubblica francese.
In essa si impegnarono ad agire all'interno e all'esterno dell'ONU per prevenire violazioni delle frontiere o delle linee di armistizio definite; delineò inoltre il loro impegno per la pace e la stabilità nell'area e la ferma opposizione all'uso o alla minaccia della forza; ribadì infine l'opposizione allo sviluppo di una corsa agli armamenti nella regione.

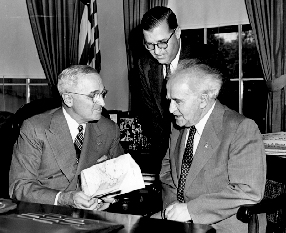
Incontro dell'8 maggio 1951 tra Harry Truman, Abba Eban e David Ben Gurion.

In circostanze geopolitiche in rapido mutamento la politica statunitense in Medio Oriente rimase generalmente orientata a:
1. sostenere l'indipendenza degli stati arabi;
2. favorire lo sviluppo dei paesi produttori di petrolio;
3. impedire all'influenza sovietica di prendere piede in Grecia, Turchia e Iran;
4. ed infine prevenire la corsa agli armamenti e mantenere una posizione neutrale nel conflitto arabo-israeliano.

Inizialmente i politici statunitensi utilizzarono gli aiuti destinati all'estero per sostenere tali obiettivi.

## Politiche presidenziali

### Eisenhower (1953-1960)
Durante questi primi anni di austerità gli USA fornirono al nuovo Stato di Israele quantità moderate di aiuti economici, principalmente in forma di prestiti per ottenere generi alimentari di base; una parte molto maggiori delle entrate nazionali furono quelle derivate dalle indennità di guerra devolute dalla Germania Ovest e vennero per lo più utilizzate per lo sviluppo interno.
Nel corso di questo periodo storico la principale fornitrice di armi fu la Quarta Repubblica francese, dando ad Israele dotazioni e tecnologie avanzate in campo militare; un tale sostegno derivò innanzi tutto per contrastare la percezione della minaccia costituita dal presidente dell'Egitto Gamal Abd el-Nasser per quanto concerneva l'accordo con la Cecoslovacchia sulle armi stipulato nel 1955.

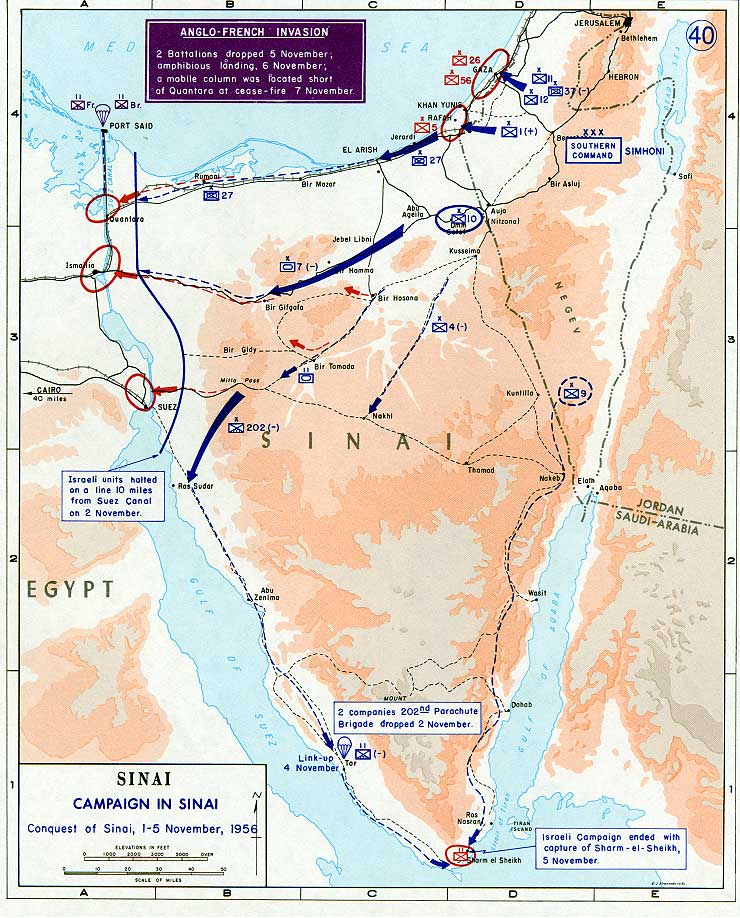
Conquista israeliana del Sinai nella crisi di Suez,

Con l'esplosione della crisi di Suez del 1956 le Forze di difesa israeliane invasero l'Egitto e furono subito seguite da francesi e britannici. Per diversi motivi i tre paesi si riunirono (il protocollo di Sèvres) con l'intento di rovesciare il potere di Nasser e riconquistando così il pieno controllo del Canale di Suez - in seguito alla sua unilaterale nazionalizzazione - oltre che per occupare porzioni della penisola del Sinai occidentale assicurando in tal modo il libero passaggio della navigazione nel Golfo di Aqaba.
In risposta gli USA, con il pieno sostegno dell'Unione Sovietica al Consiglio di sicurezza delle Nazioni Unite, intervennero diplomaticamente a nome dell'Egitto per forzare un rapido ritiro delle forze congiunte anglo-franco-israeliane. In seguito Nasser esprimerà il desiderio di poter stabilire relazioni più strette proprio con gli Stati Uniti. Impaziente di accrescere la propria influenza sulla regione ed al contempo impedire al regime egiziano di avvicinarsi troppo al blocco orientale, la politica ufficiale statunitense dovette rimanere neutrale e non allearsi quindi troppo apertamente con Israele.
L'unica assistenza concreta concessa in questo momento ad Israele dagli USA fu quella relativa agli aiuti alimentari.

### Kennedy e Johnson (1961-1969)

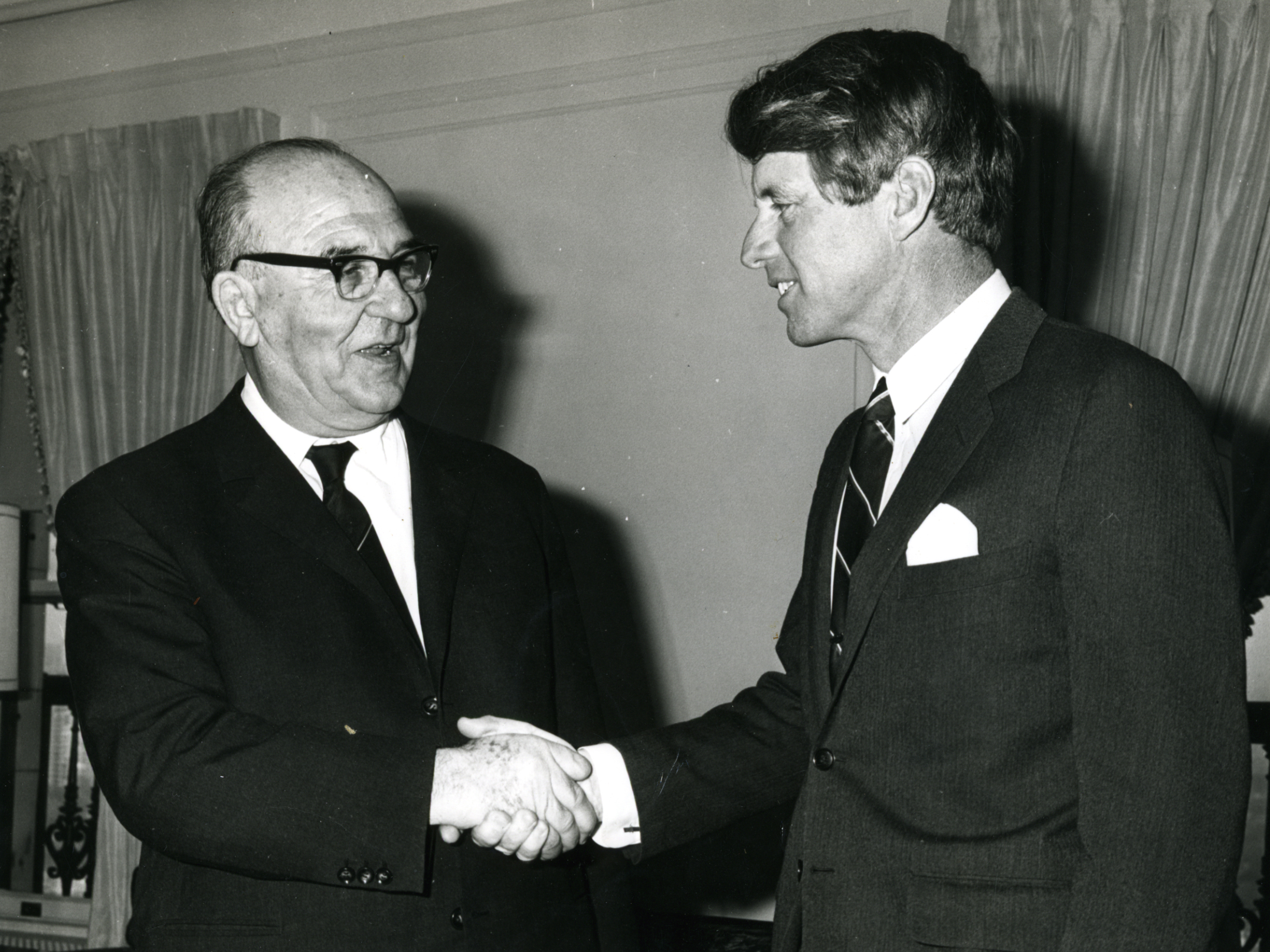
Incontro tra il Primo ministro di Israele Levi Eshkol e Robert Kennedy nel 1960.

Solo a partire dai primi anni 1960 gli statunitensi avrebbero cominciato a vendere armamenti avanzati allo Stato di Israele oltre che all'Egitto e alla Giordania, ma pur sempre esclusivamente a scopo difensivo, compreso il missile terra-aria Raytheon MIM-23 Hawk. Durante la presidenza di Lyndon B. Johnson la politica ufficiale statunitense si spostò in direzione di un sostegno chiaro e deciso, seppur non ancora indiscusso, per Israele.
Nel 1966, quando il pilota iracheno Munir Redfa (un cristiano assiro) disertò sbarcando in Israele con il proprio Mikoyan-Gurevich MiG-21 di fabbricazione sovietica, le informazioni sulla tecnologia aviatoria russa vennero immediatamente condivise con gli Stati Uniti.
In vista della guerra dei sei giorni del 1967, mentre l'Amministrazione Johnson si dimostrava estremamente solidale con il bisogno israeliano di potersi difendere con successo dagli attacchi stranieri, si temette però che la risposta avrebbe potuto essere sproporzionata e pertanto potenzialmente destabilizzante.

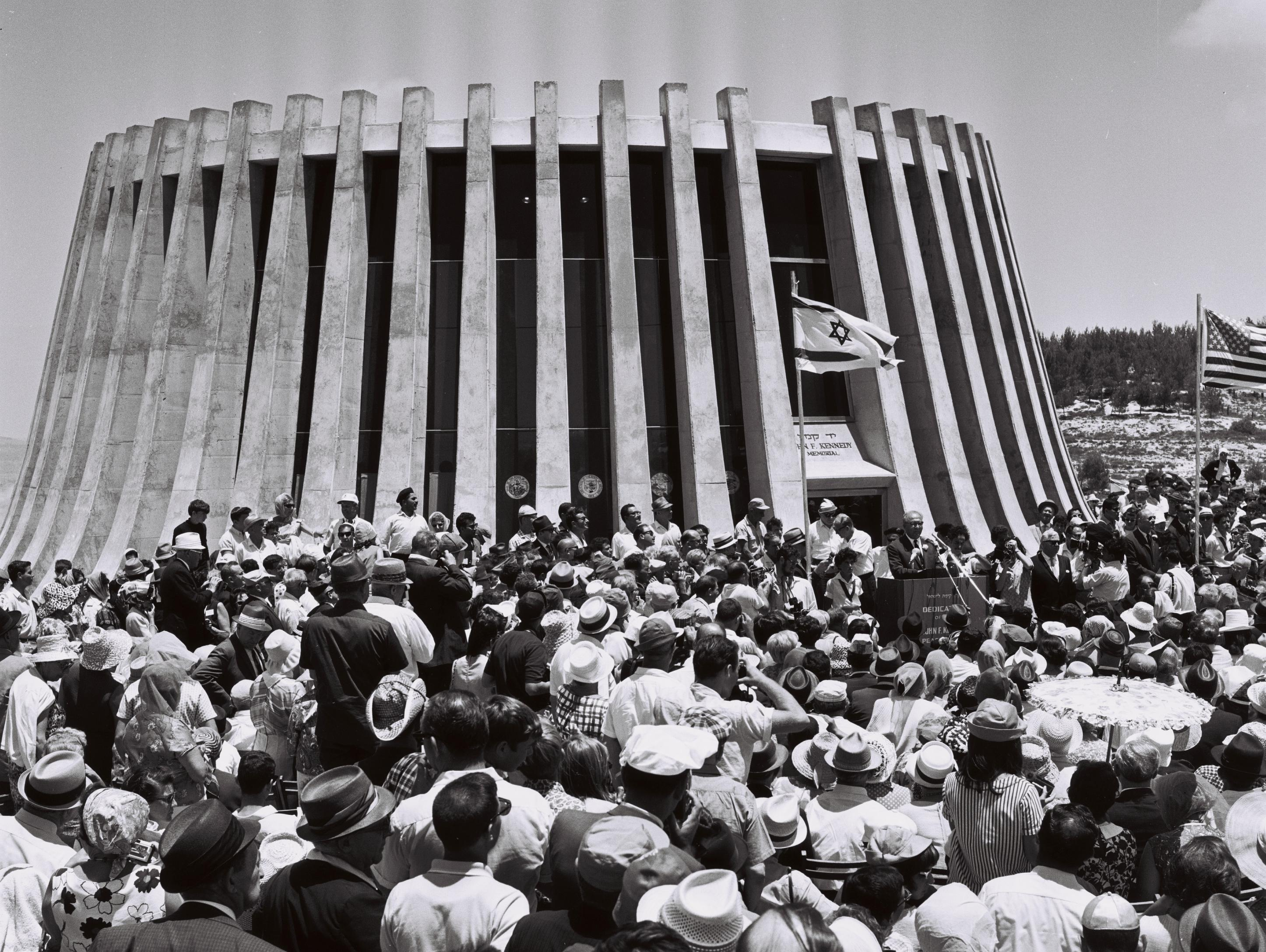
Inaugurazione dello Yad Kennedy, memoriale dedicato a John Fitzgerald Kennedy, nel 1966 a Jerusalem Forest.

L'incursione israeliana in territorio giordano dopo l'incidente di Samu del 13 novembre 1966 si rivelerà essere un episodio che innescò una situazione molto preoccupante per la dirigenza statunitense in quanto la monarchia del re di Giordania Husayn di Giordania rappresentava anch'essa un solido alleato, avendo inoltre già ricevuto oltre 500 milioni in aiuti volti alla costruzione principale del canale di East Ghor (King Abdullah Canal) il quale rimarrà praticamente distrutto nel corso dei raid successivi.
Il timore prevalente del governo Johnson fu che, se fosse dovuta scoppiare una guerra aperta nella regione, USA e URSS ne sarebbero rimaste inevitabilmente attratte. Vennero intavolati intensi negoziati diplomatici sia con le nazioni della regione che con i sovietici, incluso il primo utilizzo della linea rossa, non riuscirono alla fine ad impedire lo scoppio del conflitto.
Quando Israele dette il via agli attacchi preventivi contro l'Aeronautica egiziana il Segretario di Stato Dean Rusk rimase assai deluso in quanto riteneva che una soluzione concordata avrebbe ancora potuto avere dei margini di possibilità.

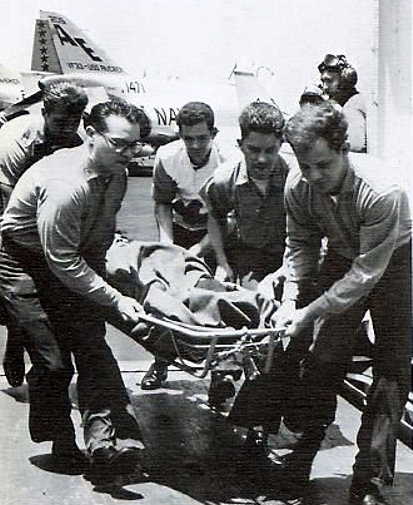
Un ferito nell'incidente della USS Liberty.

L'8 giugno del 1967 i Dassault Mirage III e i Dassault MD 454 Mystère IV dell'Heyl Ha'Avir assieme alle motosiluranti colpirono la USS Liberty, un'imbarcazione dei servizi segreti dell'United States Navy, nelle acque territoriali egiziane finendo con l'uccidere 34 marinai e ferendone altri 171. La dichiarazione ufficiale fu che la Liberty era stata confusa con la nave egiziana El Quseir e che si trattava pertanto di un caso di fuoco amico. Il Governo federale accettò la spiegazione in quanto tale, anche se l'incidente seppe suscitare notevoli polemiche e con certuni i quali credettero si fosse invece trattato di un atto deliberato.
Precedentemente alla "guerra dei sei giorni" le amministrazioni statunitensi si erano preoccupate di evitare di dare l'impressione che si stessero facendo favoritismi e quindi di non mantenersi equidistanti. L'autore George Lenczowski fa notare nel suo saggio intitolato American Presidents and the Middle East che "la presidenza di Johnson è stata una presidenza infelice, quasi tragica" nei riguardi della ""posizione ufficiale dell'America in Medio Oriente" e che essa ha segnato un autentico "punto di svolta" nei rapporti tra i due paesi.
Egli caratterizza infine la percezione mediorientale degli USA come un passaggio dal
Ha aggiunto (scrivendo nel 1990): "La guerra del giugno 1967 ha confermato questa impressione, e da quel momento in poi gli Stati Uniti sono emersi come il paese guardato con più diffidenza se non addirittura odiato in Medio Oriente dal mondo arabo".

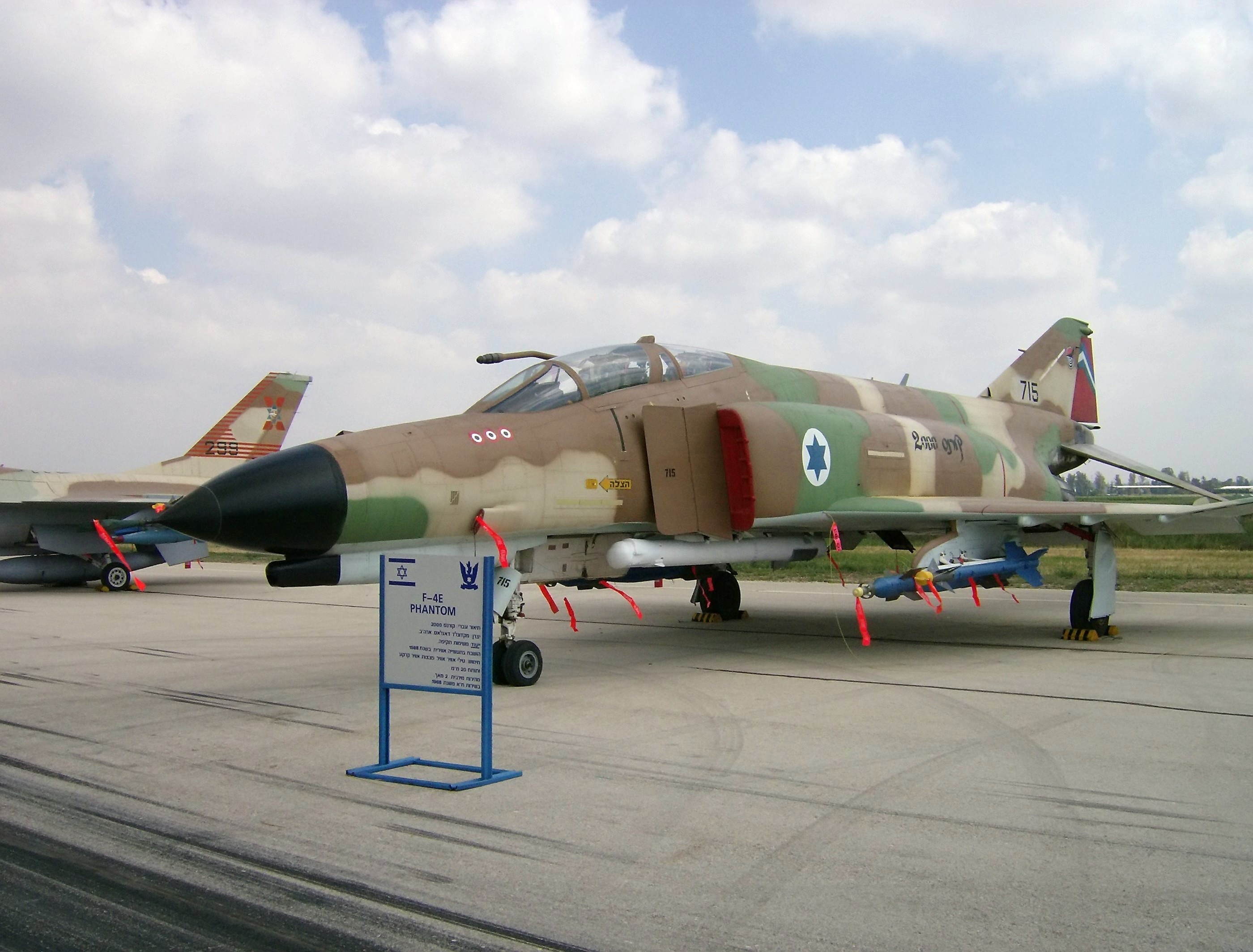
Un McDonnell Douglas F-4 Phantom II in dotazione alla Heyl Ha'Avir.

Con la conclusione del conflitto la percezione a Washington in generale e alla Casa Bianca in particolare fu quella che molti Stati arabi dello scacchiere mediorientale (in particolare l'Egitto) si erano definitivamente spostati verso i sovietici. Nel 1968, con il forte appoggio del Congresso, il presidente approvò la vendita di McDonnell Douglas F-4 Phantom II a Israele, stabilendo in tal maniera il precedente di un duraturo sostegno statunitense a vantaggio della qualità militare israeliana sui suoi vicini diretti.
Gli USA continueranno tuttavia a rifornire di equipaggiamenti militari alcuni stati arabi come il Libano e l'Arabia Saudita, essenzialmente per contrastare la vendita di armi sovietiche nella regione. Durante la guerra d'attrito israelo-egiziana, i commando addestrati in Israele riuscirono a catturare una stazione radar P-12 costruita dai sovietici, in un'operazione chiamata in codice Rooster 53. Alcune delle informazioni, precedentemente sconosciute, vennero successivamente condivise con gli USA.
Quando il governo francese impose un embargo sulle armi a Israele nel 1967 gli agenti segreti israeliani giunsero a procurarsi i modelli del Dassault Mirage 5 da un ingegnere ebreo-svizzero per poter costruirsi lo IAI Kfir: anche tali progetti vennero condivisi con gli statunitensi.

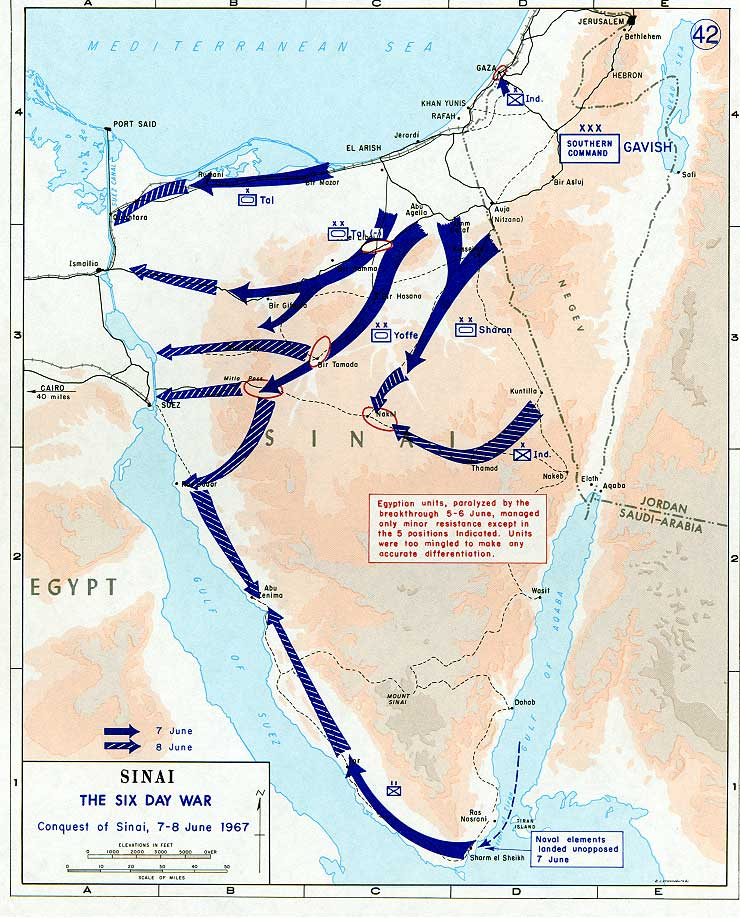
I movimenti delle forze israeliane sulla penisola del Sinai nel corso delle giornate del 6 e 7 giugno, nel corso della guerra dei sei giorni.

### Nixon e Ford (1969-1977)
Nel 1970 il Segretario di Stato William Pierce Rogers propose formalmente il piano Rogers il quale avrebbe richiesto un completo cessate il fuoco per almeno 60 giorni e una zona di blocco militare su ciascuno dei due lati del canale di Suez, il tutto con l'intento di interrompere la guerra d'attrito ancora in pieno svolgimento.
Si trattò di uno sforzo concertato inteso a raggiungere un accordo specifico nel quadro della Risoluzione 242 del Consiglio di sicurezza delle Nazioni Unite, che reclamava a sua volta il ritiro immediato d'Israele dai territori palestinesi di Cisgiordania e della striscia di Gaza oltre che dalla penisola del Sinai occupati a partire dalla metà del 1967, oltre che il reciproco riconoscimento della sovranità e dell'indipendenza dei due Stati in lotta.
Gli egiziani accettarono; mentre gli israeliani rimasero fortemente divisi sulla questione e in definitiva non si dimostrarono d'accordo, non riuscendo ad ottenere un sostegno sufficiente tra i membri del governo di unità nazionale presieduto da Golda Meir. Nonostante la coalizione predominante diretta dal Partito Laburista Israeliano - propenso all'accettazione formale della risoluzione delle Nazioni Unite così da riportare la regione in una situazione di pace attraverso il ritiro unilaterale dello Zro'a Ha-Yabasha entro l'inizio del nuovo anno - Menachem Begin e l'ala destra dell'alleanza Gahal vi si opposero categoricamente.
Il secondo maggior partito politico presente nella compagine governativa si dimise pertanto in massa il 5 di agosto. Alla fine il piano ottenne un esito totalmente fallimentare anche a causa dell'insufficiente supporto dimostrato dalla presidenza di Richard Nixon, preferendogli invece la posizione assunta dall'allora consigliere per la sicurezza nazionale Henry Kissinger nel non cercare più di perseguire l'iniziativa.
Nessuna svolta si dimostrò più possibile all'orizzonte, neppure dopo che il presidente dell'Egitto Anwar al-Sadat espulse del tutto inaspettatamente nel 1972 i consiglieri sovietici inviati a suo tempo da Nikita Sergeevič Chruščëv e nuovamente segnalò all'amministrazione statunitense la sua disponibilità ad intavolare una negoziazione.

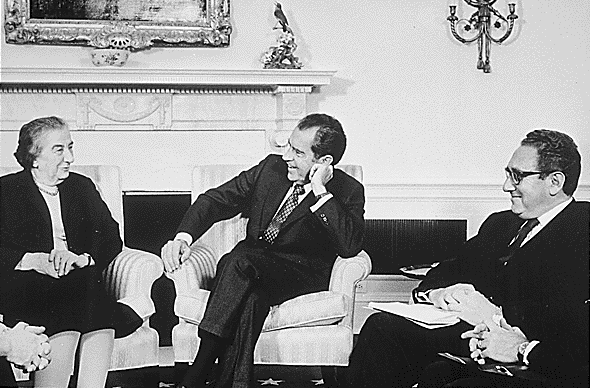
Colloquio nello Studio Ovale tra Golda Meir, Richard Nixon e Henry Kissinger nel 1973.

Il 28 febbraio del 1973, durante una visita ufficiale a Washington, il Primo ministro di Israele G. Meir concordò con Kissinger sulla proposta di "sicurezza contro sovranità": Israele avrebbe pertanto accettato la sovranità egiziana sul Sinai, mentre dal canto suo la nazione araba avrebbe accolto la presenza delle Forze di difesa israeliane in alcune posizioni ritenute d'importanza strategica.
Di fronte a questa mancanza di progressi sostanziali sul fronte diplomatico - e forse sperando di costringere la presidenza statunitense a lasciarsi coinvolgere maggiormente - l'esercito egiziano diede ancora una volta il via ai preparativi per scatenare un conflitto aperto. Nell'ottobre del 1973, in alleanza con la Siria e con un ulteriore sostegno da parte dell mondo arabo, le forze d'interposizione israeliane rimaste nel loro territorio furono attaccate di sorpresa dando così inizio alla guerra del Kippur.
Nonostante il fatto che l'intelligence avesse a più riprese indicato come assai probabile un'aggressione da parte degli egiziani e dei siriani la presidente Meir prese la controversa decisione di non lanciarsi in un attacco preventivo. Ella difatti, tra le altre preoccupazioni, temette di alienarsi il favore americano se il proprio paese si fosse imbarcato in un'altra iniziativa bellica, poiché a quel punto Israele si fidava oramai solamente degli Stati Uniti per soccorrerlo e portargli l'aiuto necessario.
In retrospettiva la scelta di non colpire per primi si dimostrò con molta probabilità corretta. Più tardi, secondo quanto ebbe a dichiarare Kissinger - divenuto nel frattempo Segretario di Stato - se Israele avesse attaccato non avrebbe ricevuto "so much as a nail" (neppure un chiodo). Il 6 di ottobre, con la festività ebraica dello Yom Kippur in pieno svolgimento, Egitto e Siria - con l'appoggio delle forze di spedizione arabe e con il sostegno dell'Unione Sovietica - assalì con attacchi simultanei gli israeliani.
Nel conflitto che ne risultò almeno inizialmente gli aggressori si dimostrarono in grado di violare le difese dello Stato ebraico, avanzare nel Sinai e stabilire posizioni difensive lungo la sponda orientale del canale, ma non poterono evitare di venire di lì a poco respinti in una massiccia battaglia di carri armati quando cercarono di avanzare ulteriormente per allontanare la pressione dall'alleato siriano.

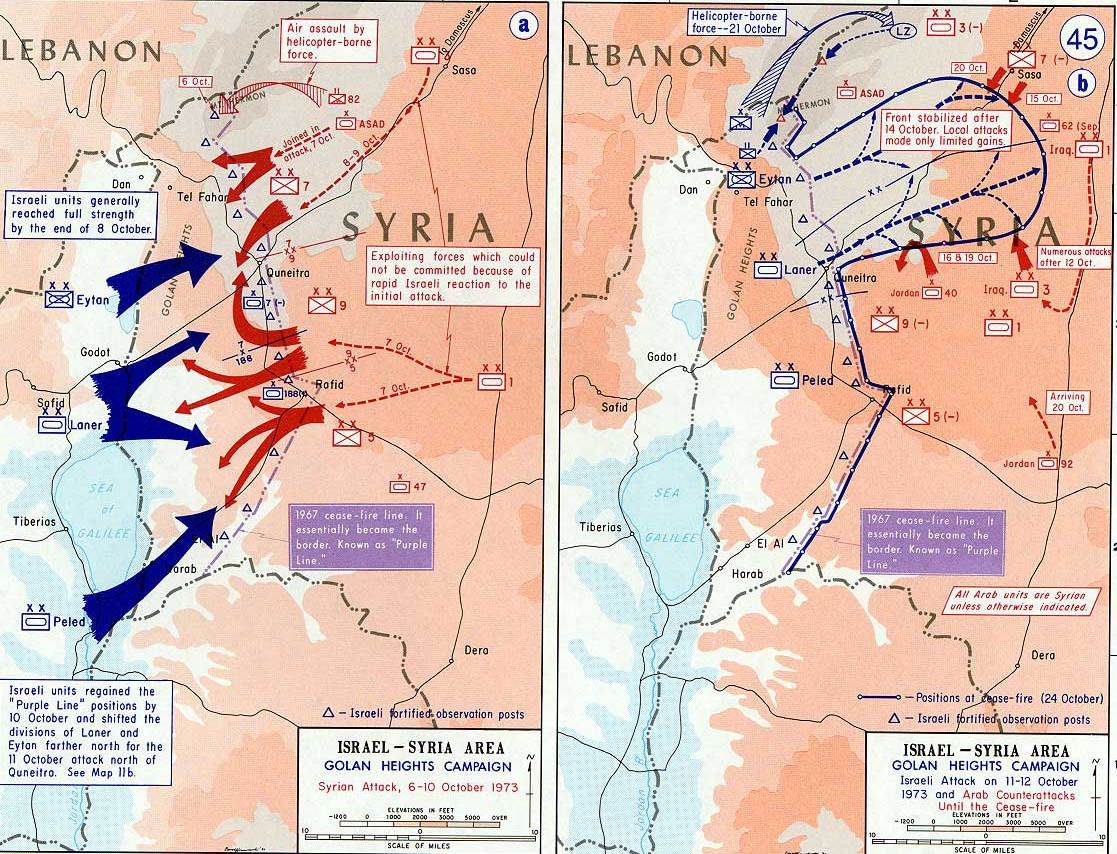
La campagna del Golan: l'attacco siriano (6-10 ottobre), il contrattacco israeliano (11-13 ottobre) e lo stallo.

Gli israeliani riattraversarono quindi in forze il canale. Ebbe luogo un'ampia serie di scontri con pesanti perdite da entrambe le parti; allo stesso tempo i siriani riuscirono quasi a rompere le sottili difese avversarie sulle alture del Golan, ma alla fine furono fermati dai rinforzi sopraggiunti e respinti: la controffensiva ebbe così un pieno successo. Israele prese anche molto velocemente il sopravvento sia sull'aria che in mare; questo fin dall'inizio.
Nel corso di quelle giornate concitate è stato suggerito che Meir abbia autorizzato l'assemblaggio delle armi nucleari in suo possesso. Ciò fu predisposto apertamente, con molta probabilità per attirare l'attenzione degli statunitensi; ma ne venne autorizzato l'uso contro obiettivi egiziani e siriani soltanto se le loro formazioni fossero riuscite ad avanzare ulteriormente.
I sovietici a questo punto cominciarono a rifornire gli attaccanti, prevalentemente le forze armate siriane. Meir chiese quindi direttamente l'aiuto di Richard Nixon per ottenere forniture militari. Dopo che Israele ebbe dato la piena allerta nucleare e fatto caricare le testate sugli aerei in attesa, il presidente degli Stati Uniti d'America diede il benestare per l'avvio dell'operazione Nickel Grass di trasporto strategico via aria per fornire armi e rifornimenti all'alleato: quest'ultima mossa viene talvolta chiamata "il ponte aereo che ha salvato Israele". Tuttavia, quando giunsero le forniture, le truppe con la Stella di David stavano già assicurandosi il sopravvento.

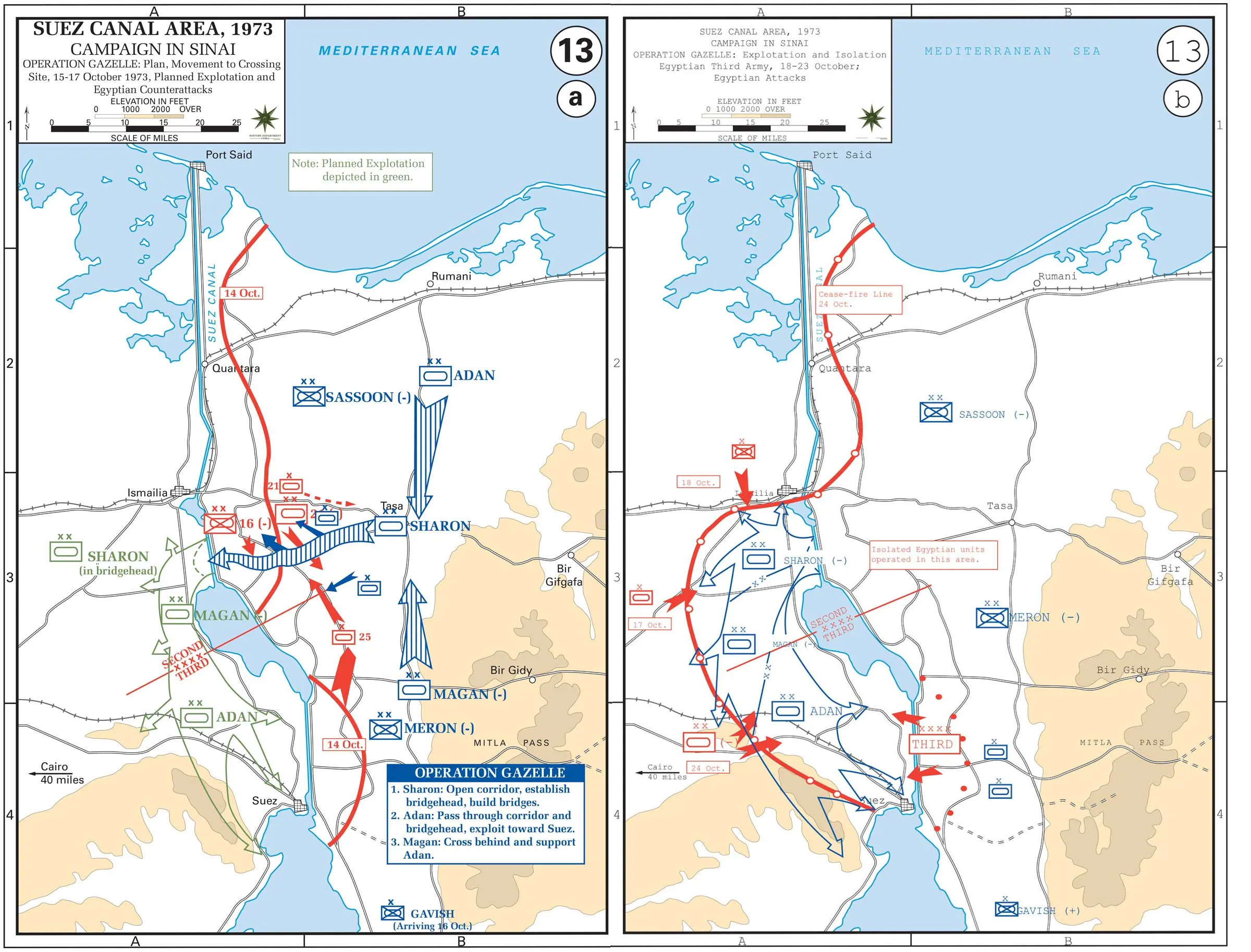
Il contro-attraversamento del Canale (15-17 ottobre) e l'isolamento della 3ª Armata egiziana (18-23 ottobre).

Sia gli americani che i sovietici temettero che avrebbero finito con l'essere coinvolti in un conflitto ad ampio raggio in Medio Oriente. Dopo che questi ultimi minacciarono l'intervento per conto dell'Egitto in seguito ai progressi raggiunti dagli israeliani oltre le precedenti linee del "cessate il fuoco", gli USA aumentarono la condizione di difesa (DEFCON) da quattro a tre, il più alto livello in tempo di pace. Ciò si rese necessario dopo che Israele intrappolò la terza armata egiziana ad Est del canale di Suez.
Kissinger si rese quindi ben presto conto che la situazione venutasi a creare avrebbe potuto presentare un'enorme opportunità: l'Egitto era totalmente dipendente dagli Stati Uniti per impedire ad Israele di distruggerne l'esercito, che ora non aveva più alcun accesso al cibo o all'acqua. La posizione di vantaggio poteva perciò essere sfruttata in seguito per consentire all'amministrazione di mediare la disputa e spingere l'Egitto in via definitiva al di fuori dalla sfera d'influenza sovietica.
Di conseguenza gli Stati Uniti esercitarono un'enorme pressione sugli israeliani per astenersi dal distruggere completamente l'esercito nemico intrappolato. In una telefonata con l'ambasciatore israeliano Simcha Dinitz, Kissinger lo avvisò che la distruzione della terza armata egiziana "è un'opzione che non esiste". Gli egiziani in seguito ritirarono la loro richiesta di sostegno e i sovietici accettarono.

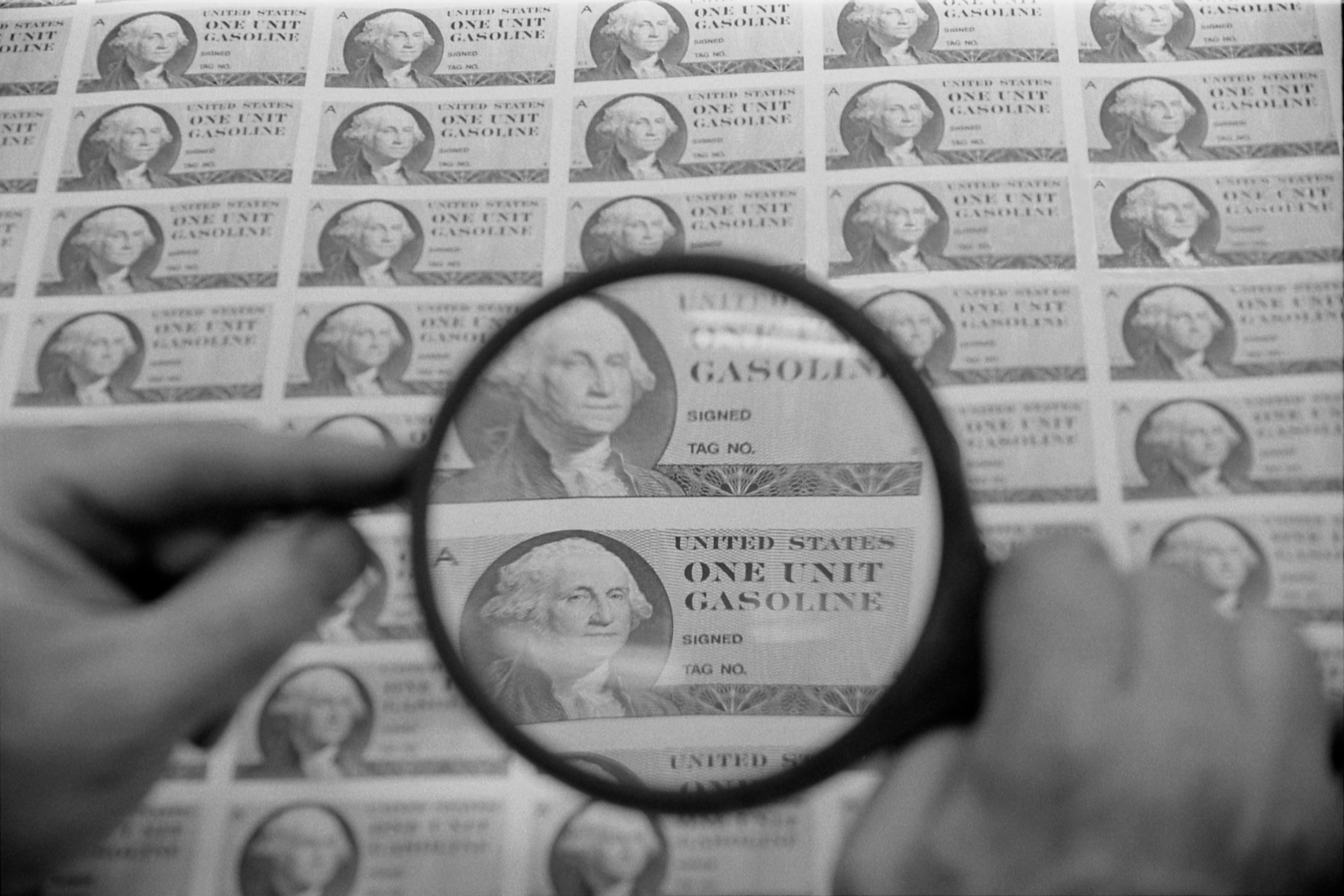
Buoni-benzina emessi dal Bureau of Engraving and Printing a seguito della crisi energetica (1973).

Dopo la guerra il Segretario di Stato fece pressione sugli alleati israeliani perché si ritirassero dalle terre arabe; questo contribuì alle prime fasi di una duratura pace israelo-egiziana. Il sostegno americano dato ad Israele durante le operazioni belliche contribuì altresì all'embargo dei prodotti del petrolio messo in atto da parte dell'OPEC (la crisi energetica (1973) contro l'Occidente, il quale venne però revocato entro il marzo del 1974.

### Riassestamento della crisi
All'inizio del 1975 il governo israeliano respinse un'iniziativa degli Stati Uniti per un'ulteriore ridistribuzione territoriale nel Sinai. La presidenza di Gerald Ford rispose il 21 di marzo inviando una lettera al primo ministro Yitzhak Rabin e affermando che l'intransigenza israeliana minacciava di complicare gli interessi mondiali americani: "quindi l'amministrazione rivaluterà le sue relazioni con il governo israeliano". Inoltre le spedizioni di armi verso l'alleato furono interrotte. La crisi si concluse con l'accordo di disimpegno israeliano-egiziano del 4 settembre 1975.

### Carter (1977-1981)
L'amministrazione della presidenza di Jimmy Carter si caratterizzò per il suo coinvolgimento molto attivo nel processo di pace in Medio Oriente. Con le elezioni parlamentari in Israele del 1977 (a maggio) e la conseguente vittoria del Likud di Menachem Begin, dopo 30 anni di guida dell'opposizione al governo, si verificarono importanti cambiamenti riguardo al ritiro israeliano dai territori occupati.

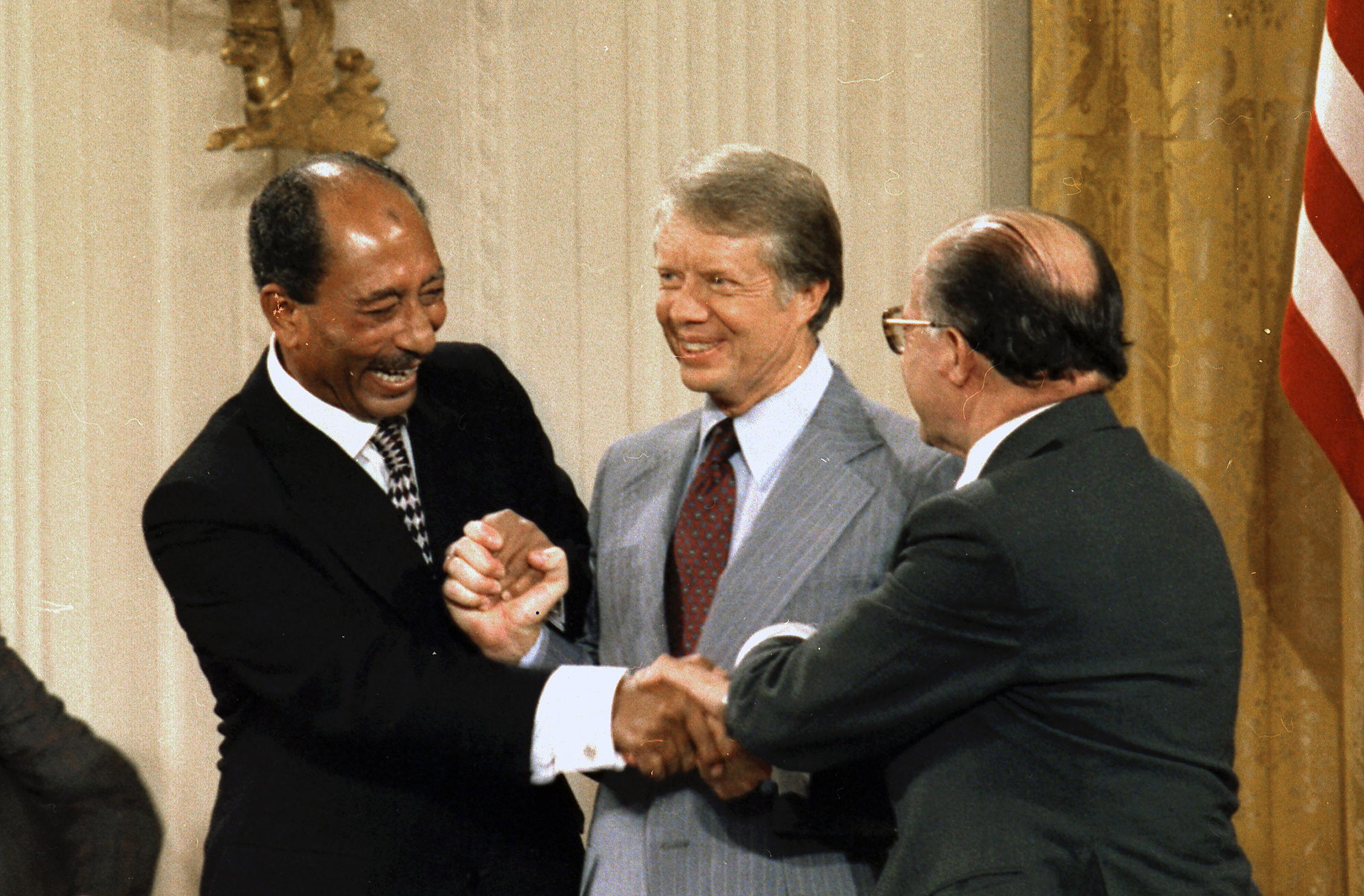
Anwar al-Sadat, Jimmy Carter e Menachem Begin a Camp David.

Ciò portò ad un aspro attrito nelle relazioni bilaterali USA-Israele. I due quadri inclusi negli accordi di Camp David, avviati da Carter personalmente, furono intesi da autorevoli elementi della destra israeliana come la creazione di indebite pressioni statunitensi per indurre Israele a ritirarsi, oltre che a costringerlo a correre notevoli rischi nel processo di pace con l'Egitto.

Le tre fasi-zone del ritiro israeliano a seguito degli accordi di Camp David.

Il trattato internazionale di pace fu ufficialmente firmato alla Casa Bianca il 26 marzo 1979; esso condurrò al completo ritiro israeliano dalla penisola del Sinai entro il 1982.
I successivi governi del Likud sostennero poi che la loro accettazione del ritiro totale dal Sinai avveniva come parte di questi accordi di reciproca sicurezza: il trattato di pace israelo-egiziano del 1979 condusse all'adempimento dell'impegno israeliano.
Il sostegno del presidente Carter a favore di una patria anche per i palestinesi e per i loro diritti politici - innanzi tutto uno Stato di Palestina libero e indipendente - ebbe a creare in particolare forti tensioni con la compagine governativa di centro-destra; ma su questo fronte vennero alla fine compiuti ben pochi progressi.

### Reagan (1981-1989)
I sostenitori israeliani espressero preoccupazione all'inizio del primo mandato della presidenza di Ronald Reagan a proposito di potenziali difficoltà nelle relazioni USA-Israele, in parte perché diversi incaricati della nuova amministrazione avevano legami o associazioni commerciali con le principali nazioni mediorientali (ad esempio, il segretario della difesa Caspar Weinberger e il segretario di Stato George Shultz erano entrambi dirigenti della "Bechtel Corporation" la quale intratteneva forti legami con il mondo arabo, vedi lobby araboamericana.)

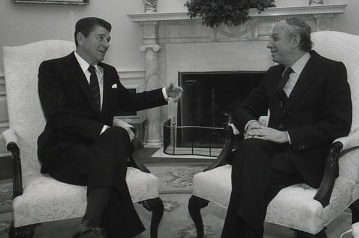
Ronald Reagan a colloquio con l'ambasciatore di Israele negli Stati Uniti d'America Ephraim Evron nello Studio Ovale (1982).

Tuttavia il sostegno personale dimostrato dal presidente Reagan ad Israele e la compatibilità tra le prospettive israeliana e quella reaganiana sul terrorismo, la cooperazione di sicurezza e la minaccia sovietica, condusse in via diretta ad un considerevole rafforzamento delle relazioni bilaterali.
Nel 1981 Weinberger e il ministro della Difesa israeliano Ariel Sharon firmarono l'accordo di cooperazione strategica (Strategic Cooperation Agreement), stabilendo un quadro per la continua consultazione e cooperazione atte a migliorare la sicurezza nazionale di entrambi i paesi.
Nel novembre del 1983 le due parti costituirono un gruppo militare politico congiunto (Joint Political Military Group), che prese a riunirsi due volte l'anno per mandare in attuazione la maggior parte delle disposizioni di tale accordo.
Nel giugno del 1984 iniziarono le esercitazioni militari aeree e marittime e gli Stati Uniti costruirono due impianti di riserva (war reserve stock, WRS) in Israele per accumulare attrezzature militari. Sebbene fosse esplicitamente destinato solamente alle forze americane stanziate in Medio Oriente l'equipaggiamento avrebbe anche potuto essere trasferito per un utilizzo israeliano, se ciò fosse stato necessario.
I legami reciproci si rafforzarono nel corso del secondo mandato. A Israele venne concesso lo status di "alleato maggiore extra-NATO" nel 1989, dandogli così libero accesso a sistemi di armamento più estesi e l'opportunità di fare offerte per i contratti di difesa degli Stati Uniti. Questi ultimi da parte loro mantennero un aiuto a favore di Israele pari a $ 3 miliardi annuali e stipularono un accordo di libero scambio nel 1985.

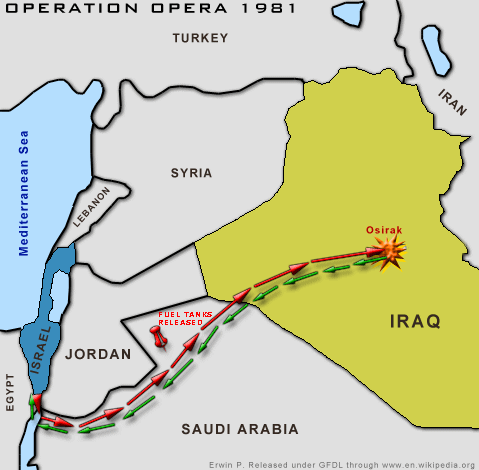
Schema dell'Operazione Babilonia messa in atto dall'Heyl Ha'Avir.

Da allora in poi sono stati eliminati tutti i dazi doganali tra i due partner commerciali; tuttavia le relazioni si inasprirono quando Israele portò a termine l'Operazione Babilonia, un attacco aereo mirato contro il reattore nucleare di Osirak installato a Baghdad dal regime di Saddam Hussein. Reagan sospese una spedizione di aerei militari e non mancò di criticare aspramente l'azione intrapresa.
Le relazioni si fecero sempre più tese anche durante la guerra del Libano (1982), quando gli Stati Uniti presero persino l'iniziativa delle sanzioni per fermare l'assedio di Beirut; venne a questo punto fatto presente che le armi fornite dovevano essere utilizzate esclusivamente a scopo difensivo e pertanto vi fu una sospensione delle spedizioni di bombe a grappolo verso Israele.
Sebbene la guerra abbia messo in luce alcune serie differenze tra le due politiche estere nazionali, come ad esempio il rifiuto israeliano del piano di pace Reagan del 1º settembre 1982, ciò non modificò in una maniera sostanziale il favore dell'Amministrazione nei confronti dell'alleato e l'enfasi posta sull'importanza di Israele per gli Stati Uniti. Sebbene critici nei confronti delle azioni intraprese gli USA posero il veto a una proposta del Consiglio di sicurezza delle Nazioni Unite introdotta dall'Unione Sovietica volta ad imporre un embargo sulle armi a Israele.
Nel 1985 gli Stati Uniti sostennero la stabilizzazione economica di Israele attraverso circa $ 1,5 miliardi di prestiti in due anni, garantendo in tal maniera la creazione di un forum economico bilaterale chiamato "Gruppo congiunto per lo sviluppo economico" (U.S.-Israel Joint Economic Development Group, JEDG).
Il secondo mandato di Reagan si concluse su quello che molti israeliani consideravano una nota stonata quando volle aprire un dialogo con l'Organizzazione per la Liberazione della Palestina (OLP) a partire dal dicembre del 1988. Ma nonostante il dialogo stabilito il "caso di spionaggio Jonathan Pollard" e il Rifiuto israeliano dell'iniziativa di pace Shultz nella primavera del 1988 le organizzazioni filo-israeliane statunitensi caratterizzarono l'amministrazione Reagan (e il 100º Congresso degli Stati Uniti d'America) come il "più pro-Israele di sempre" e elogiarono il tono generalmente positivo delle relazioni bilaterali.

### George H. W. Bush (1989-1993)
Il Segretario di Stato James Baker ebbe a dichiarare di fronte ad un folto pubblico di ebrei americani dell'AIPAC, un forte gruppo di pressione a sostegno di Israele (vedi lobby israeliana negli Stati Uniti) il 22 maggio del 1989 che il paese avrebbe dovuto abbandonare le proprie "politiche espansionistiche"..
Da parte sua il presidente George H. W. Bush riuscì a sollevare le ire del 24º governo di Israele guidato da una maggioranza di esponenti del Likud quando affermò in una conferenza stampa tenutasi il 3 marzo del 1991 che Gerusalemme Est costituiva un "territorio occupato" e non una parte sovrana dello Stato di Israele, come invece esso asserì sempre essere. Israele si era unilateralmente annesso quella parte della città nel 1980, un'azione che non ottenne però alcun riconoscimento internazionale.
La presidenza di George H. W. Bush si ritrovò anche in disaccordo sull'interpretazione israeliana del piano di tenere delle libere elezioni per poter formare una delegazione palestinese da invitare alla conferenza di pace organizzata per l'estate del 1989 oltre che sulla necessità di indagare adeguatamente sull'incidente accaduto a Gerusalemme l'8 ottobre del 1990 (i disordini sul monte del Tempio), in cui la polizia causò la morte di almeno 17 palestinesi.

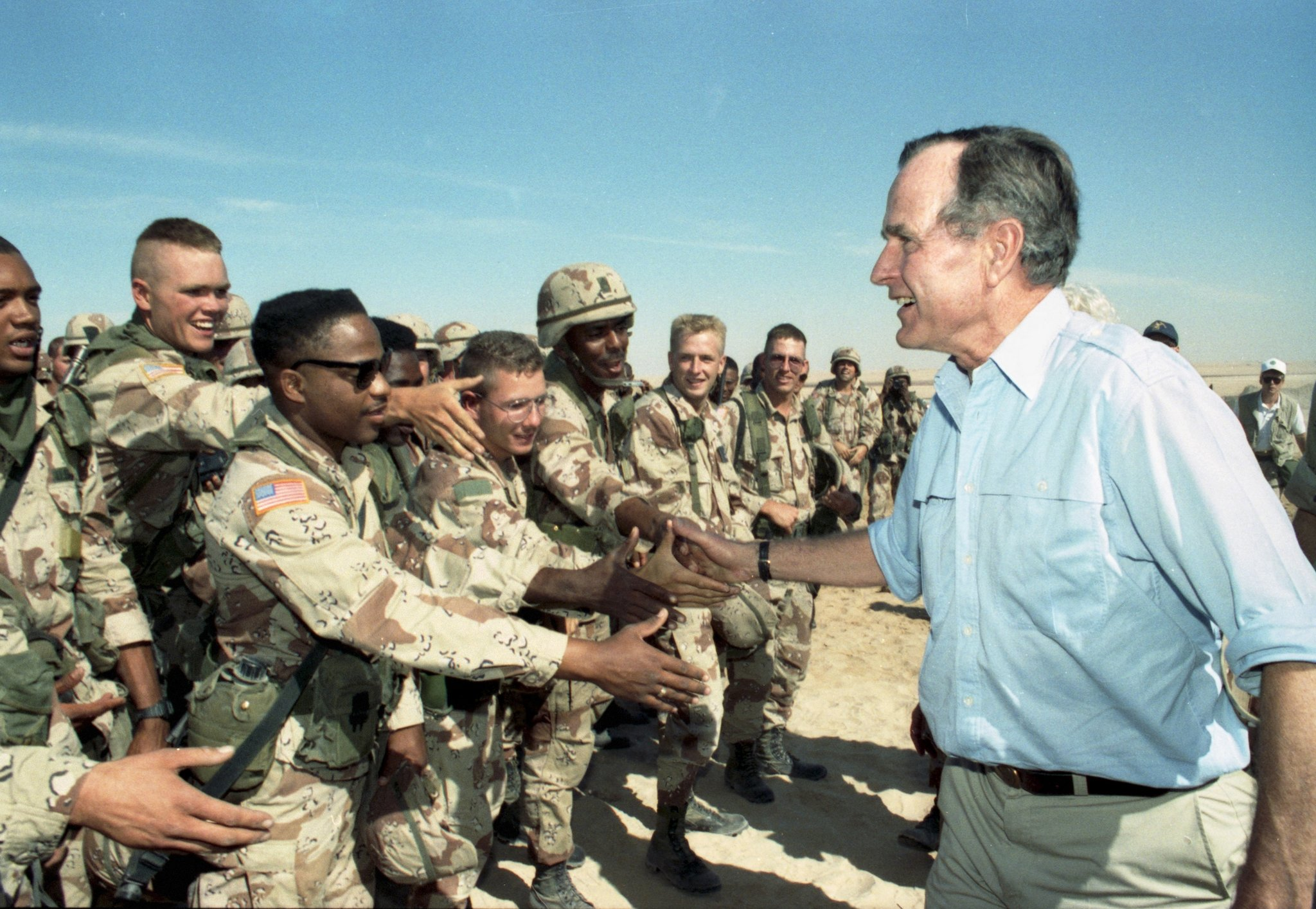
Il presidente George H. W. Bush in visita alle truppe statunitensi stanziate in Arabia Saudita nel novembre del 1990.

Con la grave crisi venutasi a creare tra Iraq e Kuwait, provocata dall'invasione di quest'ultimo e le conseguenti minacce lanciate contro Israele da essa generate venne altresì ripetuto il costante impegno degli Stati Uniti nei confronti della sicurezza nazionale dell'alleato mediorientale. La tensione israelo-americana si allentò dopo l'inizio della guerra del Golfo scoppiata il 16 gennaio del 1991, quando Israele divenne un obiettivo dei missili SS-1 Scud in dotazione alle truppe dell'Al-Quwwat al-Barriyya al-ʿIrāqiyya.
L'Amministrazione statunitense esortò caldamente lo Stato ebraico a non attuare alcun atto di ritorsione per gli attacchi subiti in quanto si credette che il dittatore Saddam Hussein volesse trascinare Israele nel conflitto e pertanto costringere anche altri membri della coalizione creatasi contro di lui, in particolare l'Egitto di Hosni Mubarak e la Siria di Hafiz al-Asad, a lasciarla per riunirsi in un conflitto anti-israeliano. La dirigenza politica accolse il consiglio e non reagì, ottenendo per questa scelta di autocontrollo le lodi della comunità internazionale.

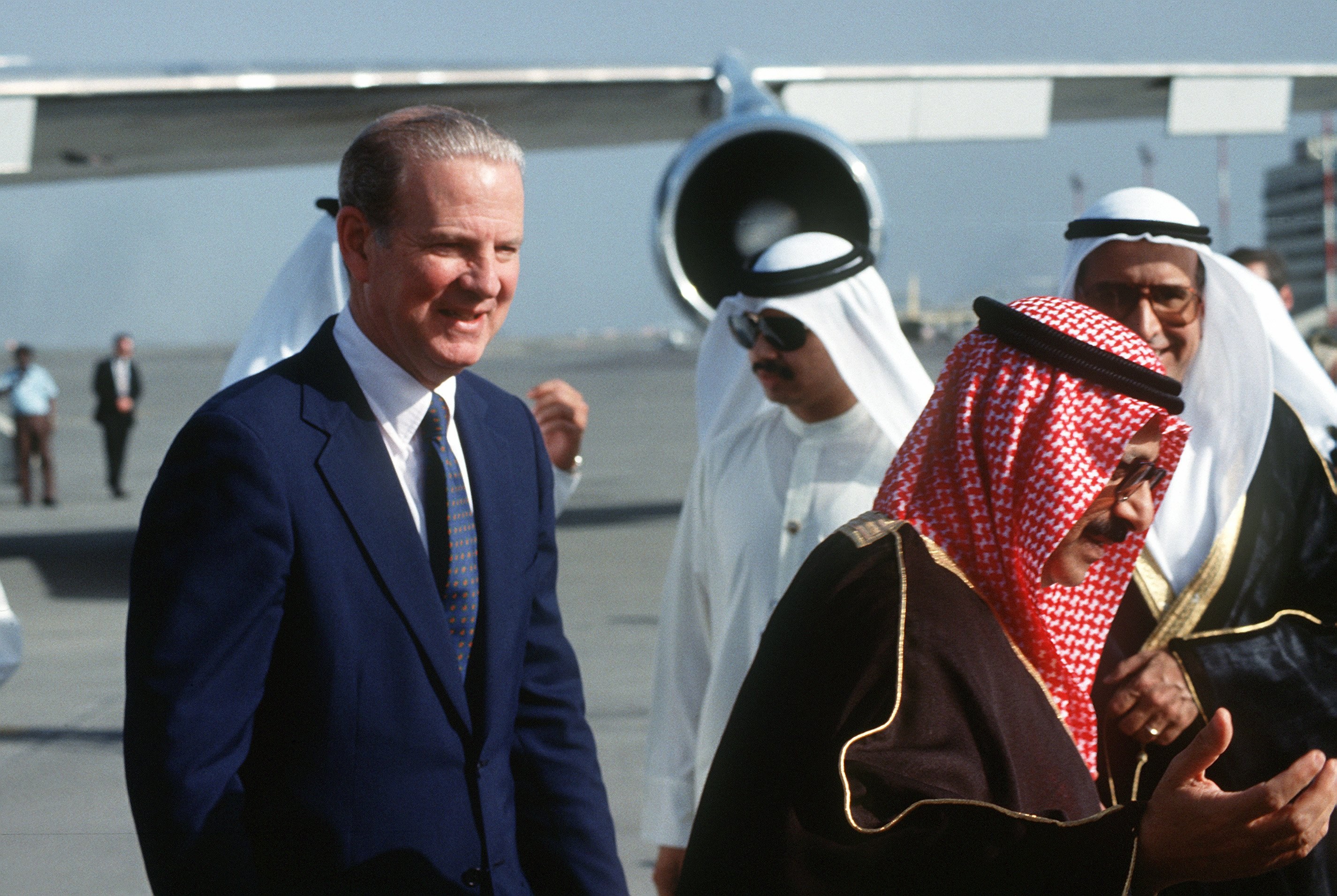
Il Segretario di Stato James Baker al suo arrivo in Kuwait il 22 aprile del 1991.

Alla conclusione della guerra si tornò immediatamente a discutere sulla questione inerente al processo di pace arabo-israeliano, credendo che vi fosse oramai una finestra di opportunità per utilizzare il capitale politico generato dalla vittoria degli Stati Uniti per rivitalizzarlo. Il 6 marzo del 1991 il presidente Bush si rivolse al Congresso in un discorso spesso citato come la principale dichiarazione ufficiale d'intenti dell'amministrazione sul nuovo ordine in relazione al Medio Oriente, in seguito alla cacciata delle forze irachene dal Kuwait.
Lo storico Michael Oren riassume il discorso nella maniera seguente: "Il presidente ha continuato a delineare il suo piano per il mantenimento di una presenza navale statunitense permanente nel Golfo, per fornire fondi per lo sviluppo in Medio Oriente e per istituire salvaguardie contro la diffusione di armi di distruzione di massa. Il programma, tuttavia, è stato collegato al raggiungimento di un trattato effettivo arabo-israeliano basato sul principio di "territorio contro pace" e al rispetto dei diritti palestinesi". Come primo passo si annunziò l'intenzione di riconvocare la conferenza di Madrid.
Tuttavia, a differenza dei precedenti sforzi americani volti ad una concreata e duratura pacificazione dell'area, non sarebbero stati utilizzati nuovi impegni di aiuto economico-militare; questo perché sia Bush che Baker sentirono che la vittoria della coalizione e il maggiore prestigio statunitense in tal maniera acquisto avrebbero indotto ad un nuovo dialogo e perché la loro iniziativa diplomatica si concentrò su processi e procedure piuttosto che su accordi e concessioni.

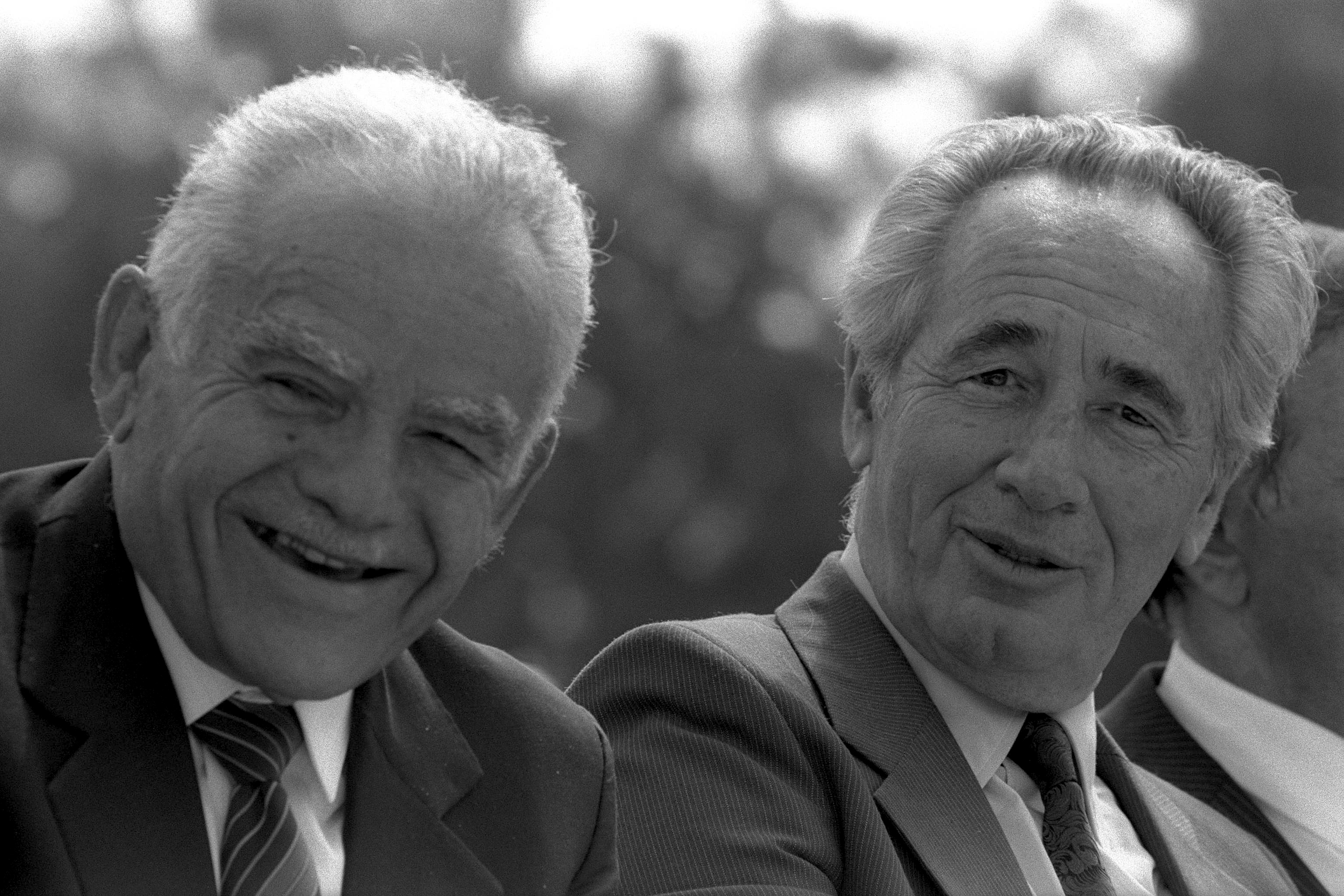
Il primo ministro di Israele Yitzhak Shamir assieme al ministro degli Esteri Shimon Peres nel 1988.

Dal punto di vista di Washington gli incentivi finanziari non si sarebbero quindi rivelati necessari, ma questi entrarono di fatto prepotentemente in campo nelle negoziazioni a partire dal mese di maggio. La richiesta del primo ministro di Israele Yitzhak Shamir per ottenere $ 10 miliardi di garanzie sui prestiti aggiunse una nuova dimensione alla diplomazia degli USA e finì con lo scatenare una resa dei conti politica tra il suo governo e l'amministrazione Bush.
Essa fu perciò determinante nel convocare la conferenza internazionale di pace nell'ottobre del 1991 e nel persuadere tutte le parti ad impegnarsi nei successivi negoziati mettendosi apertamente in gioco. Venne ampiamente riferito che Bush non condivise mai una relazione amichevole con il governo Likud di Shamir; tuttavia quest'ultimo riuscì a raggiungere l'obiettivo di far abrogare la Risoluzione 3379 dell'Assemblea generale delle Nazioni Unite la quale equiparava il sionismo al razzismo.
In seguito, nel dicembre del 1991, l'Organizzazione delle Nazioni Unite approvò invece la risoluzione 46/86; Israele aveva reso la revoca della precedente risoluzione 3379 una precondizione indispensabile alla sua partecipazione alla stessa conferenza di Madrid. Dopo che il partito Laburista Israeliano vinse le elezioni del 1992 le relazioni USA-Israele sembrarono decisamente avviarsi ad un miglioramento.
La coalizione laburista accolse il progetto di un blocco parziale nella costruzione di abitazioni coloniche nei territori occupati il 19 di luglio, qualcosa che il governo Shamir non aveva mai fatto nonostante l'amministrazione Bush ne chiedesse a più riprese il congelamento come condizione primaria per le guarentigie di prestito.

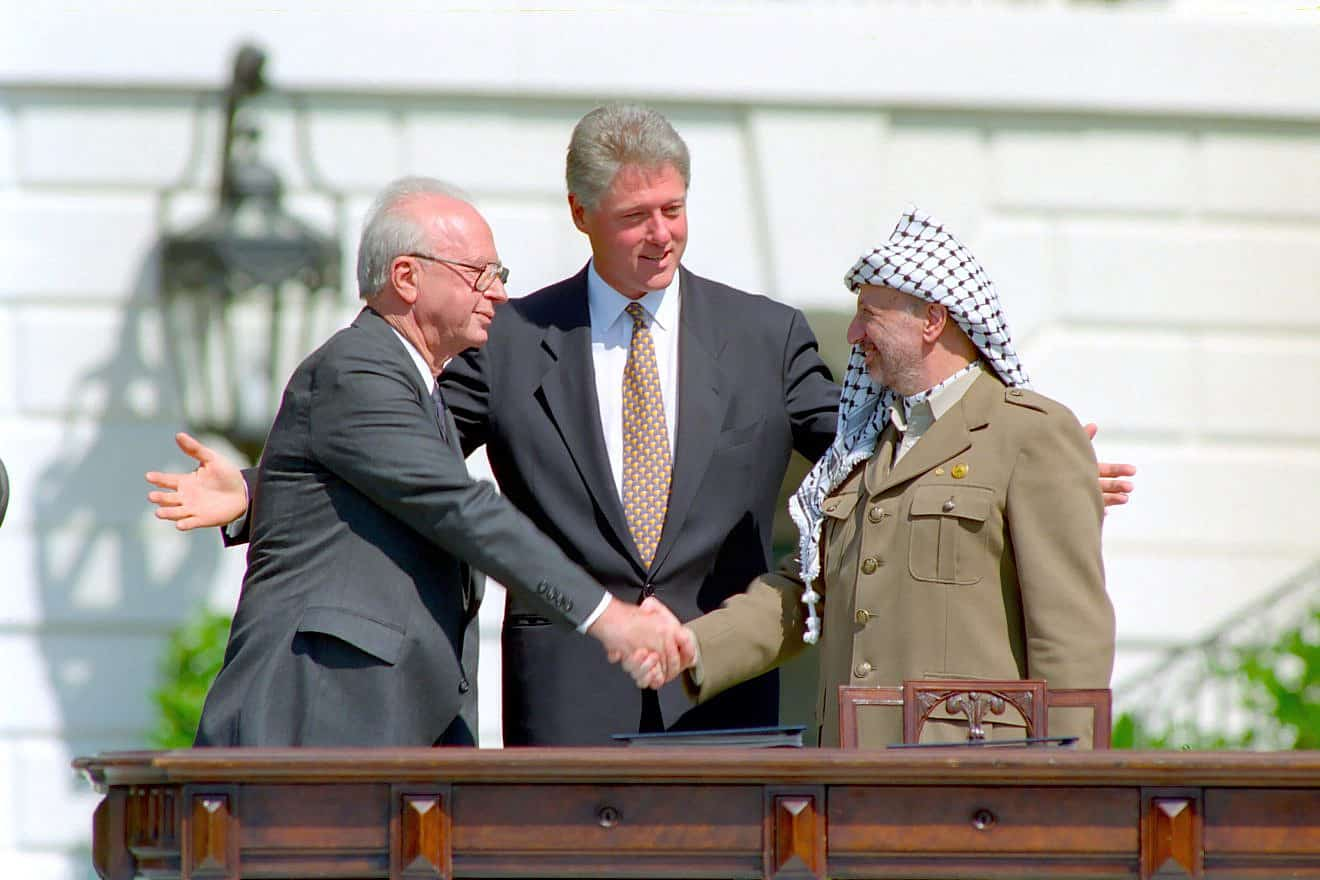
Yitzhak Rabin, Bill Clinton e Yasser Arafat il 13 settembre del 1993.

### Clinton (1993-2001)
Israele e l'OLP si scambiarono per la prima volta delle lettere di mutuo riconoscimento il 10 settembre del 1993 e firmarono congiuntamente la Dichiarazione dei principi tre giorni più tardi; la presidenza di Bill Clinton annunciò al contempo che gli Stati Uniti e l'OLP avrebbero ristabilito il loro dialogo (vedi Accordi di Oslo).
Il 26 ottobre dell'anno seguente il Bill Clinton assistette personalmente alla firma del trattato di pace israelo-giordano e, assieme al presidente dell'Egitto Hosni Mubarak e al re Husayn di Giordania, presenziarono alla firma avvenuta nella Casa Bianca il 28 settembre del 1995 all'accordo ad interim tra Israele e palestinesi.
Il presidente Clinton partecipò ai funerali del primo ministro di Israele assassinato Yitzhak Rabin a Gerusalemme nel novembre del 1995; dopo un'ulteriore visita effettuata nel marzo seguente offrì $ 100 milioni di aiuti per le attività antiterroristiche di Israele, altri $ 200 milioni per lo schieramento del missile anti-balistico Arrow ed infine circa $ 50 milioni per un'arma laser anti-missile.
L'Amministrazione non si dimostrò tuttavia d'accordo con la politica del nuovo capo dell'esecutivo Benjamin Netanyahu, intenzionata ad espandere gli insediamenti ebraici nei territori occupati e venne altresì riferito che il presidente credette che queste azioni ritardassero inevitabilmente il processo di pace.

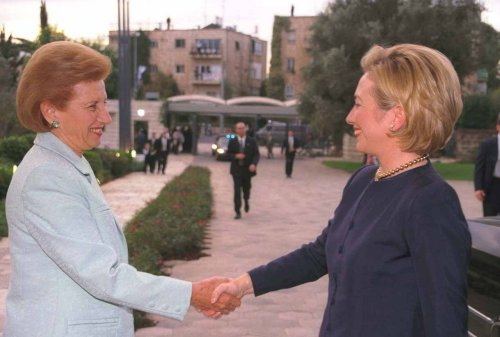
Hillary Clinton e Reuma Weizman, moglie di Ezer Weizman nella residenza del presidente di Israele di Beit HaNassi, a Gerusalemme, nel 1998.

Clinton condusse i negoziati svolti al "Wye River Conference Center" nel Maryland, terminati con la firma del Memorandum di Wye River il 23 ottobre del 1998. Israele ne sospese però l'attuazione già a partire dall'inizio di dicembre, quando i palestinesi violarono i patti precedentemente siglati minacciando di dichiarare ufficialmente il proprio Stato di Palestina (cosa che non era d'altra parte mai stata menzionata a Wye). Nel gennaio del 1999 la messa a punto dell'accordo venne ulteriormente ritardata fino alle elezioni parlamentari in Israele del 1999 (a maggio).
Ehud Barak risultò infine eletto primo ministro il 17 maggio e ottenne un voto di fiducia per il suo governo il 6 luglio. Il presidente Clinton sembrò stabilire delle strette relazioni personali con il nuovo leader durante i quattro giorni di riunioni bilaterali avvenuti tra il 15 e il 20 di luglio. Clinton mediò anche gli incontri tra lo stesso Barak e il presidente Yasser Arafat prima alla Casa Bianca, poi a Oslo, a Shepherdstown, a Camp David e a Sharm el-Sheikh per la ricerca di una pace stabile e dratura (il Memorandum di Sharm el-Sheikh).

### George W. Bush (2001-2009)
La presidenza di George W. Bush e Ariel Sharon riuscirono a stabilire buone relazioni nelle loro riunioni di marzo e giugno del 2001. Il 4 ottobre successivo, poco dopo gli attentati dell'11 settembre 2001, il capo del governo israeliano accusò però esplicitamente la nuova Amministrazione di appoggiare i palestinesi a spese di Israele nel tentativo di ottenere il sostegno e l'apporto arabo nella campagna di guerra al terrorismo.
La Casa Bianca affermò quindi che l'osservazione era del tutto inaccettabile; piuttosto che scusarsi per l'osservazione Sharon asserì invece che non si era riusciti a comprenderlo appieno. Inoltre gli Stati Uniti non mancarono di criticare la pratica degli "assassini preventivi" dei palestinesi ritenuti coinvolti nel terrorismo, che a quanto pare per alcuni israeliani è pienamente compatibile con la politica statunitense di perseguire Osama bin Laden "vivo o morto".

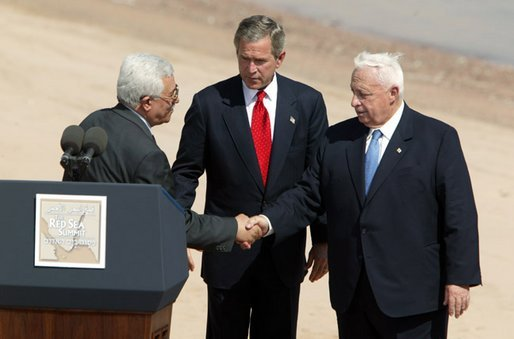
Mahmūd Abbās, George W. Bush e Ariel Sharon dopo aver letto la dichiarazione alla stampa durante i momenti conclusivi del Vertice sul Mar Rosso nel governatorato di Aqaba, in Giordania, il 4 giugno del 2003.

Nel 2003, sulla scia della Seconda intifada e di una forte recessione in Israele, gli USA fornirono 9 miliardi di dollari statunitensi in garanzie condizionali di prestito; rese disponibili a partire dal 2011 e negoziate ogni anno nel "Gruppo congiunto di sviluppo economico". Tutte le recenti amministrazioni disapprovarono con forza l'attività degli insediamenti israeliani come un impedimento per lo status finale e forse per prevenire l'emergere stesso di uno Stato palestinese contiguo.
Tuttavia George W. Bush farà rilevare in un Memorandum del 14 aprile 2002 - che è stato definito "la Road map for peace" - (e che ha stabilito i parametri per i successivi negoziati israelo-palestinesi) la necessità di tenere conto delle "realtà sul terreno già incluse e gli esistenti centri di popolazione israeliana", così come le preoccupazioni sulla sicurezza, affermando che "non è realistico aspettarsi che l'esito dei negoziati sullo status finale sarà completato solamente tornando alle linee dell'armistizio di Rodi risalente al 1949". In seguito sottolineò che, all'interno di questi parametri, i dettagli dei confini rimanevano oggetto di negoziazione tra le parti.

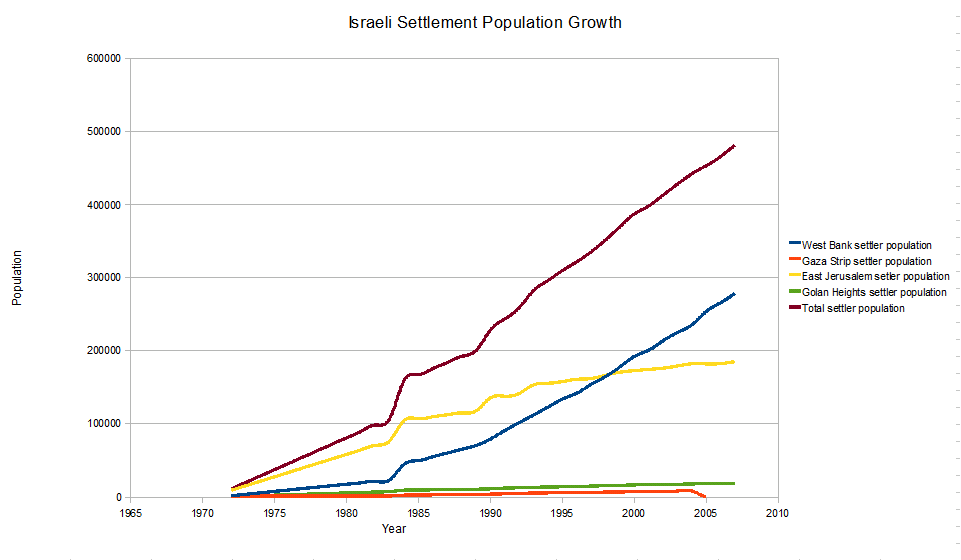
Popolazione di coloni per anno nei territori occupati da Israele dal 1972 al 2007.

In tempi di violenza diffusa i funzionari statunitensi esortarono Israele a ritirarsi il più rapidamente possibile dalle zone palestinesi riconquistate nel corso delle operazioni di sicurezza; l'Amministrazione Bush insistette affinché le risoluzioni del Consiglio di sicurezza delle Nazioni Unite fossero "bilanciate" - criticando ugualmente la violenza sia palestinese che israeliana - e pose il veto a tutte quelle risoluzioni che non soddisfacevano un tale standard.
Il Segretario di Stato Condoleezza Rice non nominò alcun inviato speciale per il Medio Oriente, ma non disse neppure che non sarebbe stata coinvolta in negoziati diretti tra israeliani e palestinesi. Affermò altresì che preferiva far lavorare insieme le due parti in causa, sebbene abbia visitato la regione diverse volte nel 2005.
L'Amministrazione sostenne la necessità del ritiro di Israele dalla Striscia di Gaza come uno dei modi per tornare al più presto alla Road Map e quindi per raggiungere una soluzione basata su due Stati, Israele e Palestina, che dovrebbero vivere fianco a fianco in pace e sicurezza. Il 23 agosto del 2005 venne completata l'evacuazione dei coloni da Gaza e di altri quattro piccoli insediamenti nella parte settentrionale della "West Bank"-Cisgiordania.

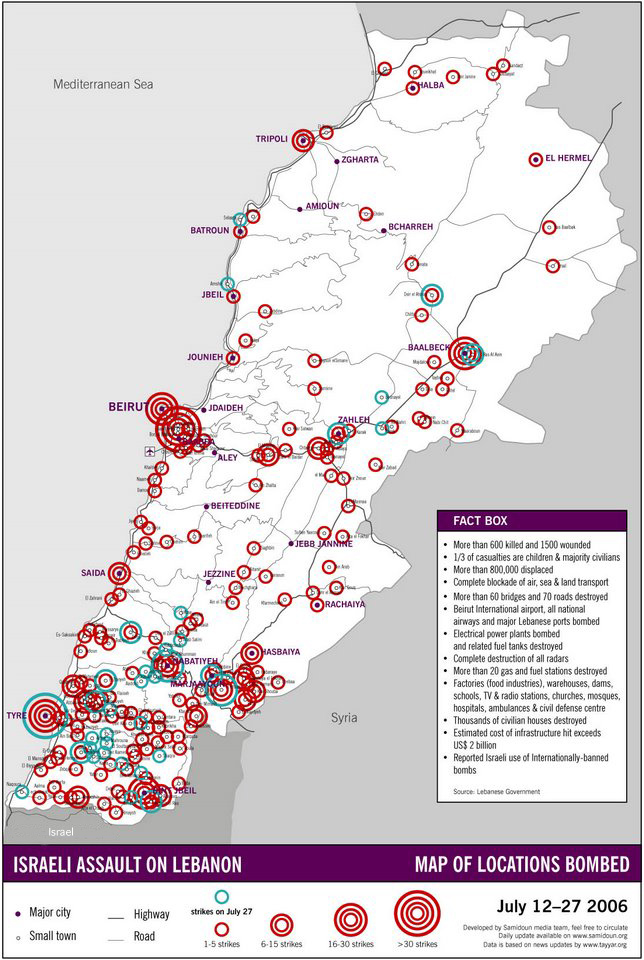
Aree colpite dai bombardamenti avvenuti tra il 12 e il 27 luglio.

#### Conflitto libanese del 2006

##### Relazioni militari
Il 14 luglio del 2006 il Congresso fu informato di una potenziale vendita di carburante JP-5 per aereo a reazione da 210 milioni di dollari in Israele. L'"agenzia della difesa per la sicurezza e la cooperazione" osservò che l'operazione doveva essere portata a termine in quanto "consentiva ad Israele di mantenere la capacità operativa del suo inventario di aeromobili" e che "il carburante sarebbe stato sfruttato dall'aereo per il mantenimento della pace e la sicurezza nella regione".
Il 24 luglio seguente venne riferito che gli Stati Uniti fornivano a Israele bombe "bunker buster", che sarebbero state usate per colpire il capo del gruppo di guerriglieri di Hezbollah in Libano e a distruggere le sue trincee. I media americani avanzarono l'ipotesi che Israele avesse violato l'accordo sul non utilizzo di bombe a grappolo su obiettivi civili; sebbene molte di esse fossero munizioni avanzate per fucile d'assalto sviluppate dalle Israel Military Industries, usandone anche di più vecchie acquistate direttamente dagli Stati Uniti.
Le prove raccolte durante il conflitto avrebbero dimostrato che le bombe colpirono aree civili, sebbene la popolazione fosse per lo più già fuggita, così come si sostenne che Hezbollah usava spesso proprio le aree civili per accumulare armi e lanciare razzi, il tutto in palese violazione del diritto internazionale. Molte di esse rimasero inesplose causando rischi per i cittadini. Israele dichiarò successivamente di non aver violato alcuna legge internazionale ritenendo le bombe a grappolo non illegali e utilizzate solo su obiettivi militari.

##### Opposizione al cessate il fuoco immediato e incondizionato
Il 15 luglio il Consiglio di sicurezza delle Nazioni Unite respinse nuovamente le richieste libanesi di far chiedere un immediato cessate il fuoco; il quotidiano israeliano Haaretz ha riferito che gli Stati Uniti erano l'unico membro dell'organismo - su 15 nazioni - ad opporsi nell'intraprendere una qualsiasi azione.
Il 19 luglio la presidenza di George W. Bush respinse nuovamente le richieste; il Segretario di Stato C. Rice dichiarò che alcune condizioni dovevano prima essere soddisfatte, senza specificare però quali fossero. John R. Bolton, allora ambasciatore USA presso le Nazioni Unite, respinse anch'egli l'appello con la motivazione che tale azione avrebbe affrontato il conflitto solo superficialmente: "L'idea che tu dichiari solo un cessate il fuoco e agisci come se stessi per risolvere il problema interamente, penso sia del tutto semplicistico".
Il 26 luglio i ministri degli esteri di Stati Uniti, Europa e Medio Oriente riunitisi a Roma promisero "di lavorare immediatamente per raggiungere con la massima urgenza un cessate il fuoco che ponga fine alle violenze e alle ostilità attuali". Tuttavia gli USA mantennero il loro forte sostegno alla campagna israeliana e i risultati della conferenza non risultarono pertanto essere all'altezza delle aspettative dei leader arabi ed europei.

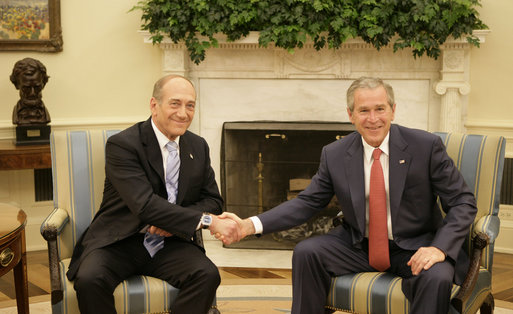
Ehud Olmert e George W. Bush.

##### Veto agli attacchi israeliani negli impianti nucleari iraniani
Nel settembre del 2008 The Guardian riferì che gli Stati Uniti posero il veto al piano del primo ministro israeliano Ehud Olmert volto a bombardare gli impianti nucleari iraniani nel mese di maggio precedente.

### Obama (2009-2017)
Le relazioni israelo-americane sono state sottoposte ad una crescente tensione durante il 32º governo di Israele diretto da Benjamin Netanyahu e la neo-presidenza di Barack Obama. Immediatamente dopo essere entrato in carica il presidente Barack Obama ha subito cercato di far promuovere il raggiungimento di un accordo di pace tra Israele e palestinesi in quanto uno degli obiettivi più importanti della nuova Amministrazione, spingendo il primo ministro di Israele Benjamin Netanyahu ad accettare la creazione di uno Stato di Palestina e ad avviare al più presto i relativi negoziati.

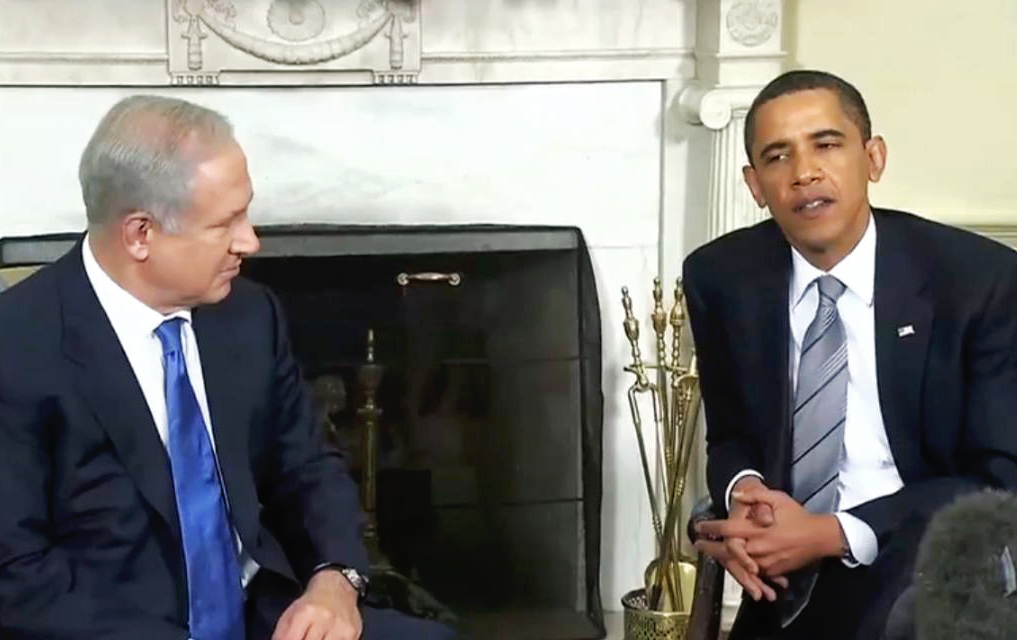
Benjamin Netanyahu e Barack Obama nel 2009.

Il premier israeliano ha quindi cominciato a fare qualche concessione a partire dal 14 luglio 2009; assecondando i desideri espressi dall'alleato ha imposto un congelamento di dieci mesi sulla costruzione di insediamenti israeliani in Cisgiordania.
Poiché questo atto non includeva anche Gerusalemme Est, che Israele considera parte del suo territorio sovrano, o le 3.000 unità abitative pre-approvate e già in via di esecuzione, così come il fallimento nello smantellare gli avamposti israeliani già costruiti, i palestinesi hanno respinto in blocco la proposta come altamente inadeguata e pertanto rifiutato di intavolare negoziazioni per i nove mesi a seguire.
Al contempo nel 2009 Obama è diventato il primo presidente ad aver autorizzato la vendita di bombe anti-bunker in Israele. Il trasferimento è stato tenuto segreto per evitare l'impressione che gli Stati Uniti stessero armando Israele per un eventuale attacco contro l'Iran.
Nel marzo 2010 è stato dato l'annuncio che Israele avrebbe proseguito nella procedura di costruzione di 1.600 unità abitative coloniche che erano già in fase di attuazione nel quartiere di Gerusalemme orientale di Ramat Shlomo, questo durante la visita ufficiale del vicepresidente Joe Biden. L'incidente è stato descritto come "una delle liti più gravi tra i due alleati occorsa negli ultimi decenni".
Il Segretario di Stato Hillary Clinton ha affermato che la mossa intrapresa è "profondamente negativa" per le relazioni bilaterali tra le due nazioni. Gerusalemme Est è ampiamente considerata dalla comunità internazionale come uno dei territori palestinesi occupati, mentre Israele lo contesta in quanto ha sottoposto l'area ad annessione. Obama è stato segnalato per essere rimasto "livido" davanti all'annuncio.
Poco dopo H. Clinton è stata incaricata di presentarsi a Netanyahu con un ultimatum in quattro parti: che Israele annulli l'approvazione delle unità abitative, il congelamento di tutte le costruzioni ebraiche a Gerusalemme Est, fare un gesto ai palestinesi in direzione di una volontà di pace con una raccomandazione sul rilascio di centinaia di prigionieri, ed infine l'accettazione di discutere una divisione di Gerusalemme e una soluzione al problema dei profughi e dei rifugiati palestinesi. Obama ha minacciato che né lui né alcun altro funzionario dell'Amministrazione avrebbe incontrato i ministri israeliani durante la loro imminente visita a Washington.

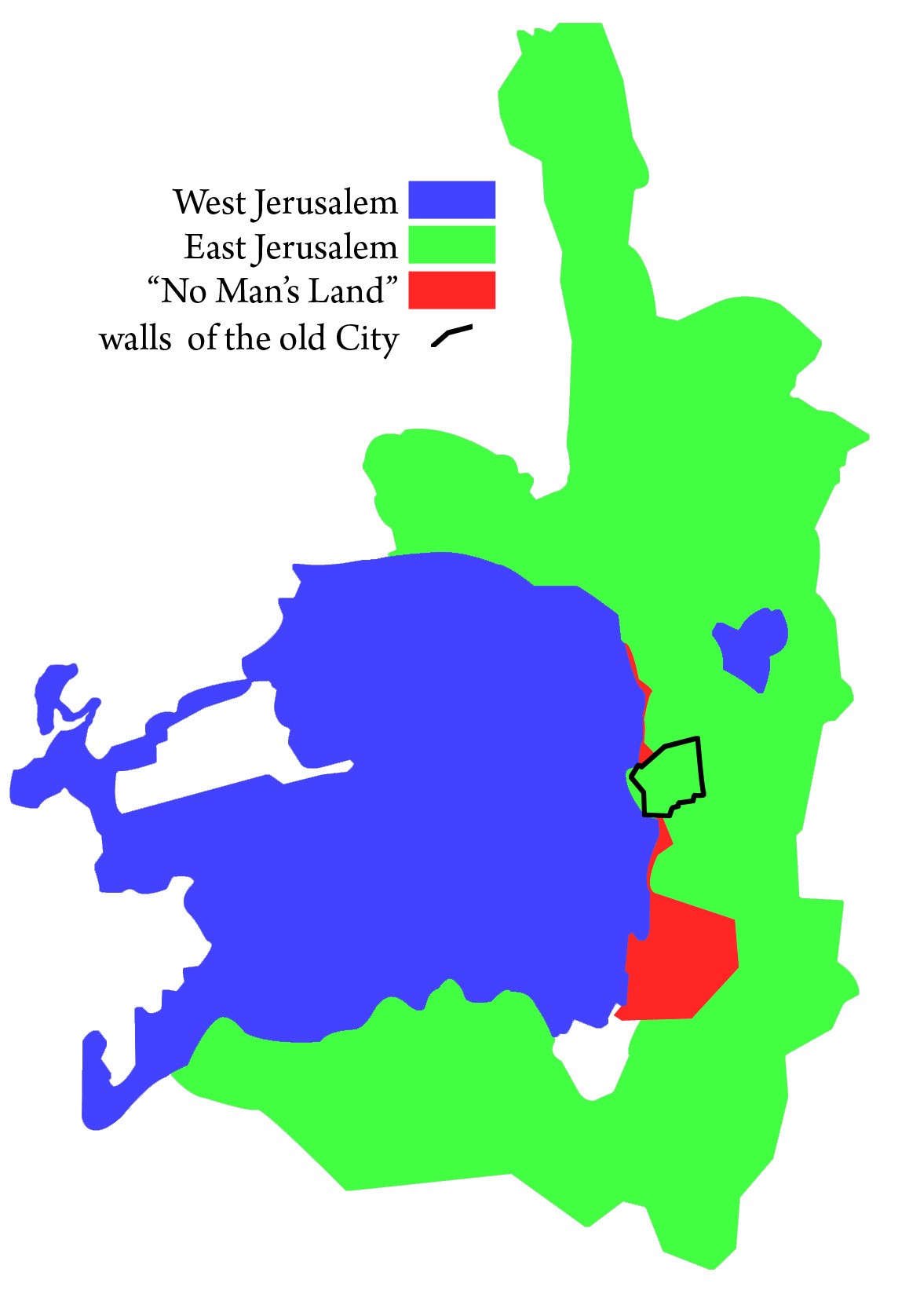
Area municipale di Gerusalemme.

Il 26 marzo del 2010 i due leader si sono infine ritrovati alla Casa Bianca; l'incontro è stato condotto senza fotografi o dichiarazioni stampa. Durante la riunione Obama ha chiesto che Israele estenda il congelamento degli insediamento anche dopo la scadenza, imponga un congelamento sulla costruzione ebraica a Gerusalemme Est e ritiri le truppe nelle posizioni tenute prima dell'inizio della Seconda intifada.
Netanyahu non ha fatto concessioni scritte su questi temi e ha invero presentato al presidente un diagramma di flusso su come viene dato il permesso di costruire nella Municipalità della capitale per ribadire la posizione che non aveva alcuna conoscenza preliminare dei piani.
Obama ha quindi suggerito che il suo staff stesse alla Casa Bianca per prendere in considerazione le sue proposte in modo da poter informarlo subito se avessero cambiato idea, e ha detto: "Sono ancora in giro da queste parti, fammi sapere se c'è qualcosa di nuovo". Netanyahu e i suoi assistenti si sono allora trasferiti alla Roosevelt Room, trascorrendo un'altra mezz'ora con Obama e prolungando la permanenza per un giorno di colloqui di emergenza atti a riavviare i negoziati di pace, ma senza dichiarazioni ufficiali da nessuna delle due parti.
Nel luglio 2010 è emersa l'esistenza di un video dell'allora semplice cittadino Netanyahu nel 2001; stava parlando ad un gruppo di famiglie in lutto a Ophrah sulle relazioni con gli Stati Uniti e il processo di pace e - secondo quanto riferito - del tutto inconsapevole di essere stato registrato. Ha detto: "So cos'è l'America, l'America è una cosa che puoi muovere facilmente, spostarla nella giusta direzione, non si intrometteranno".
Si è anche vantato di aver battuto il processo di pace quando era primo ministro durante la precedente presidenza di Bill Clinton: "Mi hanno chiesto prima delle elezioni se avessi onorato [gli accordi di Oslo]. Ho dichiarato che lo avrei fatto, ma... interpreterò gli accordi in modo tale da permettermi di porre fine a questo galoppare verso i confini del '67". Mentre creava ben poca agitazione nella stampa, è stato invece pesantemente criticato dalla sinistra politica del suo paese.
Nel febbraio 2011 l'Amministrazione Obama ha posto il veto ad una risoluzione dell'Organizzazione delle Nazioni Unite che avrebbe dichiarato illegali tutti gli insediamenti nei territori.

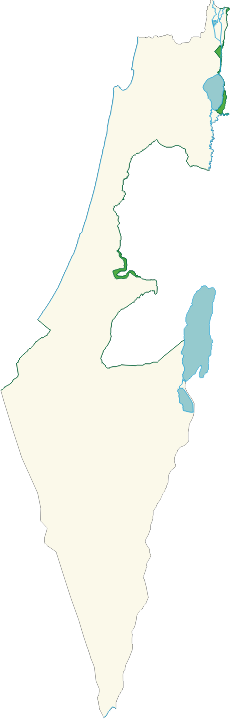
La Linea Verde (Israele) nel 1949 (segnata in verde scuro) e le zone demilitarizzate (in verde chiaro).

Il 19 maggio 2011 Obama ha pronunciato un discorso sulla politica estera in cui chiedeva un ritorno ai confini israeliani precedenti al 1967 (la Linea Verde) con scambi di terre concordati e di comune accordo, a cui Netanyahu ha però obiettato. I maggiori esponenti del Partito Repubblicano non hanno mancato di esprimere tutte le loro critiche all'intervento presidenziale. Il discorso è giunto proprio un giorno prima della riunione tra Obama e Netanyahu. In una relazione all'AIPAC, il 22 maggio, Obama ha elaborato ulteriormente il suo discorso del giorno 19:
Consente alle parti stesse di tenere conto di tali cambiamenti, comprese le nuove realtà demografiche sorte sul terreno e le esigenze di entrambe. L'obiettivo finale sono due popoli per due Stati: Israele come Stato ebraico è la patria per il popolo ebraico e lo Stato di Palestina lo è altrettanto per il popolo palestinese - ciascuno stato unito all'autodeterminazione, al mutuo riconoscimento e alla pace.»
Nel suo discorso ad una sessione congiunta del Congresso tenutosi il 24 di maggio Netanyahu ha adottato alcune delle prime definizioni linguistiche di Obama:
Il 20 settembre del 2011 il presidente Obama ha dichiarato che gli Stati Uniti avrebbero posto il veto ad una qualsiasi richiesta palestinese di uno Stato alle Nazioni Unite, affermando che "non ci può essere nessuna scorciatoia sulla via della pace".
Nell'ottobre seguente il nuovo Segretario della Difesa Leon Panetta ha suggerito che le politiche israeliane erano in parte responsabili del suo crescente isolamento diplomatico in Medio Oriente. Il governo israeliano ha risposto che il problema era il crescente radicalismo presente nella regione, piuttosto che le proprie politiche. Nel 2012 Obama ha firmato un disegno di legge che avrebbe esteso di altri tre anni il programma di garanzie degli Stati Uniti per il debito governativo alleato.
Tony Blinken, consigliere per la sicurezza nazionale del vicepresidente J. Biden, ha lamentato nel 2012 la tendenza dei politici statunitensi ad utilizzare il dibattito sulla politica nei confronti di Israele a fini squisitamente politici. Fino ad allora, Israele era stato un bastione di consenso bipartisan negli Stati Uniti. Nel 2010 e poi nuovamente tra luglio e agosto del 2012 l'esportazione israeliana verso gli USA ha superato quella verso l'Unione europea, di solito fino ad allora la principale destinazione per la stessa.

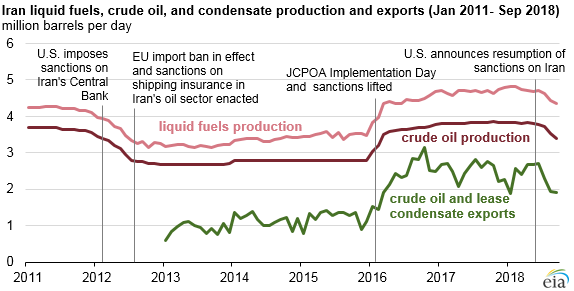
Cambiamenti nella produzione petrolifera iraniana in risposta alle sanzioni prima e al JCPOA-Accordo sul nucleare iraniano poi, tra il 2011 e il 2018.

La reazione in Israele si è mescolata con l'accordo provvisorio (Joint Plan of Action) raggiunto a Ginevra sul programma nucleare iraniano; il primo ministro Netanyahu lo ha fortemente criticato come un "errore storico", mentre e il ministro delle finanze Naftali Bennett l'ha definito un "pessimo affare". Tuttavia il leader del partito Kadima Shaul Mofaz, il capo dell'opposizione Isaac Herzog e l'ex capo di Aman (IDF) Amos Yadlin hanno espresso invece un certo grado di sostegno suggerendo che era più importante mantenere buoni legami con Washington che rimproverare pubblicamente l'accordo.

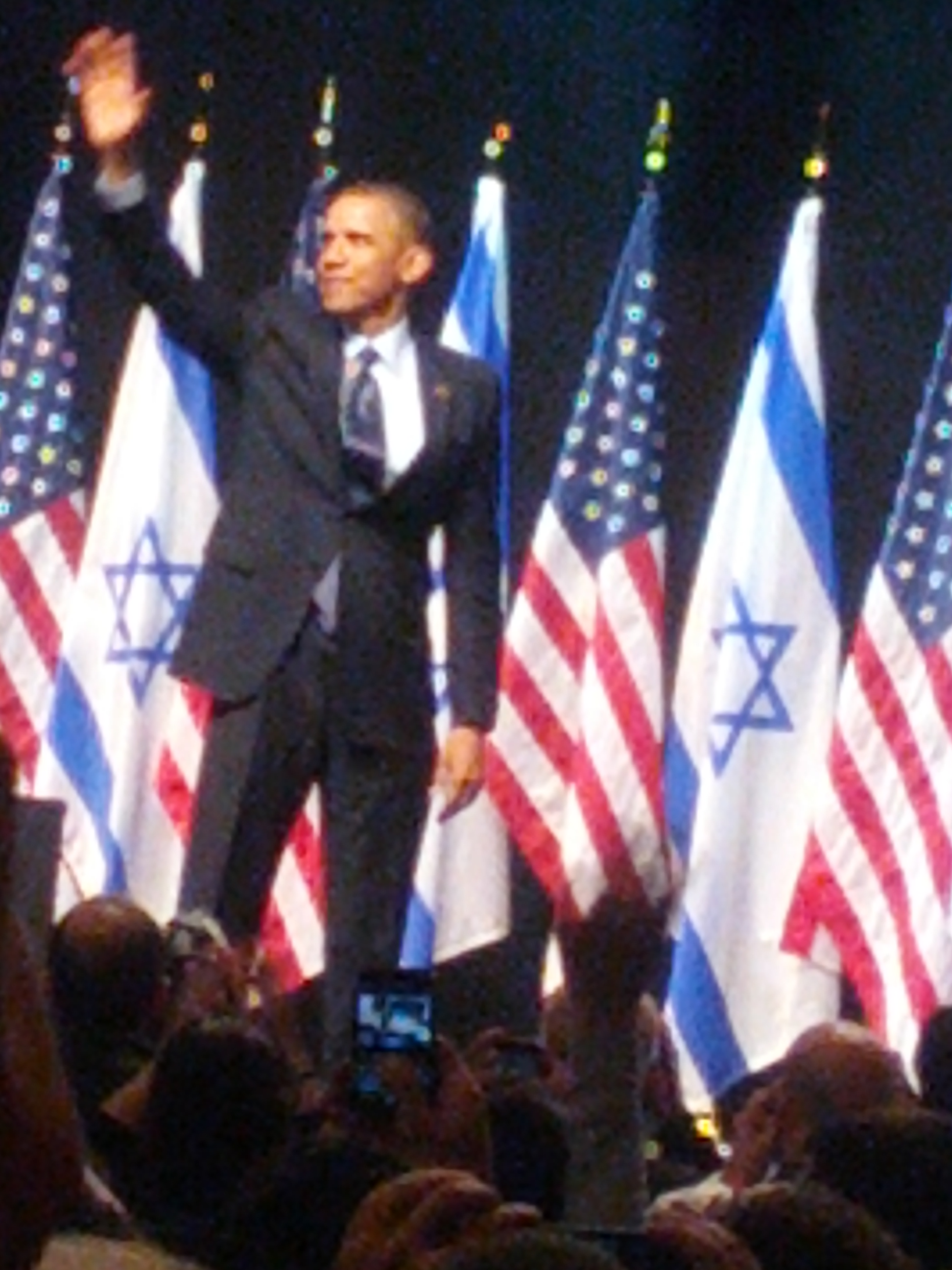
Barack Obama durante la sua visita ufficiale in Israele nel 2013.

Il 2 aprile del 2014 l'ambasciatore degli Stati Uniti presso l'ONU Samantha Power ha riaffermato la posizione dell'Amministrazione secondo cui gli USA si oppongono a tutte le mosse unilaterali palestinesi in direzione del riconoscimento di un loro proprio Stato.
Nel dicembre successivo l'Assemblea congressuale ha approvato la Legge sul partenariato strategico (United States–Israel Strategic Partnership Act of 2013). Questa nuova categoria è di un livello superiore rispetto alla classificazione di Alleati maggiori non-NATO e aggiunge un ulteriore supporto alla difesa, all'energia e al rafforzamento degli affari e degli accademici della cooperazione. La proposta legislativa prevede inoltre che gli USA aumentino le riserve di guerra (War reserve stock) in Israele per almeno 1,8 miliardi di dollari.
Il "Centro Begin-Sadat" per gli studi strategici di "Bar Ilan" ha condotto una ricerca nel novembre del 2014 la quale ha mostrato che il 96% dell'opinione pubblica israeliana ritiene che le relazioni bilaterali tra i due paesi siano importanti o molto importanti. Si è anche ritenuto che Washington sia un fedele alleato e che l'America giungerà a portare l'aiuto necessario contro tutte le minacce rivolte contro l'esistenza della propria nazione. D'altra parte però solo il 37% crede che il presidente Obama abbia un atteggiamento positivo nei confronti di Israele (il 24% afferma che il suo atteggiamento è neutrale).

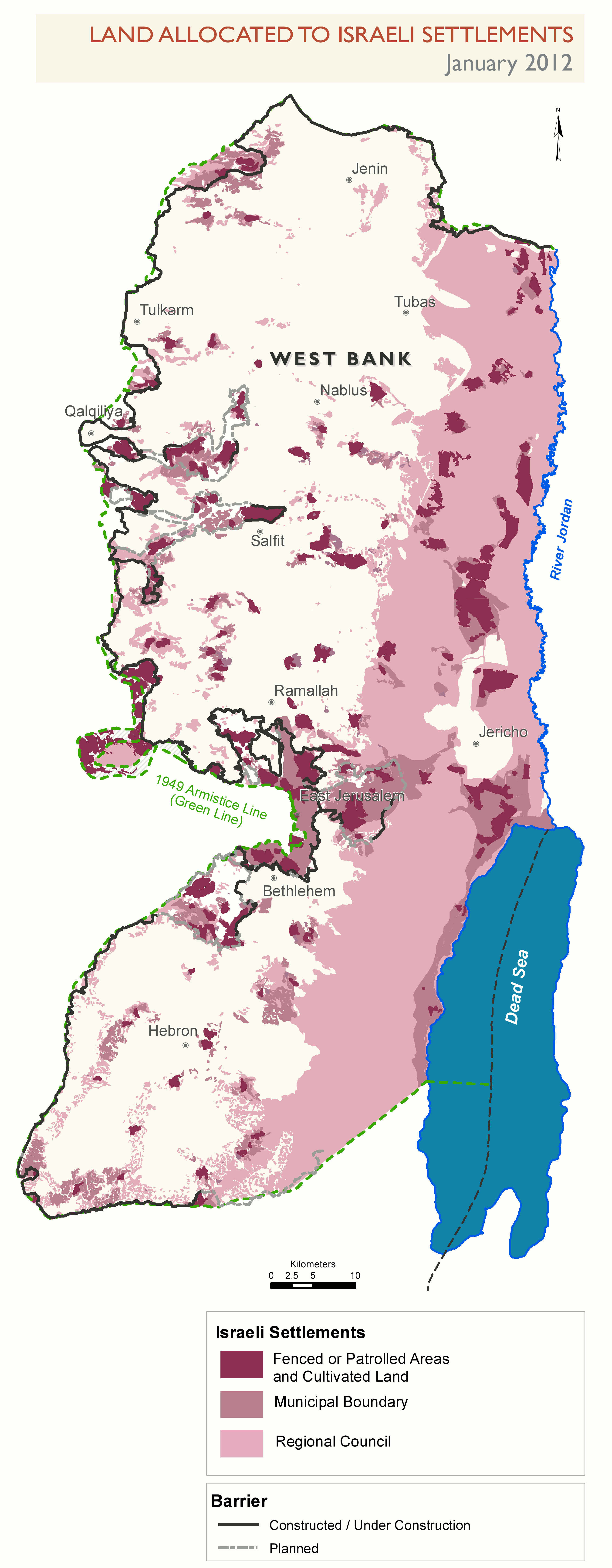
Parti della Cisgiordania assegnate agli insediamenti israeliani a partire da gennaio 2012 (in colore rosa e viola).

Il 23 dicembre del 2016 il Consiglio di sicurezza delle Nazioni Unite ha approvato la risoluzione 2334 che chiede di porre termine agli insediamenti israeliani nei territori palestinesi; l'ambasciatrice all'ONU della presidenza di Barack Obama S. Power è stata incaricata di astenersi, anche se gli Stati Uniti avevano precedentemente posto il veto ad una risoluzione parallela ancora nel 2011.
Il presidente eletto Donald Trump ha tentato di intercedere sostenendone pubblicamente il potere di veto nel Consiglio di Sicurezza delle Nazioni Unite e alla fine convincendo con successo il presidente dell'Egitto ʿAbd al-Fattāḥ al-Sīsī a ritirarla temporaneamente dalla loro considerazione. La stessa è stata poi "riproposta da Malaysia, Nuova Zelanda, Senegal e Venezuela" - e passata con un voto di 14 a 0.
L'ufficio del primo ministro di Israele ha affermato che "l'Amministrazione Obama non solo non è riuscita a proteggere Israele da questa gang-up alle Nazioni Unite, ma ha colluso con essa da dietro le quinte", aggiungendo: "Israele non vede l'ora di lavorare con il Presidente eletto Trump e con tutti i nostri amici al Congresso, sia Repubblicani che del Partito Democratico, per negare gli effetti dannosi di questa risoluzione assurda".
Il 28 dicembre del 2016 il segretario di Stato John Kerry ha fortemente criticato Israele e le sue politiche di insediamento in un discorso pubblico; Benjamin Netanyahu ha a sua volta fortemente criticato sia la risoluzione ONU che il discorso di Kerry. Il 6 gennaio seguente il governo Netanyahu IV ha ritirato le sue quote annuali dall'organizzazione, che ammontava a $ 6 milioni in dollari statunitensi. Appena il giorno precedente la Camera dei Rappresentanti aveva votato 342 contro 80 per condannare la risoluzione.

#### Accordo nucleare civile USA-Israele del 2010
Secondo l'American Forces Network gli Stati Uniti avrebbero promesso di vendere materiali agli israeliani usati per produrre elettricità, tecnologia di energia nucleare e altre forniture.

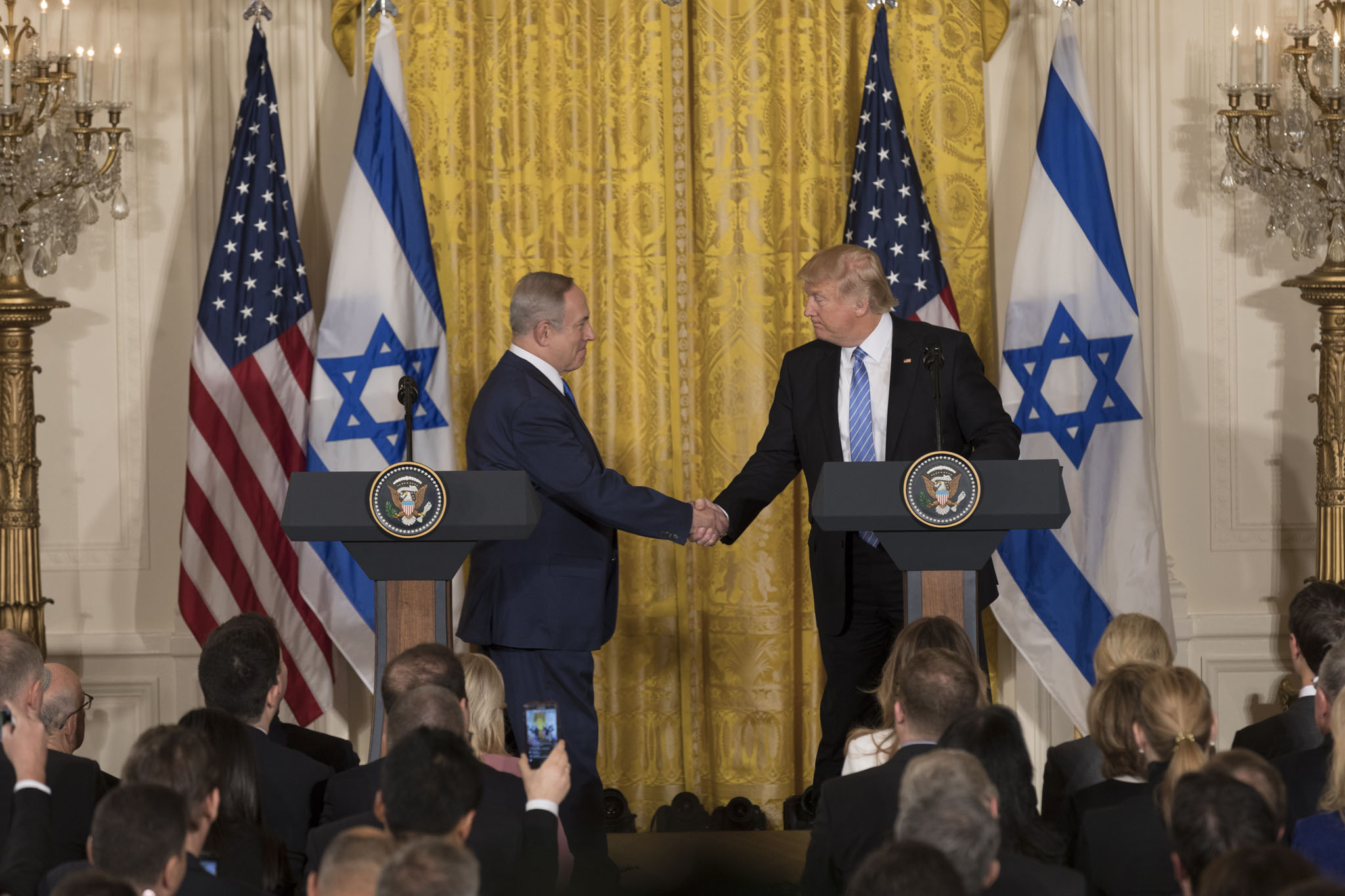
Il presidente degli Stati Uniti d'America Donald Trump assieme al primo ministro di Israele Benjamin Netanyahu alla Casa Bianca il 15 febbraio del 2017.

### Trump (dal 2017)
La presidenza di Donald Trump, inaugurata il 20 gennaio del 2017, ha nominato un nuovo ambasciatore degli Stati Uniti d'America in Israele, David M. Friedman.
Il giorno 22 seguente, in risposta all'insediamento del presidente Donald Trump, il primo ministro di Israele Benjamin Netanyahu ha annunciato la sua intenzione di abolire tutte le restrizioni alle costruzioni in Cisgiordania.
A settembre di quello stesso anno è stato annunciato che gli Stati Uniti avrebbero aperto la loro prima base militare permanente in Israele. Il 6 di dicembre Trump ha riconosciuto Gerusalemme come unica legittima capitale d'Israele.

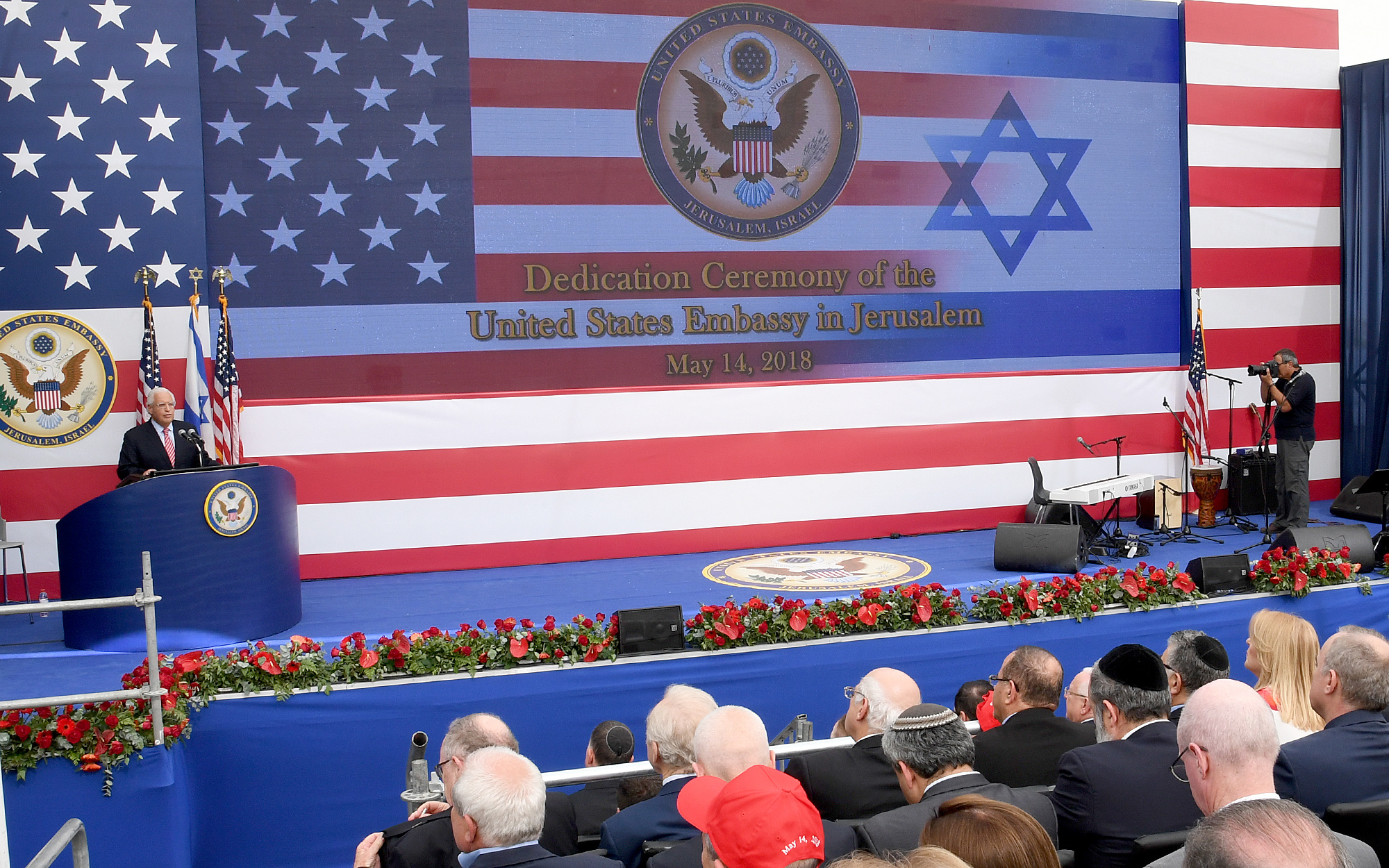
Cerimonia inaugurale per la nuova ambasciata USA a Gerusalemme.

L'Ambasciata degli Stati Uniti è stata aperta a Gerusalemme (pur mantenendo i suoi uffici a Tel Aviv) il 14 maggio del 2018, 70º anniversario dello Yom HaAtzmaut (Indipendenza di Israele).

## Situazione corrente

### Sovvenzioni
Dall'inizio degli anni 1970 Israele divenne uno dei primi e più importanti destinatari degli aiuti esteri degli Stati Uniti; per un certo periodo una parte consistente era dedicata all'assistenza prettamente economica, ma tutti gli aiuti finanziari si sono conclusi nel 2007 grazie alla decisiva crescita economica del paese. A partire da quel momento Israele riceve 3 miliardi di dollari annuali in aiuti statunitensi attraverso il finanziamento militare straniero (FMF).

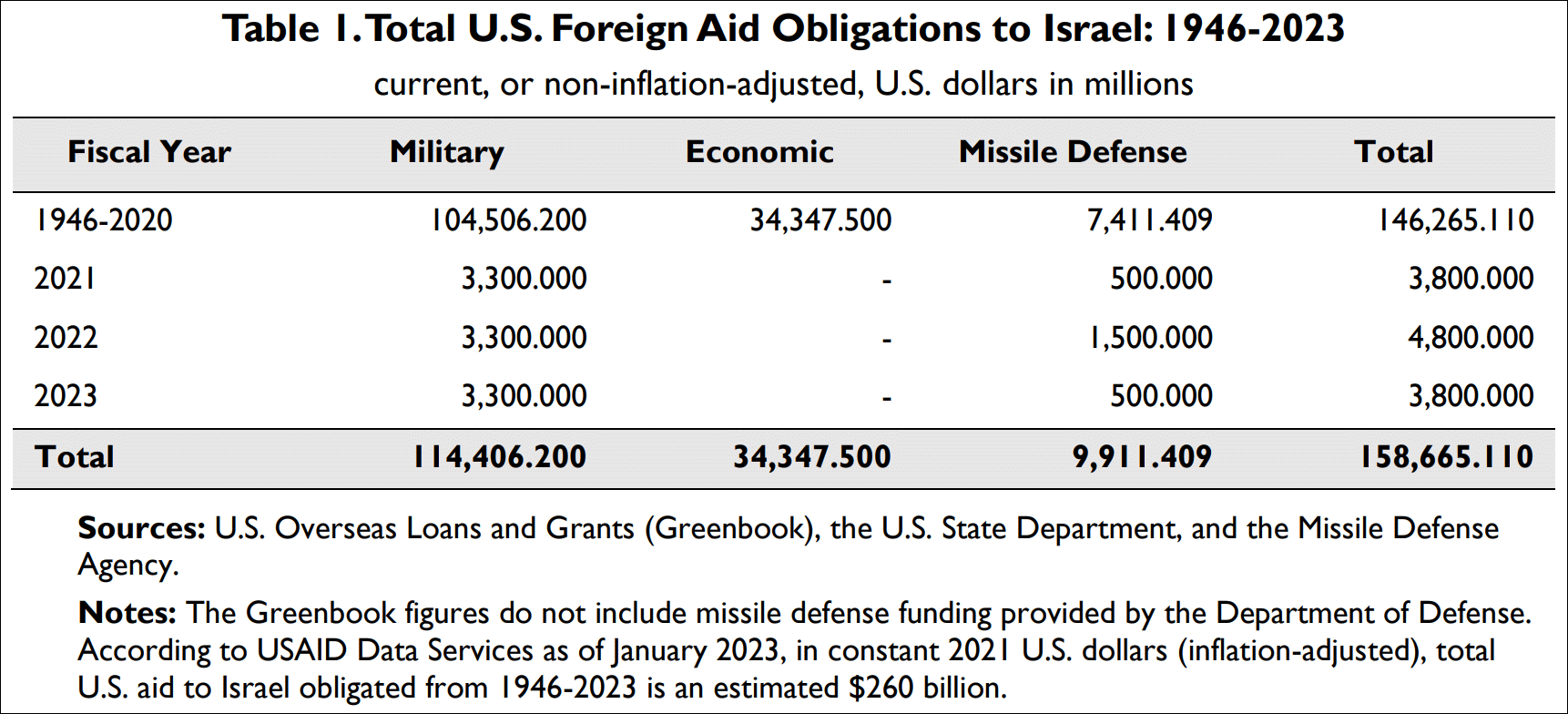
Tabella riassuntiva tratta dal Congressional Research Service dell'11 aprile 2013 intitolato: "Aiuti esteri degli Stati Uniti verso Israele".

Almeno il 74% di questi fondi deve essere speso per l'acquisto di attrezzature, servizi e addestramento per la difesa direttamente dagli USA; pertanto "l'aiuto militare degli Stati Uniti (United States military aid) a Israele è visto da molti come un sussidio per le industrie statunitensi", secondo l'analista ex membro della CIA Kenneth M. Pollack.
L'FMF intende promuovere la sicurezza nazionale americana contribuendo alla stabilità globale, rafforzando il supporto militare per i governi democraticamente eletti e al contempo cercando di contenere le eventuali minacce provenienti da un livello transnazionale, tra cui il terrorismo e il traffico di armi.
Secondo il Dipartimento di Stato queste sovvenzioni consentono agli alleati di migliorare le loro capacità di difesa e pertanto anche di favorire relazioni militari più strette tra gli Stati Uniti e le nazioni beneficiarie. Il membro del Senato per il Partito Repubblicano del Kentucky Rand Paul ha altresì dichiarato, per quanto riguarda il finanziamento militare straniero USA a Israele, che "l'aiuto ostacola la capacità di Israele di prendere le proprie decisioni come meglio crede".
Nel 1998 funzionari israeliani, del Congresso e della presidenza di Bill Clinton hanno nel frattempo concordato di ridurre da 1,2 miliardi in fondi di sostegno economico (FSE) a zero in dieci anni, aumentando contemporaneamente la FMF da 1,8 a 2,4 miliardi. Separati dai tagli programmati vi sono stati altri $ 200 milioni in assistenza antiterroristica, $ 1,2 miliardi per l'attuazione dell'accordo di Wye ed infine la legge sugli stanziamenti supplementari ha assistito per un altro $ 1 miliardo di FMF per l'anno fiscale 2003.
Per l'anno fiscale 2005 Israele ha ricevuto 2,202 miliardi in FMF, 357 milioni in fondi FSE ed altri 50 milioni di aiuti alla risoluzione delle migrazioni. Per il 2006 la presidenza di George W. Bush ha richiesto $ 240 milioni in fondi FES e $ 2,28 miliardi in fondi comuni monetari. L'"H.R. 3057", approvato dalla Camera dei Rappresentanti il 28 giugno del 2005 e dall'Aula senatoriale il 20 luglio seguente, ha definitivamente fatto approvare tutti questi importi. Le misure hanno anche sostenuto 40 milioni per la sistemazione degli immigrati giunti dall'ex Unione Sovietica e il piano per portare i rimanenti Falascia in Terra di Israele.

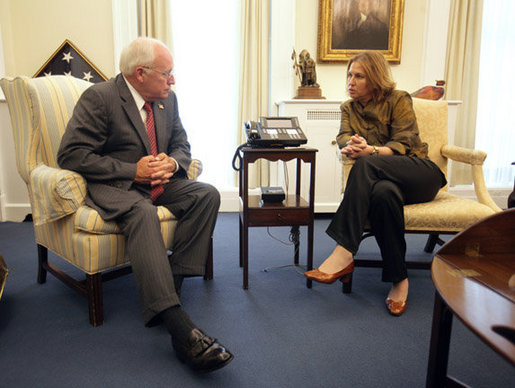
Il Vicepresidente Dick Cheney incontra il ministro degli esteri di Israele Tzipi Livni alla Casa Bianca nel 2006.

Il bilancio dello Stato per l'Anno fiscale stabilito dalla presidenza di Barack Obama al 2010 propone 53,8 miliardi di dollari per programmi appropriati di affari internazionali; da quelli 5,7 miliardi sono stanziati per operazioni di finanziamento militare straniero, istruzione militare e operazioni di mantenimento della pace. A sua volta da quei $ 5,7 miliardi $ 2,8 - quasi il 50% - è stanziato esplicitamente per Israele. Quest'ultimo ha anche a disposizione circa 3 miliardi di garanzie di prestito condizionale, con ulteriori fondi disponibili se soddisfa le condizioni negoziate nel "Gruppo congiunto di sviluppo economico".
Ma Eli Lake, il corrispondente della sicurezza nazionale di The Washington Times, ha riferito il 23 settembre del 2011 che Obama aveva autorizzato all'inizio della propria Amministrazione "un nuovo significativo aiuto allo Zro'a Ha-Yabasha il quale include anche la vendita di 55 bombe a penetrazione profonda conosciute come bunker busters".
L'ex comandante della Heyl Ha'Avir, il generale in pensione Eitan Ben Eliyahu, ha definito la vendita americana di caccia multiruolo-velivolo stealth a prova nucleare Lockheed Martin F-35 Lightning II a Israele come un test chiave e un banco di prova per le relazioni bilaterali intercorrenti. Mentre la legge statunitense vieta l'uso di accordi compensativi sulle vendite di FMF, l'"Autorità di cooperazione industriale israeliana" cerca di ottenere contratti di partecipazioni industriali militari su circa il 35% di tali vendite.
Nell'anno fiscale 2013 il processo automatico di sequestro del budget (Budget sequestration) USA è entrato in vigore come richiesto dalla legge sul controllo del 2011 (Budget Control Act of 2011); esso ha quindi tagliato gli stanziamenti per determinate spese discrezionali, riducendo gli aiuti militari stranieri a Israele di $ 157 milioni e riducendo anche i fondi generali e i "programmi di difesa missilistica" di $ 32,7 milioni.

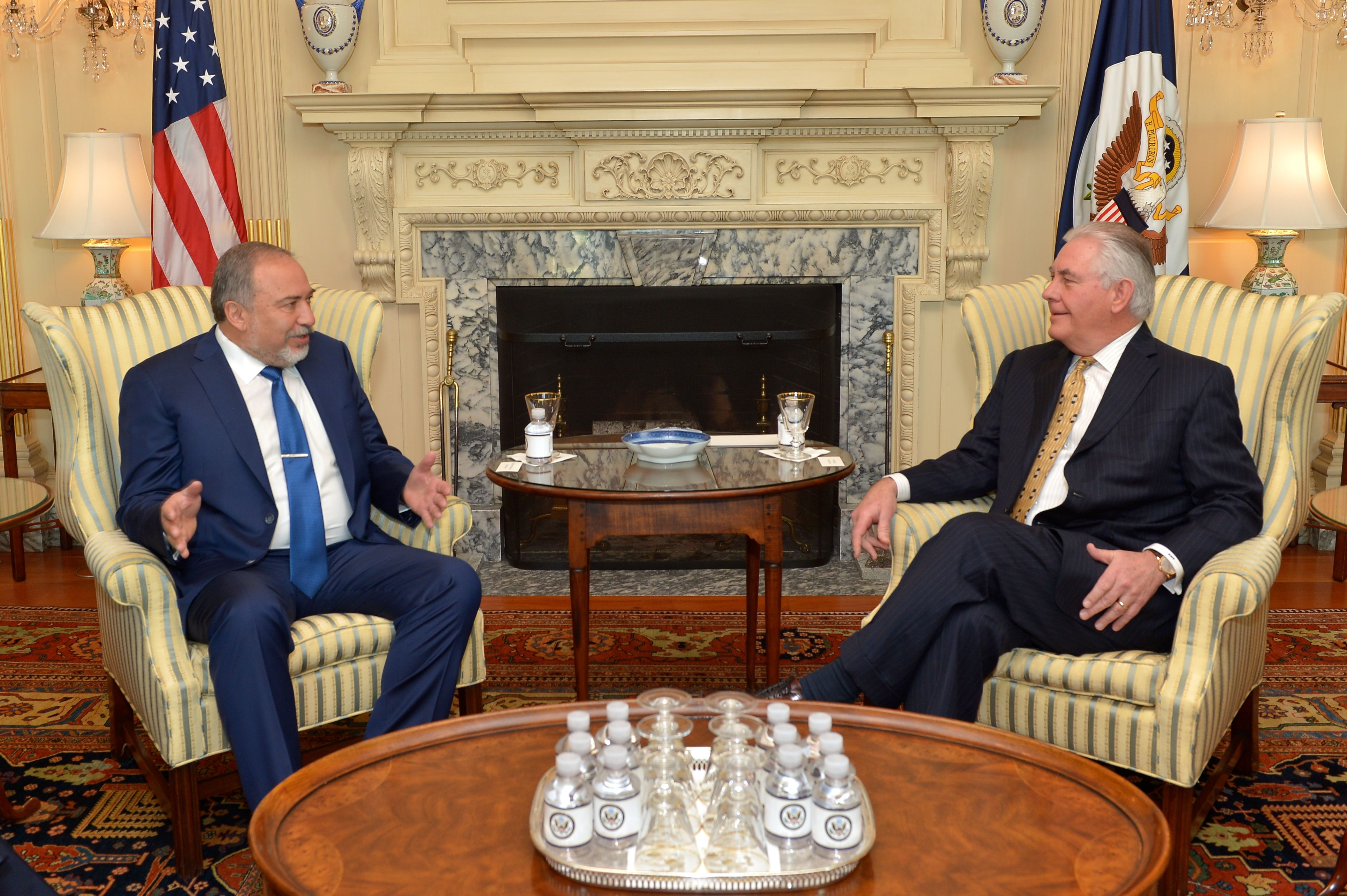
Il Segretario di Stato Rex Tillerson incontra il ministro della difesa di Israele Avigdor Lieberman a Washington nel marzo del 2017.

Nel novembre del 2013 Steven Strauss (un membro di facoltà universitaria presso la "John F. Kennedy School of Government") ha pubblicato un editoriale che chiedeva agli Stati Uniti di eliminare gradualmente tutti gli aiuti concessi a Israele; il professore sostiene difatti che gli USA dovrebbero continuare mantenere uno stretto rapporto con Israele, ma che esso risulta essere oramai sufficientemente ricco da potersi pagare interamente l'attrezzatura militare di cui ha bisogno.

### Insediamenti

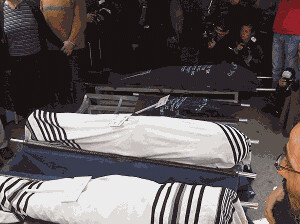
Corpi delle vittime israeliane dell'attacco di Itamar avvenuto nel 2011.

Gli Stati Uniti considerano la crescita degli insediamenti nei territori palestinesi come un ostacolo al successo dei negoziati di pace, riconoscendo che la maggior parte delle potenze mondiali li considera illegali. Israele, d'altra parte, considera la terra come un baluardo di sicurezza e gli ebrei religiosi ritengono che essa sia un'eredità data loro da Dio. Israele dice che intende mantenere dei blocchi di insediamenti in qualsiasi trattato di pace.

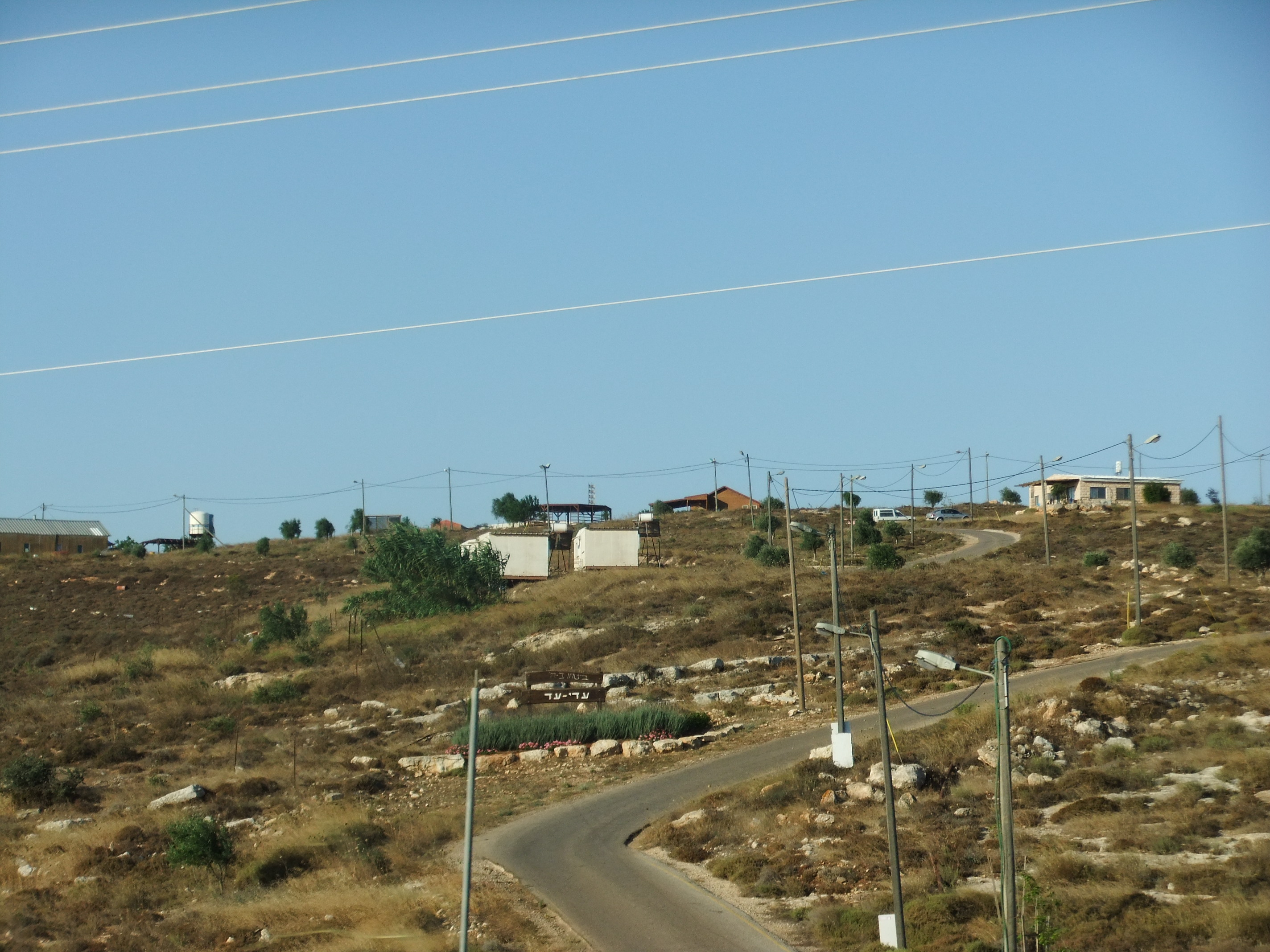
L'avamposto di Adei Ad.

Nel gennaio del 2015 alcuni coloni ebrei presso l'avamposto illegale di Adei Ad hanno lanciato pietre contro i diplomatici di una delegazione statunitense che era arrivata per ispezionare gli atti di vandalismo segnalati in un boschetto di alberi di proprietà palestinese nella Cisgiordania occupata.
È stato riferito che recentemente i coloni sono stati sospettati di aver sradicato migliaia di alberelli di Olea europaea, alcuni dei quali sono stati piantati in onore del funzionario palestinese anziano Ziad Abu Ein, che è morto nel dicembre del 2014 colpito da shock dopo un alterco sopravvenuto con un soldato delle Forze di difesa israeliane. Il consolato americano venne a ispezionare il boschetto perché alcuni proprietari terrieri rivendicano la cittadinanza statunitense. Non sono stati segnalati feriti.

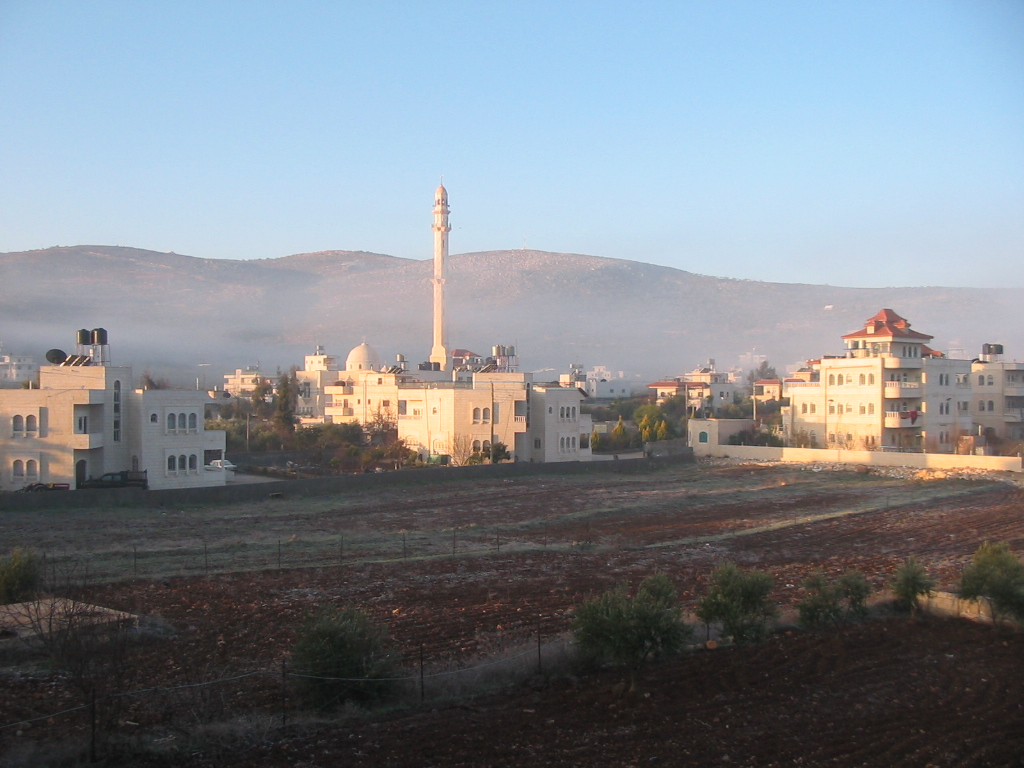
Turmus Ayya.

Il portavoce del Dipartimento di Stato Jeff Rathke ha dichiarato: "Possiamo confermare che un veicolo del Consolato è stato bersagliato con pietre e affrontato oggi da un gruppo di coloni armati nella Cisgiordania, vicino al villaggio palestinese di Turmus Ayya". Ha aggiunto che gli Stati Uniti sono "profondamente preoccupati" per l'attacco e che le autorità israeliane riconoscono "la gravità dell'incidente".
Una portavoce della polizia ha detto che si sta indagando sull'incidente e che non sono stati ancora effettuati arresti. Il Dipartimento di Stato ha offerto alle autorità israeliane una videocassetta dell'incidente che non mostrava armi da tiro americane. Yossi Dagan, capo del Consiglio regionale di Shomron, ha esortato il ministro degli Interni Gilad Erdan a espellere la delegazione americana, affermando che erano spie.
L'incidente dovrebbe raffreddare ulteriormente la relazione, che è già tesa, anche se questo è il primo attacco fisico noto contro il personale diplomatico americano.

### Pressioni verso i colloqui di pace con la Siria
La Siria ha ripetutamente chiesto ad Israele di riavviare le trattative di pace; vi è un dibattito interno in corso all'interno del governo israeliano sulla serietà o meno di questo invito siriano ai negoziati. Alcuni funzionari hanno affermato che c'erano già stati alcuni colloqui non pubblicizzati e non ufficialmente sanciti dalla rappresentanza politica israeliana.

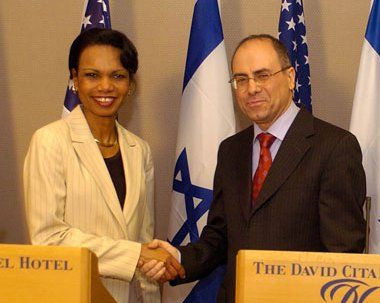
Il Segretario di Stato Condoleezza Rice con l'agente diplomatico Silvan Shalom.

Gli Stati Uniti hanno chiesto che Israele desista anche da contatti esplorativi con la Siria per verificare se Damasco sia seriamente intenzionato nelle proprie dichiarazioni di avviare dei colloqui di pace. Il Segretario di Stato Condoleezza Rice si è dimostrata energica nell'esprimere il punto di vista di Washington sulla questione ai funzionari israeliani inerenti al fatto che nemmeno i negoziati esplorativi con la Siria avrebbero dovuto essere tentati.
Per anni Israele ha obbedito alla richiesta di desistere dal ritornare ufficialmente ai colloqui di pace; tuttavia, intorno al maggio del 2008, ha informato gli Stati Uniti che stava dando il via ai colloqui con la Siria attraverso l'intermediazione della Turchia. La Siria si è ritirata però diversi mesi dopo in risposta alla guerra di Gaza.

Lo stemma dell'Autorità Nazionale Palestinese.

### Intermediazione sul "processo di pace"
Gli Stati Uniti hanno assunto il ruolo preminente nel facilitare i negoziati di pace tra Israele e l'Autorità Nazionale Palestinese. Sono stati invero criticati come agenti e avvocati difensori d'ufficio del governo israeliano piuttosto che come un onesto mediatore, provveditore e coordinatore con la rappresentanza alleata a spese dell'avanzamento dei colloqui.
Ad esempio, sotto la politica di "niente sorprese" da parte degli Stati Uniti e Israele, la presidenza di Donald Trump deve prima verificare con il governo alleato qualsiasi idea per far avanzare i negoziati prima di pubblicizzarli, che presumibilmente potrebbero aver privato gli Stati Uniti dell'"indipendenza e flessibilità necessarie per un serio tentativo di pacificazione".

### Vendite militari alla Cina
Nel corso degli anni gli Stati Uniti e Israele hanno regolarmente discusso la vendita di attrezzature e tecnologie di sicurezza sensibili a vari paesi, in particolare verso la Repubblica popolare cinese.
Le varie Amministrazioni USA ritengono che tali vendite siano potenzialmente dannose per la sicurezza delle forze statunitensi presenti in Asia. La Cina ha cercato di ottenere da Israele una tecnologia che non potrebbe acquisire altrove e ha acquistato una vasta gamma di attrezzature e tecnologie militari, compresa la rete satellitare per le comunicazioni e l'Aeromobile a pilotaggio remoto "Harpy Killer" nel 1999 e che la Cina ha testato sullo Stretto di Formosa nel 2004.

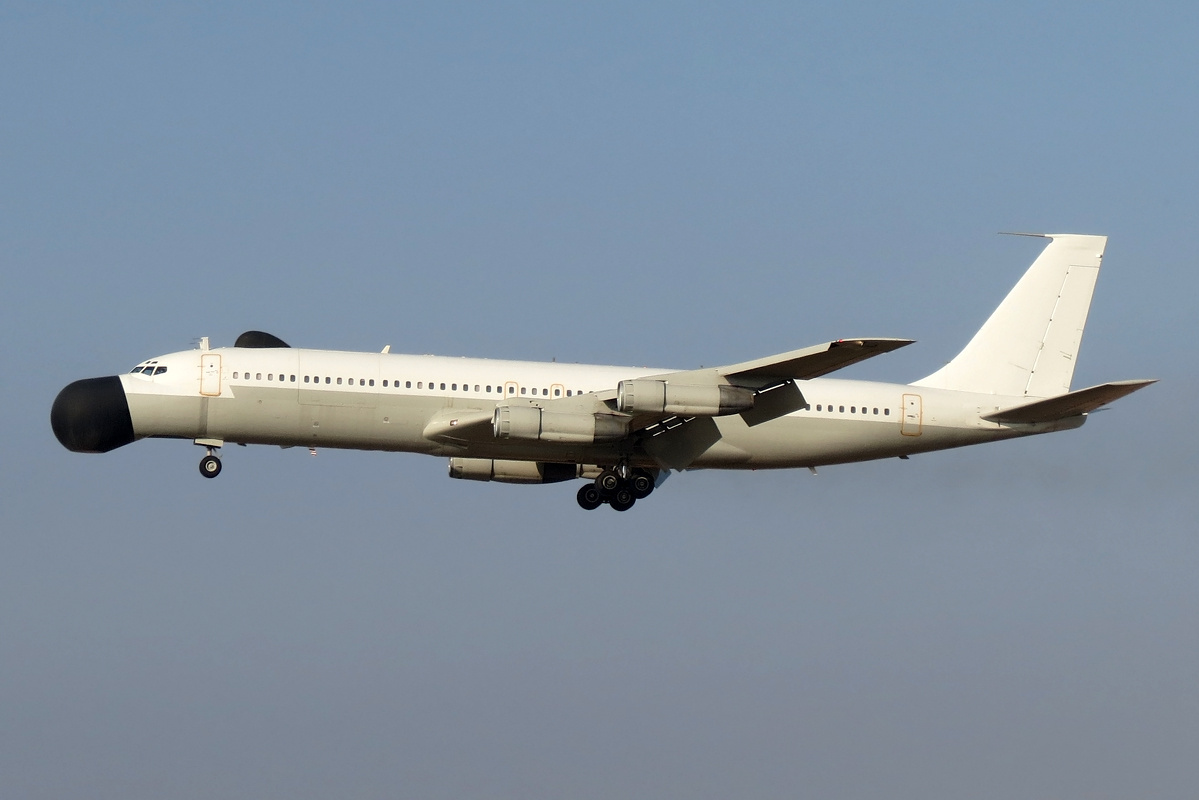
Un Phalcon Airborne Early Warning and Control in dotazione alla Heyl Ha'Avir.

Già nel 2000 gli Stati Uniti persuasero Israele a cancellare la vendita del sistema radar Phalcon (EL/M-2075). Si diceva anche che gli USA avessero richiesto che Israele fornisse informazioni su 60 recenti accordi concernenti armamenti con la Cina, accettando la supervisione americana degli accordi sulle armi che potrebbero essere considerati "sensibili" per gli Stati Uniti.

### Contratto di manutenzione con il Venezuela

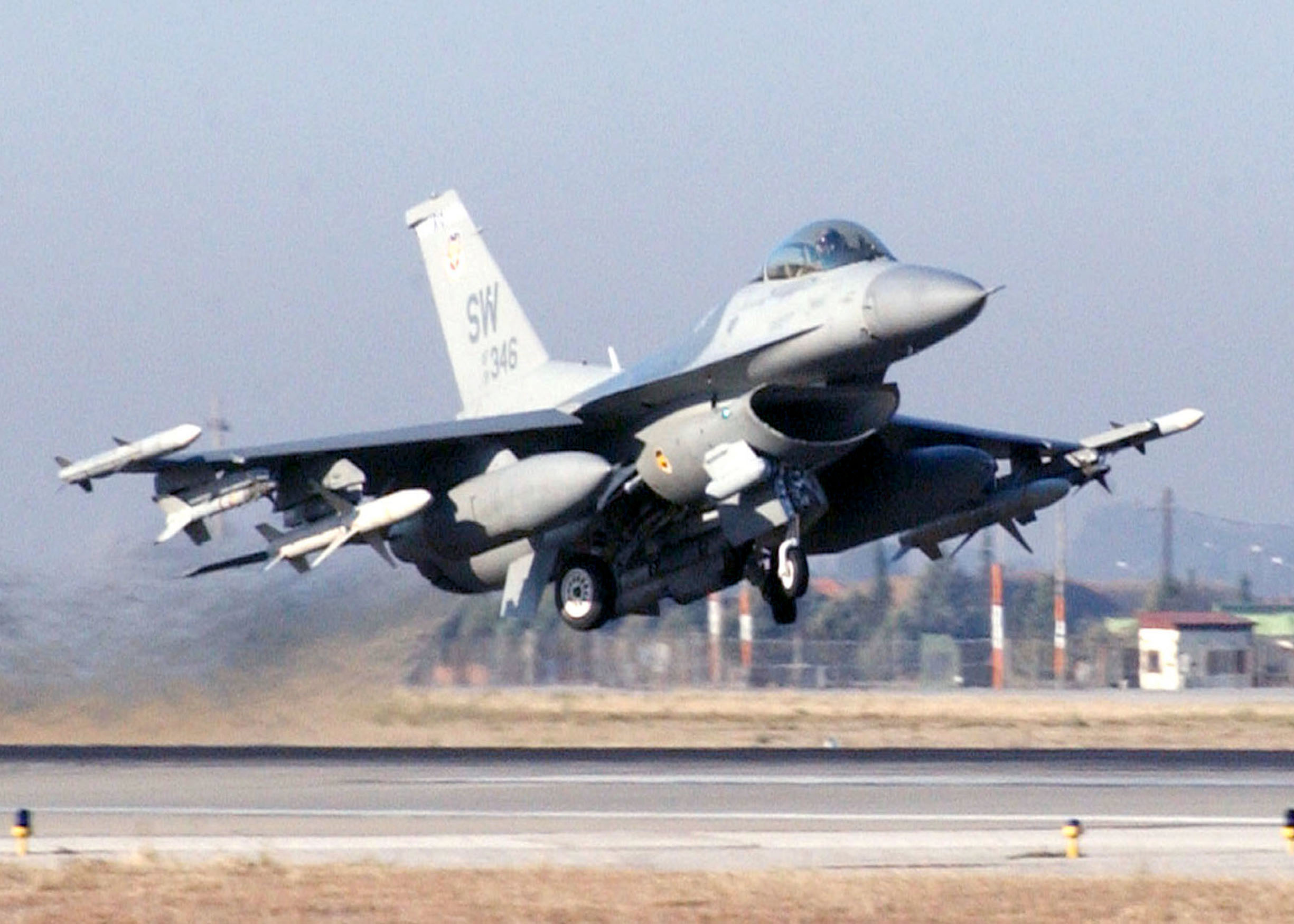
Un General Dynamics F-16 Fighting Falcon.

Il 21 ottobre del 2005 è stato riferito che le pressioni di Washington hanno costretto Israele a congelare un importante contratto con il Venezuela per aggiornare i suoi 22 aerei da caccia General Dynamics F-16 Fighting Falcon fabbricati negli Stati Uniti. Il governo israeliano aveva chiesto il permesso per procedere con l'accordo, ma questo non è stato concesso.

### Gerusalemme
Dopo essere riusciti a catturare Gerusalemme Est nel corso della Guerra dei sei giorni del 1967, Israele l'ha annessa e incorporata nella Municipalità di Gerusalemme, cominciando quindi a costruire quartieri e case ebraiche nei terreni precedentemente assegnati agli arabi, insieme agli uffici governativi; insistendo sul fatto che la città è e sarà sempre la propria capitale eterna e indivisibile.
Gli Stati Uniti non sono d'accordo con questa posizione e credono invece che lo status permanente di Gerusalemme possa ancora essere oggetto di eventuali negoziati; ciò si basa sul piano di partizione della Palestina proposto dall'Organizzazione delle Nazioni Unite del 1947, che richiedeva l'istituzione di un'amministrazione internazionale separata della zona cittadina. Questa posizione fu accettata all'epoca dalla maggior parte degli altri paesi e anche dalla leadership sionista, ma respinta invece con decisione dal mondo arabo.

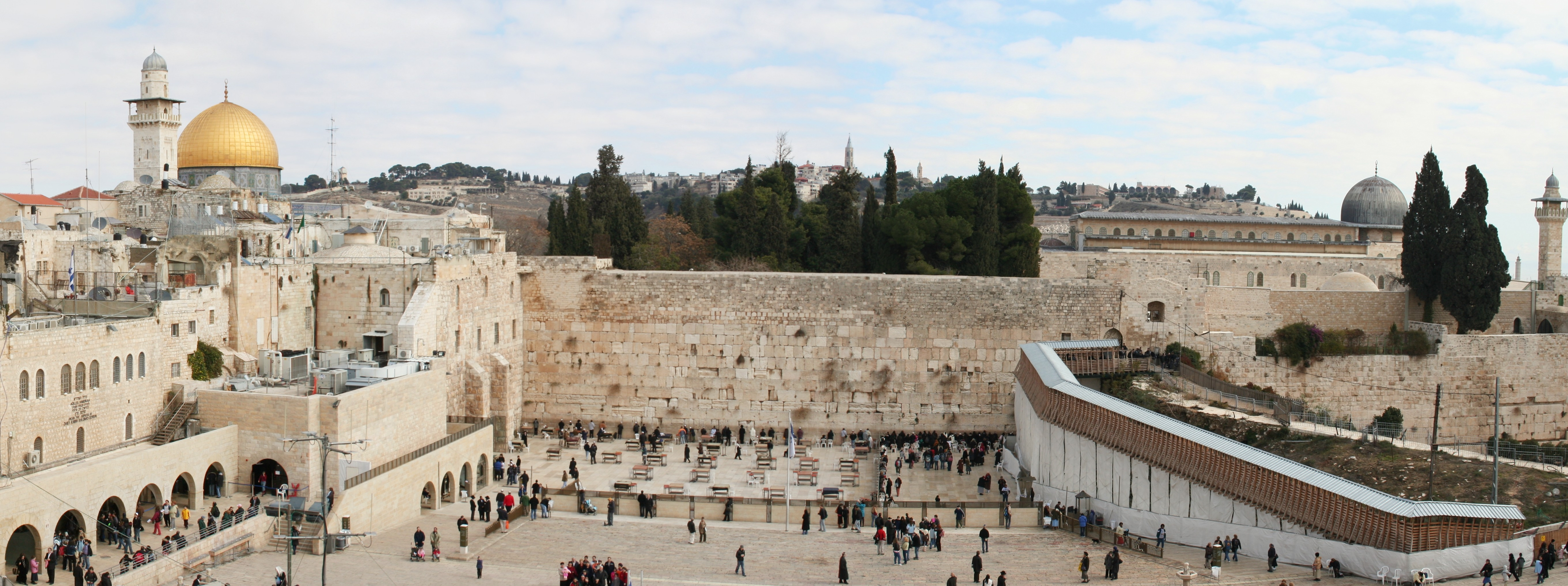
Il Muro Occidentale a Gerusalemme, nei pressi del Monte del Tempio, è il più importante sito religioso ebraico.

La maggior parte delle nazioni estere avevano localizzato le loro ambasciate a Tel Aviv già prima del 1967; Gerusalemme si trovava poi anche esattamente sulla linea del confine contestato. La "Dichiarazione dei Principi" (Israel-Palestine Liberation Organization letters of recognition) e i successivi accordi di Oslo firmati con l'Organizzazione per la Liberazione della Palestina nel settembre del 1993 affermano analogamente che si tratta di un argomento - il suo status permanente - ancora aperto ed oggetto per futuri negoziati. Le Amministrazioni degli Stati Uniti hanno coerentemente indicato, mantenendo l'Ambasciata degli Stati Uniti in Israele a Tel Aviv, che lo status di Gerusalemme non è definitivamente risolto.
Nel 1995, tuttavia, entrambe le Camere del Congresso approvarono in modo schiacciante la legislazione denominata Jerusalem Embassy Act volta a far trasferire l'ambasciata a Gerusalemme entro il 31 maggio del 1999, suggerendo a questo punto sanzioni di finanziamento al Dipartimento di Stato per non conformità. L'opposizione del Governo Federale a una tale mossa, a questioni costituzionali di ingerenza del Congresso in politica estera, nonché a una serie di deroghe presidenziali fondate su interessi di sicurezza nazionale, ne hanno ritardato l'attuazione da parte di tutte le Amministrazioni successive alla presidenza di Bill Clinton.
Il Consolato Generale degli Stati Uniti a Gerusalemme fu fondato per la prima volta nel 1844, proprio all'interno della Porta di Giaffa. Un ufficio consolare permanente è stato istituito nel 1856 in questo stesso edificio. La missione si trasferì a Street of the Prophets nel tardo XIX secolo ed infine alla sua attuale sede in "Agron Street" nel 1912. Il Consolato Generale su "Nablus Road" a Gerusalemme Est fu costruito nel 1868 dalla famiglia Vester, i proprietari dell'"American Colony Hotel"; nel 2006 il consolato su Agron Road prese in affitto un edificio adiacente, un monastero della congregazione della missione (lazzarista) costruito nel 1860, per poter fornire più spazio agli uffici di rappresentanza.
Nel marzo del 2010 il generale David Petraeus è stato citato da Max Boot dicendo che la mancanza di progressi nel processo di pace in Medio Oriente ha "fomentato l'antiamericanismo, minato i regimi arabi moderati, limitato la forza e la profondità dei partenariati USA, aumentato l'influenza dell'Iran, proiettato un'immagine della debolezza degli Stati Uniti e servito da potente strumento di reclutamento per Al Qaida".
Quando venne interrogato a tal proposito dal giornalista Philip Klein, l'alto ufficiale dichiarò che Boot "ha scomposto" e "fatto girare" come preferiva lui il suo discorso; ritenne invece di ribadire il fatto che vi siano molti fattori importanti che ostacolano la pace, tra cui "un intero gruppo di organizzazioni estremiste, alcune delle quali, tra l'altro, negano il diritto all'esistenza di Israele". Continuando: "VI è un paese che ha in atto un programma nucleare e che nega che l'Olocausto abbia mai avuto luogo, così ancora una volta abbiamo tutti questi fattori assemblati là. Questo [Israele] è solo uno di essi".
Le relazioni USA-Israele sono state messe a dura prova nel marzo del 2010 quando, come ufficialmente annunciato da Israele, si stavano costruendo 1.600 nuove case nel quartiere di Gerusalemme Ramat Shlomo, nel momento in cui Joe Biden si trovava in visita in veste di vicepresidente degli Stati Uniti d'America. Il segretario di Stato Hillary Clinton ha descritto la mossa come "insultante". Israele si è alla fine scusato per i tempi dell'annuncio.

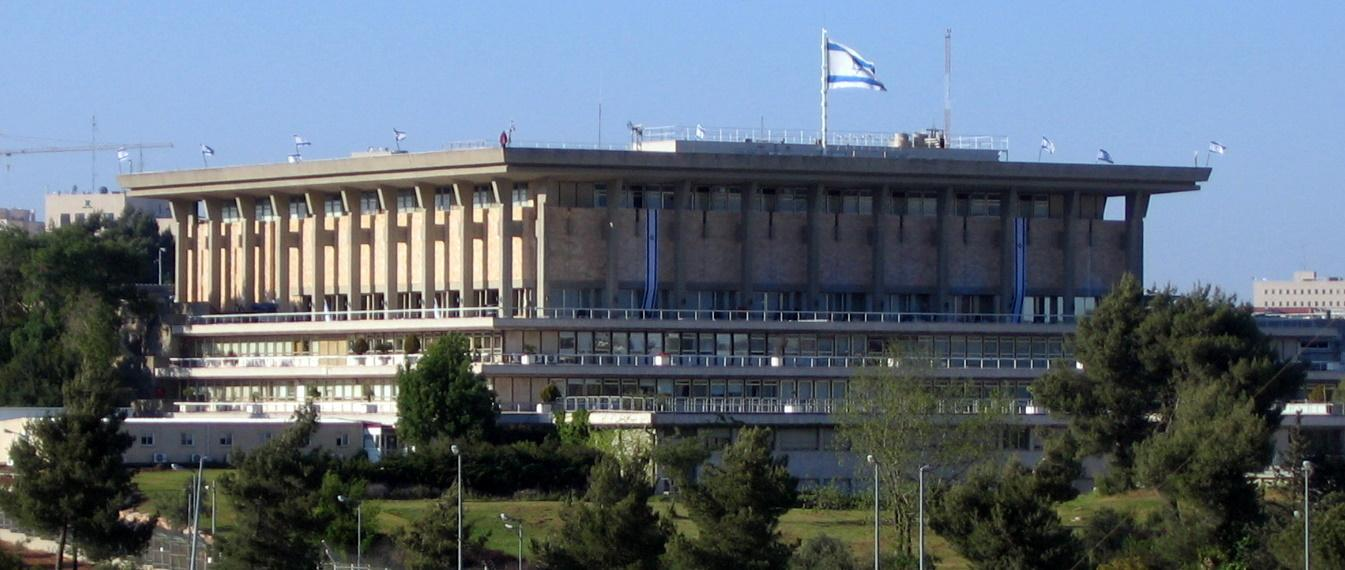
Sede della Knesset a Gerusalemme.

Il 6 dicembre del 2017 la neo-presidenza di Donald Trump ha ufficialmente riconosciuto Gerusalemme come capitale israeliana e ha annunciato la sua intenzione di trasferirvi l'ambasciata americana. Il 22 gennaio seguente il vicepresidente Mike Pence in un discorso pronunciato alla Knesset ha affermato che l'ambasciata sarebbe stata spostata prima della fine del 2019.
     Favorevole
     Contrario
     Astenuto
     Non vota

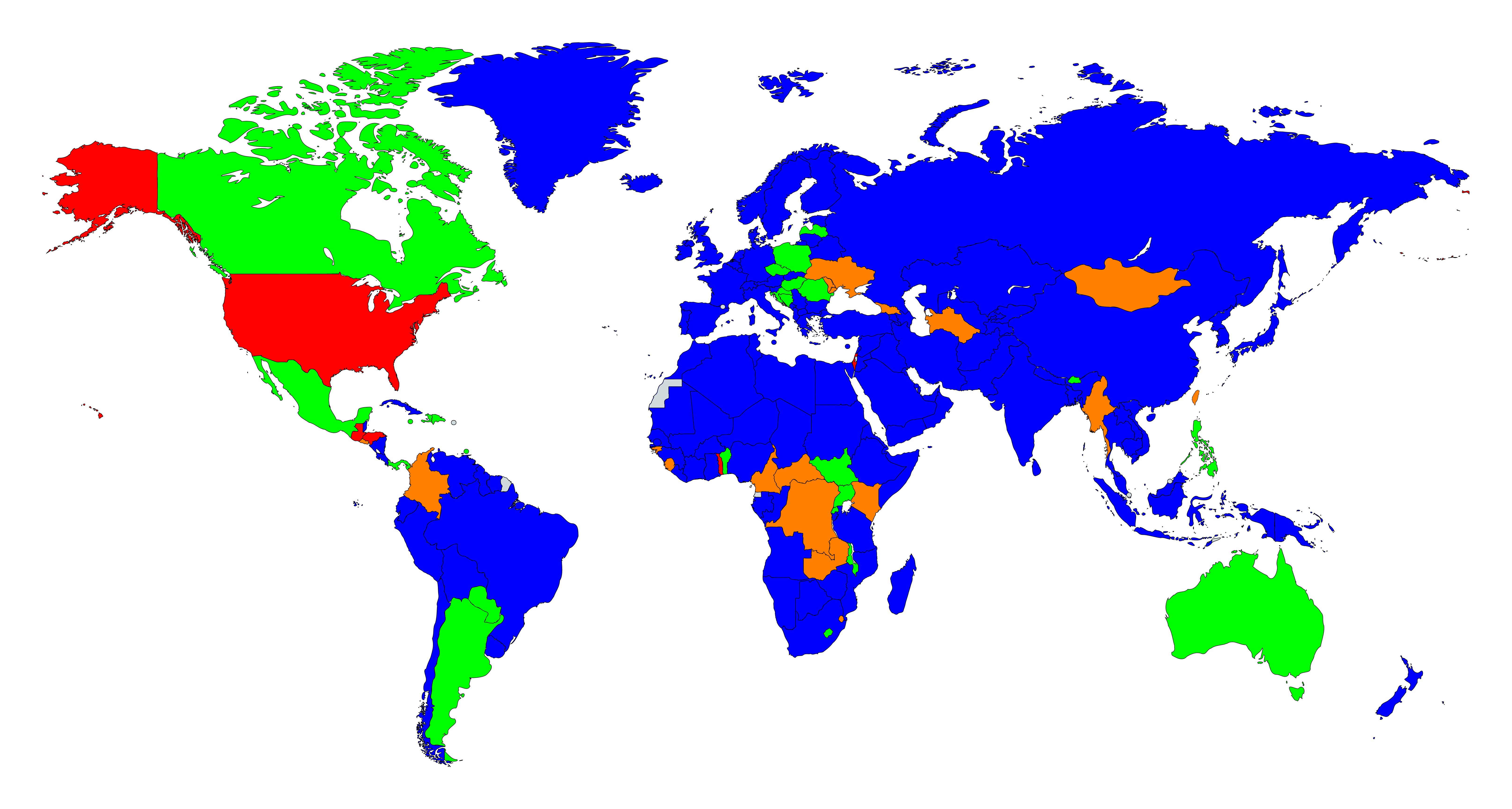
I Paesi votano sulla Risoluzione ONU A / ES-10 / L.22 (disapprovazione per l'ambasciata USA che si sposta a Gerusalemme) il 21 dicembre del 2017
Favorevole
Contrario
Astenuto
Non vota

Il 18 ottobre del 2018 il Segretario di Stato Mike Pompeo a dichiarato che il consolato generale USA presente sarebbe stato fuso nella nuova ambasciata. Fino ad allora il primo era stato responsabile della conduzione delle relazioni degli Stati Uniti con i palestinesi; le sue responsabilità verrebbero pertanto assunte da un'unità degli "affari palestinesi" all'interno dell'ambasciata di Gerusalemme.

### Opinione pubblica

#### USA verso Israele

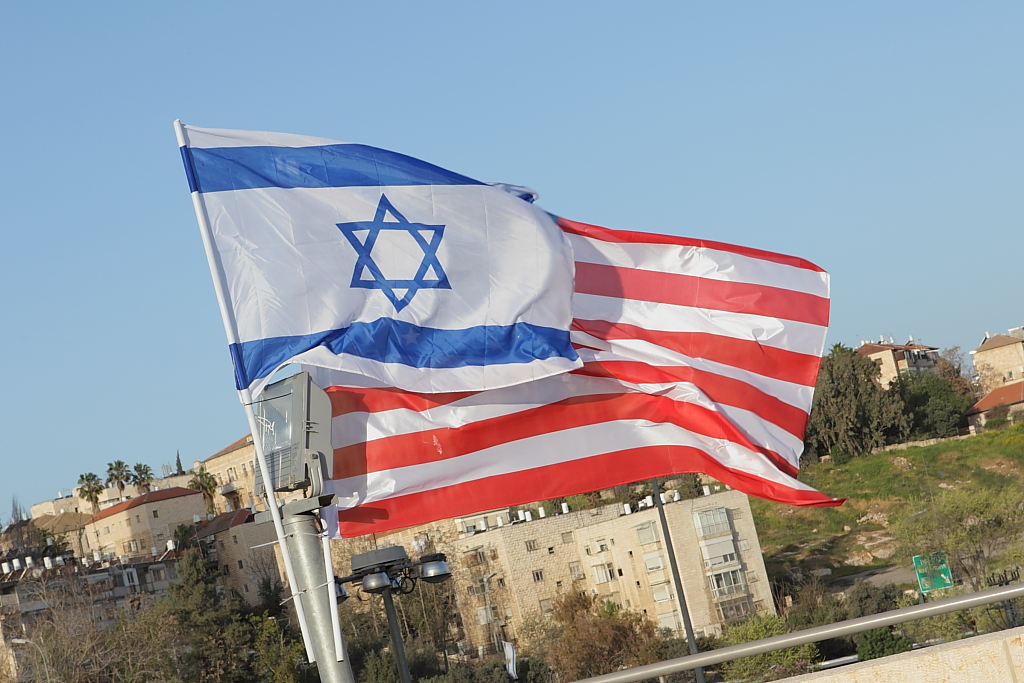
La bandiera di Israele assieme alla bandiera degli Stati Uniti d'America.

A luglio del 2006 un sondaggio d'opinione affermava che il 44% degli americani pensava che "gli Stati Uniti sostengono Israele nella giusta misura", l'11% pensava invece "troppo poco" ed infine il 38% "troppo"; la stessa ricerca ha chiesto: "In generale, preferisci o ti opponi alla creazione di uno Stato palestinese riconosciuto dalle Nazioni Unite?" Il 42% ha risposto affermativamente, con un 34% contrario.
Molti mettono in discussione i livelli di aiuto e l'impegno generale nei confronti di Israele, sostenendo che un pregiudizio americano opera a spese di migliori relazioni con vari altri Stati del mondo arabo; altri sostengono che la democrazia israeliana sia un valido e utile alleato in campo strategico e credono che le relazioni bilaterali tra i due paesi rafforzino la presenza degli Stati Uniti in Medio Oriente.
Un sondaggio Gallup sugli americani del 2002-2006 per affiliazione di partito politico (Repubblicano o Democratico) e ideologia (conservatorismo/moderati/liberal) ha rilevato che, sebbene la simpatia per Israele sia la più forte tra i Repubblicani conservatori, il gruppo più a sinistra dei liberal Democratici hanno anch'essi una percentuale maggiore che simpatizza con Israele. Sebbene le proporzioni siano diverse ogni gruppo ha più simpatia per Israele, seguito da entrambi/nessuno ed infine più verso i palestinesi. Questi risultati supportano l'idea che il sostegno a Israele negli Stati Uniti sia decisamente bipartisan.
Un sondaggio "Gallup World Affairs" del 2007 ha incluso l'aggiornamento annuale sulle valutazioni degli americani di vari paesi in tutto il mondo e ha chiesto di valutare l'importanza generale per gli Stati Uniti di ciò che accade nella maggior parte di queste nazioni; ebbene, Israele era il solo il paese con cui la maggioranza degli americani si è sentita in sintonia (63%) affermando che ciò che accade lì è di vitale importanza per gli USA (55%).
Un rapporto del 2012 di "The David Project", un'organizzazione israeliana di difesa negli USA, ha scoperto che il più forte comportamento anti-israeliano in America si trova nelle università. Citando l'esperienza degli studenti ebrei che si sentivano del tutto a loro agio nelle università statunitensi, esso negava la possibilità che i sentimenti anti-israeliani fossero basati sull'antisemitismo, come invece comunemente si crede. Il problema è stato concluso che giace in una "negatività goccia a goccia" su Israele che minacciava di erodere il sostegno a lungo termine e che potrebbe eventualmente diffondersi dai campus fino alla popolazione generale.
Tra i gruppi etnici si ritiene che la popolazione degli ispanici e latinoamericani sia quella più ostile, questo secondo l'"Israel Project" (TIP), un'organizzazione non a scopo di lucro statunitense attiva nel campo della difesa israeliana. Secondo TIP Israele è maggiormente popolare tra i più anziani, i Repubblicani, i conservatori e la Chiesa evangelica e meno tra le "élite liberal, gli afroamericani e i Democratici.
Nel 2012 sono emerse delle gravi tensioni tra il "Comitato di emergenza per Israele" e altri enti di beneficenza ebraici che secondo il primo sono ostili a Israele. Secondo Paul Berger gli annunci del gruppo contro le organizzazioni che accusa di sostenere le associazioni anti-israeliane sembrano non aver ottenuto alcun successo. Diverse persone citate nel "comitato di emergenza per la pubblicità" di The New York Times in Israele hanno immediatamente preso le distanze dalla campagna pubblicitaria. I gruppi ebraici presi di mira hanno riportato molto pochi cambiamenti nel sostegno dei donatori.
Un sondaggio "Gallup" del 2013 rileva che il 64% degli americani è solidale con gli israeliani e il 12% con i palestinesi; l'analisi dei dati ha mostrato che Repubblicani, conservatori e cittadini più anziani avevano maggiori probabilità di essere favorevolmente parziali nei confronti di Israele. I Repubblicani (78%) erano molto più inclini a simpatizzare con Israele rispetto ai Democratici (55%). Il sostegno di questi ultimi è aumentato del 4% a partire dal 2001, mentre quello repubblicano è salito del 18% nello stesso periodo.
La percentuale di intervistati che favoriscono i palestinesi aumenta con l'istruzione formale, dall'8% di quelli senza esperienza universitaria al 20% dei laureati; secondo Gallup i palestinesi ricevono la più alta simpatia da Democratici, liberal e laureati, ma anche tra questi, li supportano al massimo con un 24% e non oltre.
Secondo un sondaggio del "BBC World Service" del 2013 gli Stati Uniti sono l'unico paese occidentale ad avere opinioni estremamente favorevoli su Israele e l'unico dei paesi presenti con una maggioranza di voti positivi, con il 51% di americani che valuta positivamente l'influenza di Israele; mentre il 32% esprime una visione negativa.
Un sondaggio di Bloomberg Politics del 2015 ha chiesto: "Quando si tratta delle relazioni tra gli Stati Uniti e Israele, con quale delle seguenti opinioni senti di trovarti maggiormente in accordo?" Il 47% degli intervistati ha scelto: "Israele è un alleato, ma dovremmo perseguire gli interessi dell'America quando non siamo d'accordo con loro". Il 45% ha preferito: "Israele è un alleato importante, l'unica democrazia esistente nella regione, per cui dovremmo sostenerlo anche se i nostri interessi divergono". L'8% non era sicuro.
Il punto di vista statunitense su Israele tra il 2003 e il 2017 è passato da un 32% a un 31 di molto favorevoli, da un 46 a un 50 di favorevoli in parte, da un 12 a un 14 di sfavorevoli in parte, da un 8 ad un 4 di estremamente sfavorevoli ed infine dall'1% di non so.

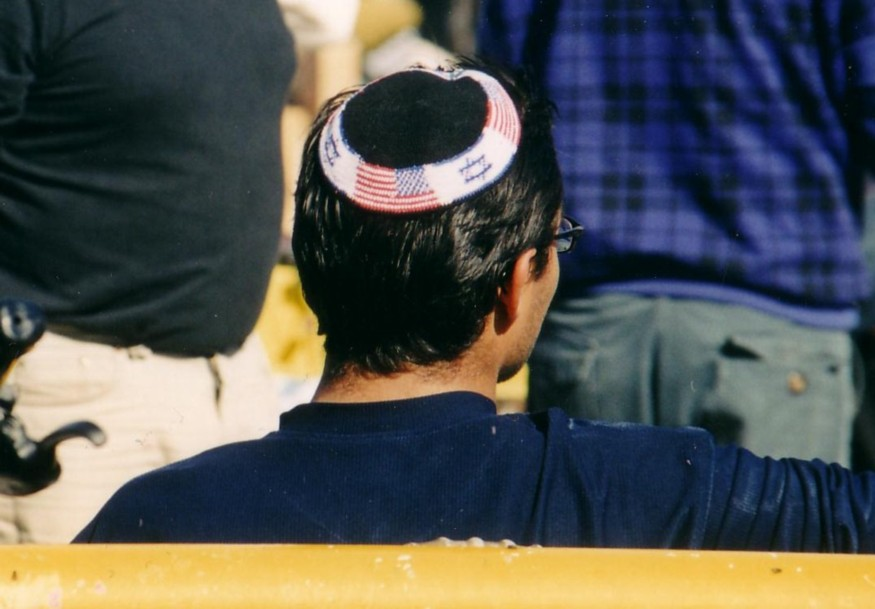
Una Kippah con la bandiera degli Stati Uniti d'America.

#### Israele verso USA
L'atteggiamento israeliano nei confronti degli Stati Uniti è ampiamente positivo. In diversi modi di misurazione della visione di un paese come l'America (idee sulla democrazia, modi di fare affari, musica, film e televisione, scienza e tecnologia e diffusione di idee statunitensi), Israele è arrivato in cima alla classifica come quello tra i paesi sviluppati che l'ha veduto più positivamente.
Nel dicembre del 2014 un sondaggio condotto sugli israeliani ha mostrato che la maggioranza di essi ritiene che le relazioni bilaterali siano entrate in una fase di "crisi"; si è rilevato che il 61,7% degli intervistati ha dichiarato che vi è stata una crisi nelle relazioni USA-Israele. Meno di 1/4 ha affermato che le relazioni erano "stabili e buone". La maggioranza ha dichiarato che il governo Netanyahu IV ha "danneggiato" i rapporti.
Nonostante gli atteggiamenti stabilmente positivi nei confronti degli Stati Uniti il sondaggio ha rilevato anche che gli israeliani sono generalmente diffidenti nei confronti della presidenza di Barack Obama, con solo il 37% degli intervistati che definisce le opinioni di Obama "positive", mentre il 61% definisce il suo atteggiamento nei confronti di Israele come "negativo" o quantomeno "neutrale".
Il punto di vista israeliano sugli USA tra il 1989 e il 2018 è passato da un 13% a un 6 di estremamente sfavorevoli, da un 41 a un 43 di favorevoli in parte, da un 25 a un 17 di sfavorevoli in parte, da un 8 a un 31 di estremamente favorevoli ed infine da un 13 a un 3 di senza opinioni.

### Immigrazione
Israele è in gran parte una nazione di immigrati ebrei. Ha accolto i nuovi arrivati ispirandosi fin dal principio al sionismo, il movimento nazionale ebraico; questo è un'espressione del desiderio di molti ebrei di vivere nella loro patria storica. Il maggior numero di essi è giunto da paesi del Medio Oriente e dell'Europa.
Gli Stati Uniti hanno svolto un ruolo speciale nell'assistere Israele nel complesso compito di assorbire e assimilare masse di immigrati in brevi periodi di tempo. Subito dopo la dichiarazione d'indipendenza israeliana la presidenza di Harry Truman offrì 135 milioni di dollari statunitensi in prestiti per aiutare a far fronte all'arrivo di migliaia di rifugiati sopravvissuti alla Shoah. Nei primi tre anni di vita del nuovo Stato il numero di immigrati ha più che raddoppiato la popolazione ebraica del paese.
Le immigrazioni di massa sono continuate poi nel corso della sua storia. A partire dal 1989 Israele ha assorbito circa un milione di ebrei provenienti dall'ex Unione Sovietica. Gli Stati Uniti hanno lavorato in coordinazione per trasferire gli ebrei dal mondo arabo, dall'Etiopia e dagli ex paesi del blocco orientale, ed ha assistito nel loro assorbimento nella società israeliana.
Inoltre si è verificata anche un'immigrazione tra i due paesi, con molti ebrei americani che immigrano in Israele ogni anno, mentre gli Stati Uniti sono la destinazione principale per gli israeliani che emigrano all'estero (yerida) in modo permanente o per un soggiorno prolungato.

#### Scambi aziendali
Diverse Camere di commercio regionali americano-israeliane esistono per facilitare l'espansione di aziende dei due paesi nei rispettivi mercati. Gruppi come Motorola, IBM, Microsoft e Intel hanno scelto Israele per stabilire importanti centri di ricerca e sviluppo. Israele ha inoltre più aziende quotate al NASDAQ rispetto a qualsiasi altro paese al di fuori dell'America del Nord.

### Cooperazione strategica
Gli Stati Uniti e Israele sono impegnati in una vasta cooperazione strategica, politica e militare. Questa è assai ampia e comprende aiuti americani, condivisione dell'intelligence ed esercitazioni militari congiunte. Gli aiuti militari americani sono disponibili in diverse forme, tra cui sovvenzioni, assegnazioni di progetti speciali e prestito. La presidenza di Barack Obama si è impegnata a mantenere il "Margine qualitativo militare" (Qualitative Military Edge, QME) di Israele rispetto agli altri paesi della regione.

#### Memorandum di Understanding
Per affrontare le minacce alla sicurezza in Medio Oriente sono comprese le esercitazioni militari congiunte e le attività di preparazione, cooperazione nell'industria della difesa e accesso alle strutture di manutenzione. La firma del Memorandum of Understanding (Testo completo su Wikisource) ha segnato l'inizio di una stretta cooperazione e coordinamento della sicurezza tra i due governi.
La cooperazione globale tra Israele e gli Stati Uniti sulle questioni di sicurezza è diventata ufficiale a partire dal 1981, quando il ministro della Difesa israeliano Ariel Sharon e il Segretario della difesa Caspar Weinberger hanno firmato un memorandum d'intesa che riconosce "i legami comuni di amicizia tra Stati Uniti e Israele e si basa sulla relazione di mutua sicurezza che esiste tra le rispettive nazioni". Il memorandum ha richiesto quindi diverse misure.

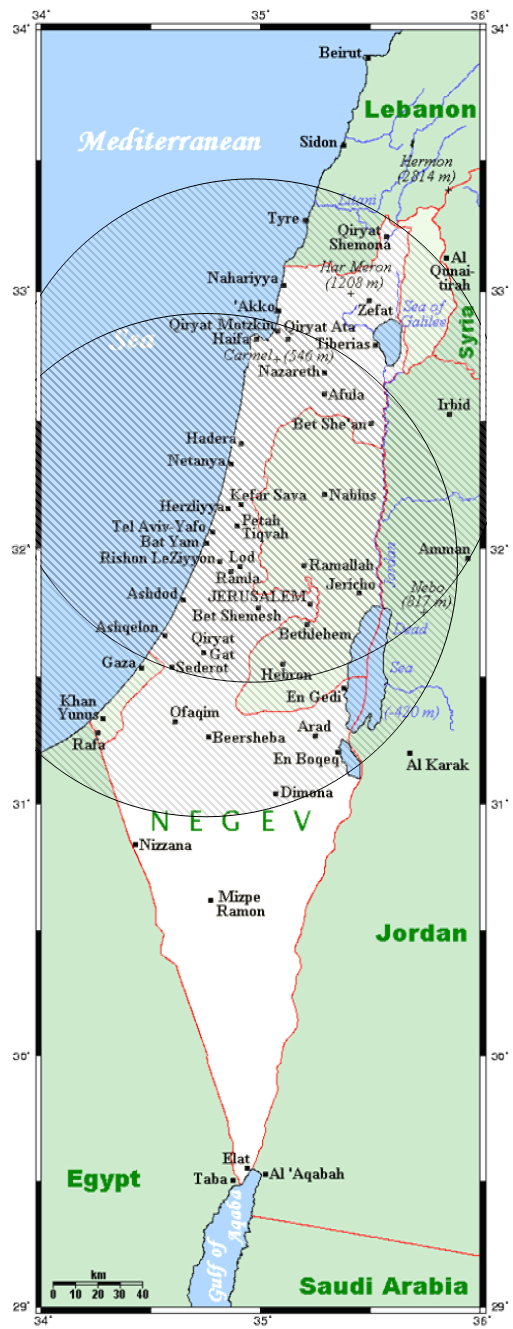
La copertura data da Arrow.

#### Programma missilistico
Uno degli aspetti della relazione strategica tra Stati Uniti e Israele è lo sviluppo congiunto del programma antimissile balistico Arrow, progettato per intercettare e distruggere i missili balistici. Questo è finanziato da entrambi gli alleati. Arrow ha anche fornito agli Stati Uniti la ricerca e l'esperienza necessarie per sviluppare sistemi di armi aggiuntivi; il costo è stato tra $ 2,4 e $ 3,6 miliardi, con gli Stati Uniti che hanno contribuito con il 50% delle spese finali.

#### Lotta al terrorismo
Nell'aprile del 1996 la presidenza di Bill Clinton e il primo ministro Shimon Peres firmarono l'accordo antiterrorismo USA-Israele. I due paesi hanno concordato un'ulteriore cooperazione in materia di condivisione delle informazioni, formazione, indagini, ricerca e sviluppo e definizione delle politiche da adottare congiuntamente.

#### Sicurezza interna
A livello sia federale, statale che locale esiste una stretta cooperazione israelo-americana sulla sicurezza interna. Israele è stato uno dei primi paesi a cooperare con il Dipartimento della sicurezza interna nello sviluppo di iniziative volte a migliorarne le condizioni. In questo contesto vi sono molte aree di partenariato, tra cui la preparazione e protezione dei viaggi e del commercio.
Ufficiali di polizia americani e israeliani e funzionari della Sicurezza nazionale si incontrano regolarmente in entrambi i paesi per studiare tecniche di contro-terrorismo e nuove idee riguardanti la raccolta di informazioni e la prevenzione delle minacce.
Nel dicembre del 2005 è stato firmato un accordo per avviare uno sforzo congiunto nel rilevamento del contrabbando di materiale nucleare e radioattivo installando attrezzature speciali ad Haifa, il porto marittimo più trafficato di Israele. Questo impegno fa parte di un programma di non proliferazione nucleare dell'United States National Nuclear Security Administration del Dipartimento dell'energia la quale opera in stretta collaborazione con partner stranieri per rilevare, scoraggiare e interdire il traffico illecito di materiali nucleari e radioattivi.

#### Basi militari
Gli Stati Uniti mantengono sei riserva di guerra ("war reserve stocks") all'interno di Israele - presso la base aerea Airwing 7 - e conservano in questi siti circa 300 milioni di dollari in equipaggiamenti militari.
Tali dotazioni rimangono di proprietà dell'United States Armed Forces e vengono utilizzate direttamente dalle forze americane dislocate in Medio Oriente, pur potendo anche essere trasferite all'alleato durante un periodo di crisi; gli Stati Uniti vengono però anche accusati di mantenere aerei da caccia e bombardieri in loco e si pensa che una delle basi contenga almeno un ospedale da 500 posti letto per l'United States Marine Corps e le forze speciali organizzate sotto l'United States Special Operations Command (USSOCOM).
Secondo il giornalista e commentatore militare William Arkin gli USA si sono stabiliti in almeno sei siti d'Israele con munizioni, veicoli e attrezzature e persino con un ospedale da 500 posti, con velivoli da combattimento e bombardieri dell'United States Air Force in previsione di una contingenza di guerra nell'area. Arkin nel suo libro Code Names scrive che alcuni di essi si trovano nell'Aeroporto di Tel Aviv-Ben-Gurion, nella base aerea di Ovda nella località di Nevatim e lungo le rive dell'affluente denominato Herzliya Pituah.

Il logo dell'Heyl Ha'Avir.

I siti sono numerati come "51", "53", "54", "55" e "56". Alcuni dei depositi sono sotterranei, altri invece sono stati costruiti come degli hangar aperti. Sempre secondo Arkin il "sito 51" contiene munizioni e attrezzature stoccate in depositi sotterranei; il "sito 53" è un deposito di munizioni e veicoli di guerra posizionato nelle basi dell'Heyl Ha'Avir; il "sito 54" è un ospedale militare di emergenza localizzato nei pressi di Tel Aviv ed infine i siti "55" e "56" sono depositi per munizioni di riserva.
Israele tuttavia non è l'unico paese della regione ad ospitare basi militari statunitensi; vi sono difatti strutture del tutto simili anche in Turchia, Egitto, Giordania, Arabia Saudita (per lo più ritirate a partire dal 2003), Oman e negli Stati del Golfo Persico del Kuwait, del Bahrein (sede della United States Fifth Fleet), del Qatar e degli Emirati Arabi Uniti. Il quartier generale del Bahrain è destinato a fungere da controllore e deterrente per la potenziale aggressione iraniana nell'area del Golfo.
Il porto di Haifa affacciato sul Mar Mediterraneo ospita visite regolari da parte di navi della United States Sixth Fleet la quale ha la sua sede a Napoli, in Italia.
Il Dimona Radar Facility è un impianto radar americano installato nel deserto del Negev, situato vicino a Dimona. La struttura dispone di due torri radar da 400 piedi progettate per tracciare i missili balistici nello spazio e fornire missili a terra con i dati di targeting necessari per intercettarli. Può rilevare missili fino a 1.500 miglia di distanza. La struttura è posseduta e gestita dall'United States Army e fornisce solo informazioni di seconda mano all'alleato. Le torri della struttura sono le più alte al mondo e le più alte in Israele.

#### Relazioni di intelligence

Il logo del Mossad.

Gli Stati Uniti e Israele hanno collaborato in materia di intelligence fin dagli anni 1950. Durante tutto il periodo della Guerra fredda Israele fornì agli USA informazioni sui sistemi delle armi di fabbricazione sovietica catturate dagli arabi; fornisce anche gran parte del suo potenziale umano (HUMINT) in loco. La CIA divenne sempre più dipendente dal Mossad in seguito alla rivoluzione iraniana del 1979 e all'attentato contro le caserme di Beirut del 1983.

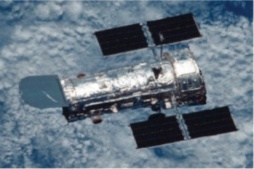
Il KH-11 Kennan.

Nel frattempo gli Stati Uniti hanno fornito all'alleato mediorientale immagini satellitari, e all'inizio degli anni 1980 la CIA ha iniziato a dare informazioni ad Israele che però negava ai suoi più stretti alleati dell'Organizzazione del Trattato dell'Atlantico del Nord; in particolare Israele ha ricevuto un accesso quasi illimitato alle informazioni fornite dal satellite militare "Kenneth KH-11", sebbene l'accesso sia divenuto più limitato a seguito dell'operazione Babilonia del 1981.

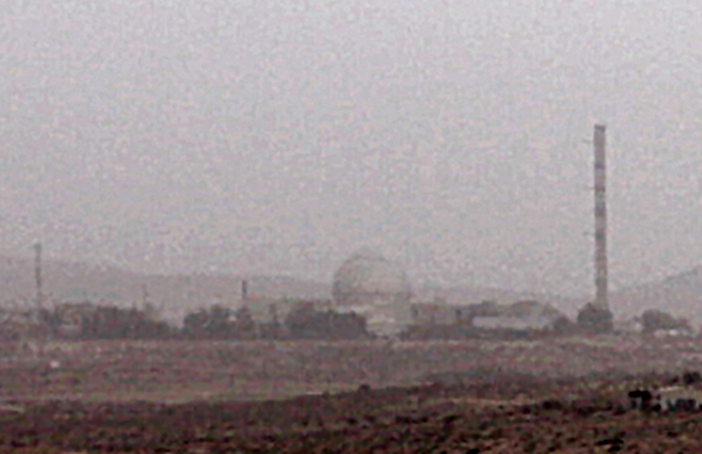
Il Centro di ricerca nucleare di Dimona.

Nonostante l'intensa cooperazione di "intelligence sharing" entrambi i paesi sono stati pesantemente coinvolti anche in operazioni di spionaggio reciproco. Gli Stati Uniti hanno principalmente cercato di penetrare nei circoli politici, militari e del servizio segreto israeliani per raccogliere informazioni sulle sue presunte capacità nucleari e non convenzionali, mentre Israele è penetrato anche nel Governo federale USA e si è impegnato in azioni di spionaggio industriale sul territorio nel tentativo di aumentare le proprie capacità militari e gli impianti del programma nucleare israeliano.

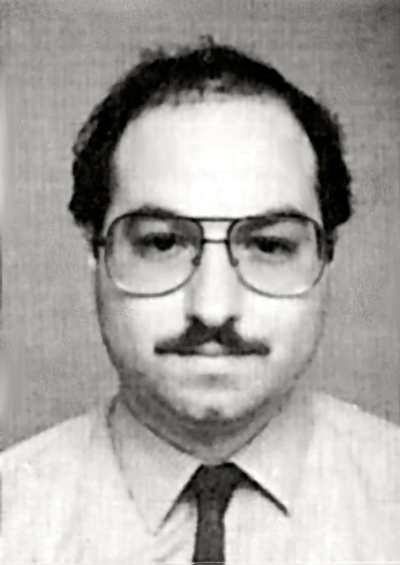
Foto di Jonathan Pollard

Nel caso di spionaggio più noto e pubblicizzato, Jonathan Pollard, un analista civile che lavorava per l'intelligence navale degli Stati Uniti, è stato arrestato nel 1985 e accusato di aver trasmesso documenti altamente riservati agli agenti israeliani. Si è dichiarato colpevole di cospirazione per aver fornito informazioni sulla difesa nazionale a un governo straniero, ed è stato quindi condannato all'ergastolo. Successivamente Israele gli ha concesso la cittadinanza richiedendone periodicamente la liberazione.
Nel 1996 si sono verificati altri due scandali di spionaggio. È stato rivelato che la National Security Agency ha intercettato le linee telefoniche dell'ambasciata di Israele a Washington e ha infranto il codice di sicurezza israeliano, esponendo i più profondi segreti politici di Israele agli Stati Uniti. Le intercettazioni sono state scoperte in seguito al cosiddetto "Mega Scandal" - ampiamente pubblicizzato - quando una telefonata intercettata dall'NSA è diventata di dominio pubblico.
A causa dell'alta competenza di Israele nel campo dei computer e dell'elettronica e della raffinatezza del suo sistema di codici elettronico si riteneva che la NSA usasse una talpa israeliana per ottenere il codice di sicurezza. Il risultante "Mega Scandal" era l'accusa che l'intelligence israeliana avesse una talpa molto ben piazzata all'interno del governo statunitense.
Il 10 novembre del 2004 un sottomarino statunitense è entrato nelle acque territoriali israeliane ad appena 18 Km. dalla costa di Haifa; la missione non fu mai rivelata. Si pensava che stesse cercando di raccogliere informazioni sulla base navale cittadina e sul quartier generale ed altre infrastrutture vitali, ed era anche sospettato di voler intercettare i segnali elettronici navali israeliani e testare la risposta di Israele ad un'eventuale intrusione. Potrebbe anche aver cercato di installare dei sensori vicino al quartier generale navale e ad altre installazioni vitali.

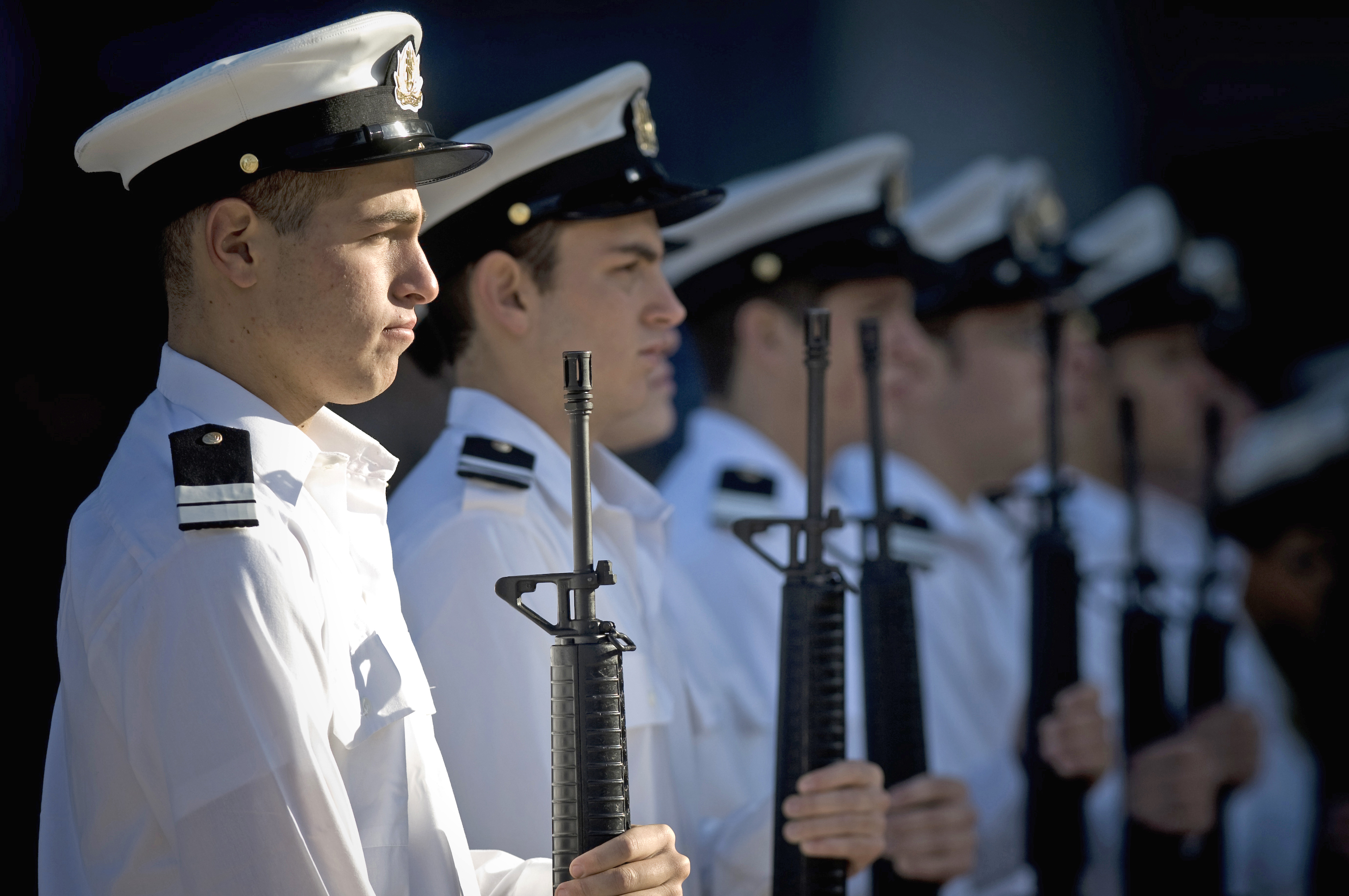
Uomini della Heil HaYam HaYisraeli.

Pochi minuti dopo essere entrato nelle acque israeliane il sottomarino fu individuato e rintracciato dalla Heil HaYam HaYisraeli; inizialmente era stato identificato come appartenente ad una potenza della NATO e successivamente confermato come americano. Lo Stato maggiore si astenne dall'ordinare un attacco contro ciò che era considerato il patrimonio di una nazione amica. Dopo diverse ore il sottomarino si immerse e fuggì, presumibilmente dopo aver determinato che era sotto sorveglianza.
La Marina israeliana ha quindi inviato delle veloci motovedette, missili ed elicotteri all'inseguimento. Il sottomarino non è stato trovato, ma fonti militari hanno sostenuto che esso non è riuscito a completare la sua missione. Secondo i funzionari israeliani tali missioni di spionaggio erano comuni e i sottomarini spia occidentali erano stati intercettati da Israele anche in precedenza.
L'Agenzia per la sicurezza nazionale ha confermato che fornisce ad Israele intercettazioni di informazioni non filtrate che includono anche dettagli privati e messaggi di cittadini americani.

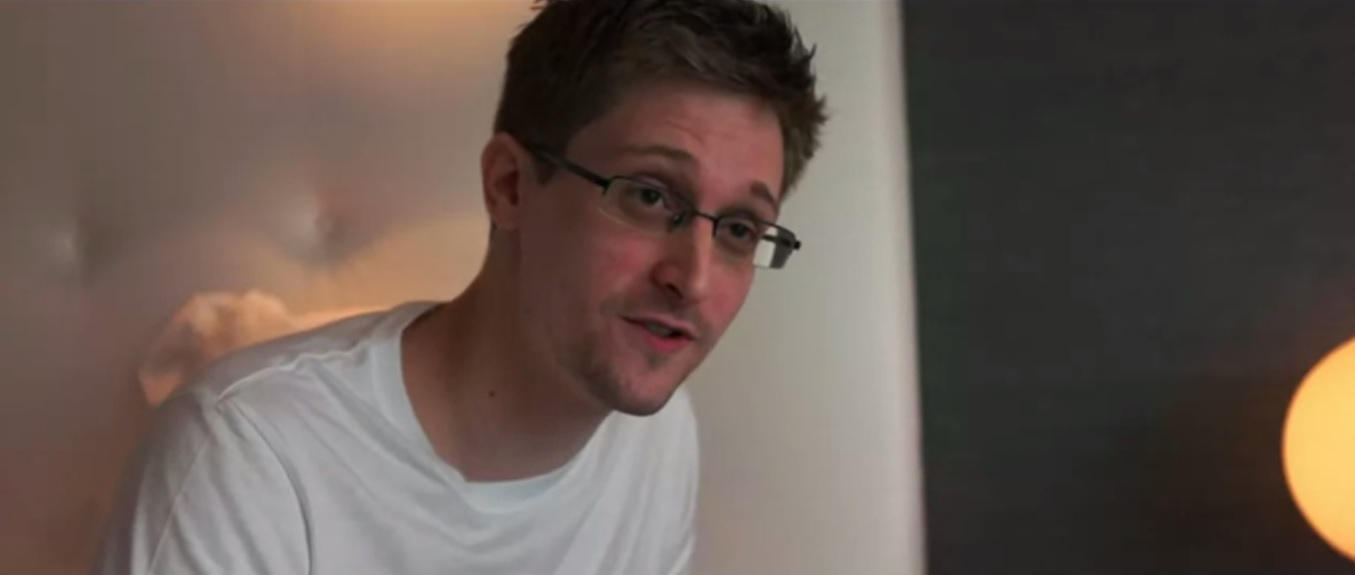
Foto di Edward Snowden nel 2014.

Nel dicembre del 2013 i documenti fatti uscire dall'informatico Edward Snowden rivelarono che nel gennaio del 2009 l'NSA e il suo omologo britannico Government Communications Headquarters avevano spiato un indirizzo email appartenente al primo ministro di Israele Ehud Olmert e avevano monitorato il traffico di posta elettronica tra l'allora ministro della Difesa Ehud Barak e il suo capo dello staff, Yoni Koren.
Nel maggio del 2014 un documento dell'Agenzia ottenuto da Snowden e pubblicato dal giornalista Glenn Greenwald rivelò che la CIA era preoccupata che Israele avesse creato una vasta rete di spionaggio negli Stati Uniti. I segretari alla Difesa di entrambi i paesi hanno comunque negato il ricorso a Chuck Hagel dicendo che non era in possesso di alcun fatto provato per giustificare il rapporto, mentre Moshe Ya'alon ha dichiarato che non gli è mai stato permesso di spiare gli Stati Uniti mentre era a capo dei servizi segreti israeliani "e come ministro della Difesa, non permetto alcuna forma di spionaggio di sorta contro gli Stati Uniti".

#### Visa Waiver Program
Israele ha chiesto di aderire al programma di esenzione dal visto d'ingresso - Visa Waiver Program - già nel 2005. Nell'ambito di questo programma, i cittadini di paesi selezionati possono entrare negli Stati Uniti per un massimo di 90 giorni per turismo e affari senza dover richiedere necessariamente il visto. La Camera dei Rappresentanti ha approvato l'offerta, mentre il Senato l'ha invece respinta.
Israele non è riuscito a soddisfare due requisiti di base; non tutti i cittadini posseggono un passaporto biometrico e il tasso di rifiuto del visto di ingresso per gli israeliani ha superato il 3%; inoltre gli Stati Uniti hanno insistito affinché gli americani palestinesi che entrano in Israele non siano sottoposti ad ulteriori controlli di sicurezza rispetto agli altri cittadini statunitensi.
Nel gennaio del 2013 un nuovo disegno di legge è stato presentato al Congresso per chiedere l'inclusione di Israele, con i suoi sostenitori i quali affermano che il paese ora soddisfa i criteri attuali del programma. A partire dal 2014 Israele etichetta regolarmente l'ingresso di cittadini americani.

### Altre letture
- Leep, Matthew Coen. "The Affective Production of Others: United States Policy towards the Israeli-Palestinian Conflict", Cooperation and Conflict 45(3): 331-352 (2010)
- Roth, Ariel Ilan. "Reassurance: A Strategic Basis of U.S. Support for Israel", International Studies Perspectives 10:4 (2009): 378-394.
- Bass, Warren. 2003. Support Any Friend: Kennedy's Middle East and the Making of the US-Israel Alliance. Oxford University Press.
- Mearsheimer, John; Walt, Stephen. 2007. The Israel Lobby and U.S. Foreign Policy. New York: Farrar, Straus and Giroux
- Gilboa, E. (2013). "Obama in Israel: Fixing American-Israeli Relations". Israel Journal of Foreign Affairs, VII (2), 19-28